# Nizozemsko
Nizozemsko (nizozemsky  Nederland), dříve Nizozemí, někdy neoficiálně a nesprávně Holandsko, je stát v severozápadní Evropě se zámořskými územími v Karibiku (tzv. karibské Nizozemsko). Je největší ze čtyř zemí tvořících Nizozemské království. Na východě sousedí s Německem, na jihu s Belgií, na severu a západě má pobřeží Severního moře. Námořní hranici sdílí se Spojeným královstvím, Německem a Belgií. Nizozemsko je rovinatá pobřežní země, 26 % území se nachází pod hladinou moře; převládá v něm oceánské podnebí. Nizozemsko se skládá skládá z dvanácti provincií; na ploše asi 42 000 km² žije 18 milionu obyvatel. Nepočítáme-li malé městské státy, je po Maltě zemí s druhou nejvyšší hustotou zalidnění v Evropě. Hlavním městem a největším městem je Amsterdam; sídlem vlády, parlamentu a panovníka je Haag; mezi další významná města patří Rotterdam a Utrecht. Přibližně tři čtvrtiny obyvatel této země tvoří Nizozemci, největšími etnickými menšinami jsou Turci, Maročané a Indonésané. Úředním jazykem je nizozemština, v provincii Frísko je vedlejším úředním jazykem západofríština.
V deltách řek na pobřeží Severního moře žijí lidé společně již tisíce let. Většina oblastí pod hladinou moře, známých jako poldery, je výsledkem meliorací, které začaly ve 14. století. Nizozemsko získalo nezávislost na Habsburském Španělsku v roce 1588, kdy se skládalo z několika suverénních států, které se spojily do vlastních konfederací a přeměnily se v republiku Spojených provincií nizozemských. Nizozemsko tak vstoupilo do jedinečné éry politické, ekonomické a kulturní velikosti, která se zařadila mezi nejmocnější a nejvlivnější v Evropě i ve světě; toto období je známé jako nizozemský zlatý věk. V této době jeho obchodní společnosti, Nizozemská východoindická společnost a Nizozemská západoindická společnost, zakládaly kolonie a obchodní stanice po celém světě. Od francouzské éry (1795-1813) je Nizozemsko unitárním státem.
Od roku 1813 nizozemský panovník vládl také dnešní Belgii a Lucembursku a řadě zámořských území (Nizozemské východní Indii, Surinamu a Nizozemským Antilám). Belgie se stala nezávislou v roce 1830 a Lucembursko se od nizozemské koruny odtrhlo v roce 1890. Během první světové války si Nizozemsko uchovalo neutralitu a ve druhé světové válce ho však obsadila německá armáda, stálo to život 200 tisíc civilistů, z poloviny Židů. Po skončení války přišlo Nizozemsko o většinu kolonií včetně Nizozemské východní Indie, nyní Indonésie. Jediným pozůstatkem bývalého impéria je šest karibských ostrovů Nizozemských Antil. Dekolonizací skončily ve 20. století také nizozemské kolonie, jediným pozůstatkem bývalého impéria je šest karibských ostrovů Nizozemských Antil. V roce 1919 Nizozemsko povolilo volební právo ženám a v roce 2001 jako první země legalizovalo manželství osob stejného pohlaví.
Nizozemsko je parlamentní konstituční monarchií s unitárním uspořádáním, zákonodárná moc formálně náleží králi (královně), ale odpovědnost nese předseda vlády jako předseda rady ministrů, zákonodárným orgánem je dvoukomorový parlament. Má velmi vyspělou ekonomiku se smíšeným trhem, podle hrubého domácího produktu na obyvatele je na jedenáctém místě na světě, v indexu lidského rozvoje zaujímá 10. místo. Nizozemská ekonomika se opírá především o velmi rozvinuté zemědělství a zahradnictví, sektor služeb a mezinárodní obchod. Země se dlouhodobě se vyznačuje sociální tolerancí. Jako vyspělá země je Nizozemsko zakládajícím členem Evropské unie, eurozóny, schengenského prostoru, Severoatlantické aliance, Organizace pro hospodářskou spolupráci a rozvoj a Světové obchodní organizace. Spolu s Belgií a Lucemburskem tvoří Benelux. Je sídlem řady mezivládních organizací, např. Mezinárodního soudního dvora, Mezinárodního trestního soudu, Europolu nebo Organizace pro zákaz chemických zbraní.

## Etymologie
Název Nizozemsko (Nederland) je složen ze slov neder = nízká a land = země. Většina tohoto nízko a blízko moře položeného území patřilo ve středověku k Burgundskému hrabství, které existovalo v letech 867 až 1678 a nacházelo se na území dnešního francouzského regionu Franche-Comté. V letech 1581–1714 ovládala toto území španělská větev Habsburků a nazývalo se Habsburské Nizozemí. V roce 1581 se od celku Habsburského Nizozemí, jež ovládali španělští králové, odtrhla Republika spojených nizozemských provincií. Území, jež zůstalo pod španělskou nadvládou, pak vešlo ve známost jako Španělské Nizozemí. Současný název Nederland existuje od roku 1830, kdy se po Belgické revoluci odtrhla Belgie. Předtím se užívaly názvy: Nízká země (le Pays-Bas), Republika spojených nizozemských provincií, Batávská republika, Spojené království Nizozemské a Nizozemské království.

## Dějiny
Území dnešního Nizozemska bylo osídleno od poslední doby ledové. V Drenthe byla nalezena pravěká kánoe z doby asi 8000 př. n. l., která je považována za nejstarší loď světa. Zemědělství se dostalo do Nizozemska někdy kolem roku 5000 př. n. l. Z té doby pochází i první keramika na tomto území.
Ve starověku se na území dnešního Nizozemska usídlily germánské kmeny (zejm. Batavové, Frísové a Sálští Frankové) a Keltové. Tyto kmeny pak mezi sebou soupeřily o moc.

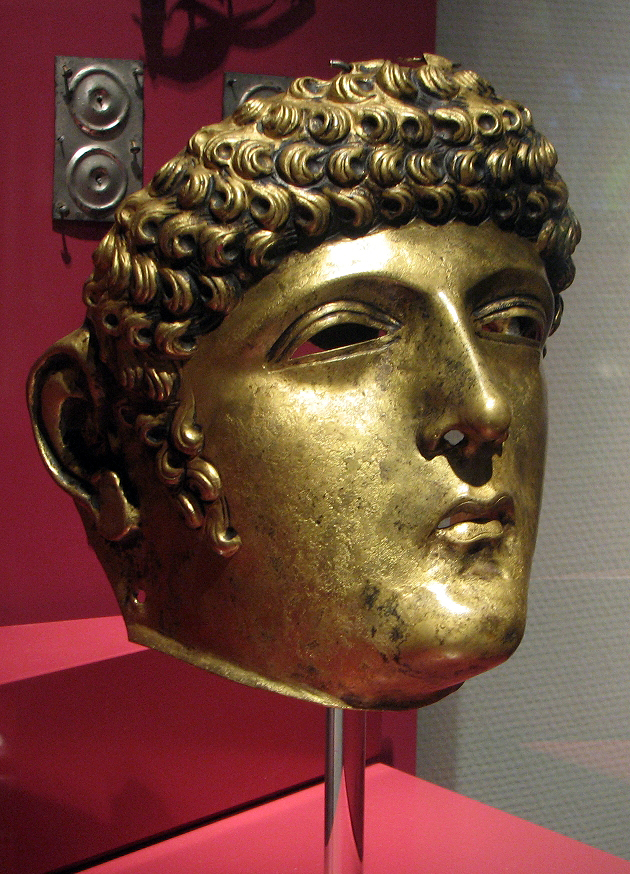
Římská maska nalezená blízko Leidenu

V roce 58 př. n. l. si oblast podmanil se svými vojsky římský císař Julius Caesar. Římané zde postavili první města a vytvořili provincii Germania Inferior (Dolní Germánie). Hranice římské říše ležela podél Rýna, provincie Dolní Germanie tedy zahrnovala území Nizozemí na západ a jih od Rýnu, naopak na východ od Rýnu byla tzv. svobodná Germánie. Část dnešního nizozemského území spadala i do provincie Gallia Belgica. Římané zde postavili první vojenské pevnosti. Nejdůležitější z nich byl Nijmegen (Ulpia Noviomagus Batavorum) a Utrecht (Trajectum ad Rhenum). V roce 69 propuklo velmi úspěšné povstání Batávů, pod vedením Batáva Julia Civilise. Potlačil ho Vespasianus.

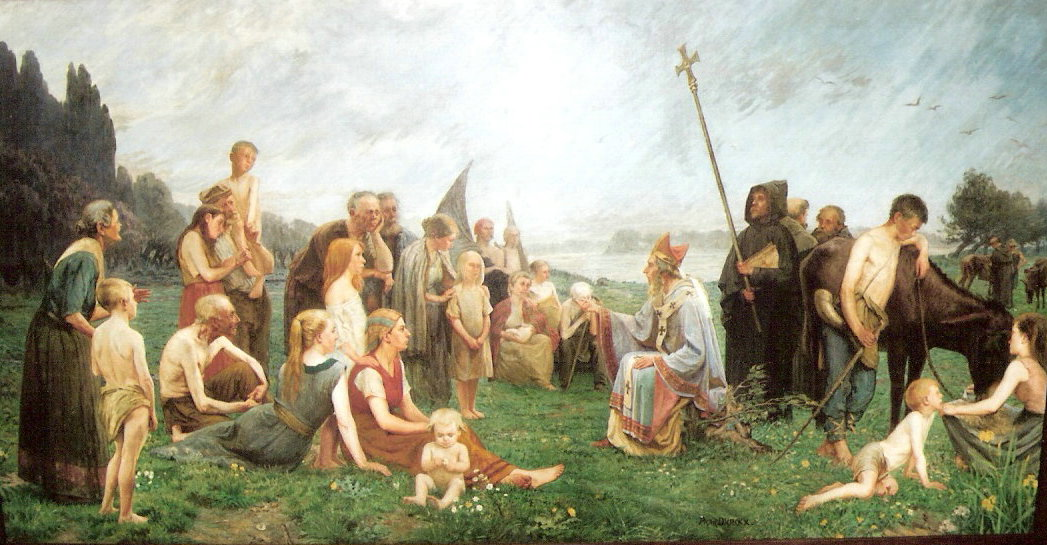
Svatý Willibrord

Po rozpadu Západořímské říše vzniklo roku 650 Fríské království, které se ale postupem času, zejména za vlády Chlodvíka, dostalo pod vliv Franské říše. Roku 734 jí bylo plně pohlceno. Spolu s tím přišla christianizace, které svobodní Frísové, zejména král Radbod, předtím velmi tvrdě vzdorovali. Klíčovou roli v ní sehrál Svatý Willibrord, „apoštol Frísů“.
Když byla v roce 843 Verdunskou smlouvou po smrti Ludvíka Pobožného rozdělena Franská říše mezi jeho syny, celé Nizozemí se stalo součástí středního císařského údělu, tj. Lotharingie. Poté, co panovník Lotharingie Lothar II. záhy zemřel na chřipku, byl jeho syn prohlášen Lotharovými bratry a vládci sousedních říší Karlem Holým a Ludvíkem Němcem za nelegitimního dědice a celá Lotharingie byla smlouvou z Meerssenu v roce 870 rozdělena mezi Východofranskou a Západofranskou říši. Nizozemí a zvláště pak severní část zahrnující dnešní Nizozemsko se stala součástí Východofranské říše.

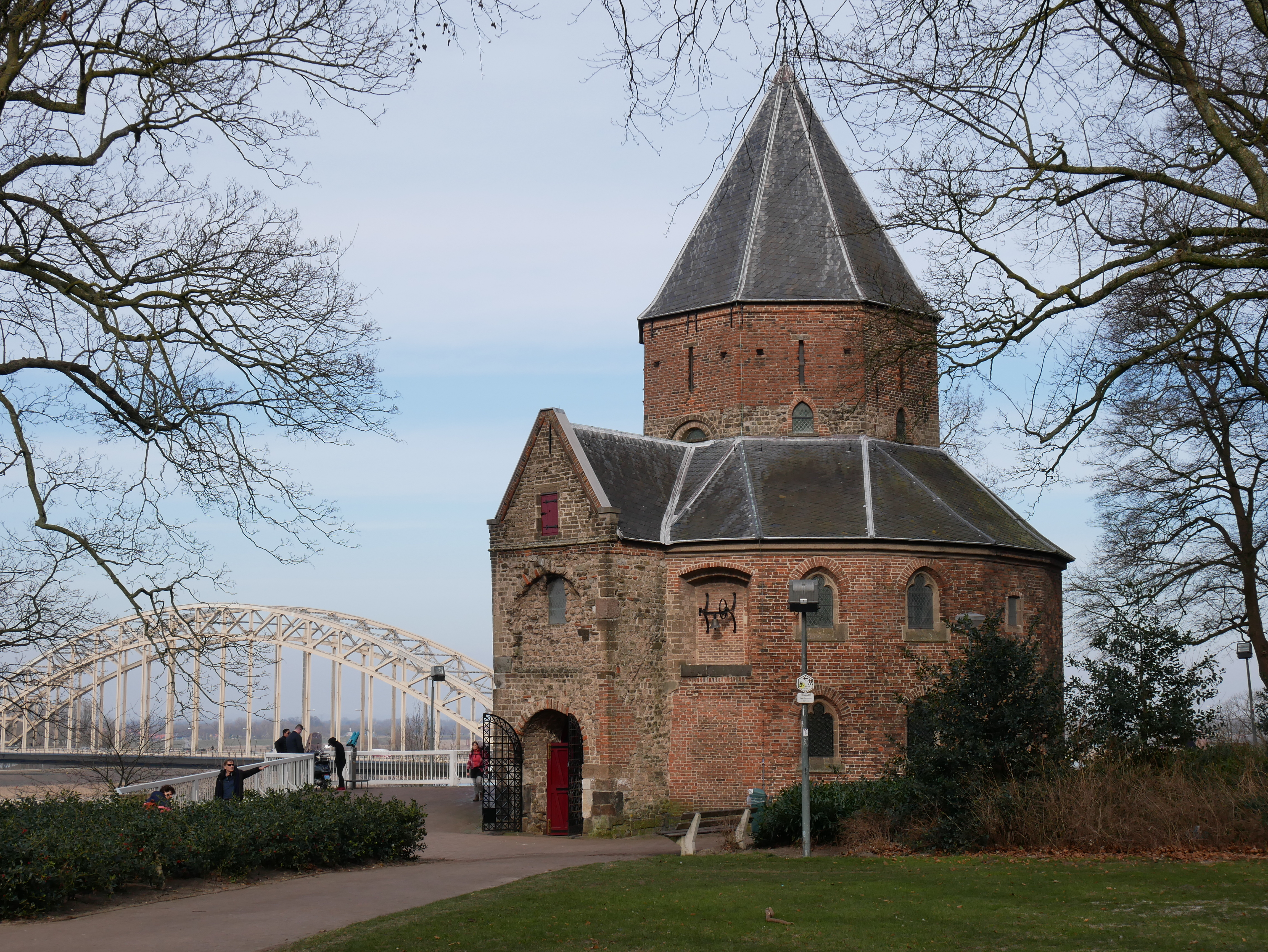
Kaple sv. Mikuláše v Nijmegenu z 11. století, jedna z nejstarších dochovaných staveb v Nizozemsku

Přibližně v 10. století došlo k rozdrobení země na jednotlivá knížectví přináležející ke Svaté říši římské (zejm. Holandské hrabství, Henegavské hrabství, Flanderské hrabství, Geldernské vévodství, Brabantské vévodství, Utrechtské knížecí biskupství), ve kterých vznikala města s kvetoucím obchodem a řemesly. Bohatá města si začala od panovníka kupovat určitá privilegia. V praxi to znamenalo, že nejbohatší města se stala kvazi-nezávislými republikami, s vlastními zákony. Nejdůležitějšími z nich byly Bruggy a Antverpy.
V 11. století byla zaznamenána první nizozemsky psaná věta (hebban olla volala nestas bigunnan hinase hic anda thu).
V roce 1247 byl zvolen Vilém II. Hollandský římským králem. V letech 1249 byla započata výstavba Rytířského sálu Vilémem II. V roce 1256 padl Vilém II. v bitvě u Hoogwoudu v boji proti Frísům a následníkem byl zvolen Floris V. Ten v roce 1275 udělil obyvatelům Amsterdamu privilegium na vybírání mýta. V roce 1288 porazil vévoda brabantský s pomocí kolínského lidu své protivníky u Woeringenu a získal Limbursko.
V roce 1384 zdědil téměř celé Nizozemí burgundský vévoda Filip Smělý. V letech 1433–1477 tím pádem bylo Nizozemí součástí Burgundského vévodství. Když v roce 1477 v bitvě u Nancy, která rozhodla burgundské války, padl burgundský (a také lucemburský, brabantský, geldernský) vévoda Karel Smělý, jeho dědička, Marie Burgundská, se vdala za Maxmiliána I. Habsburského, takže z burgundského dědictví připadlo celé burgundské Nizozemí Habsburkům. Nizozemci však nebyli s vládou Habsburků spokojeni a rozpoutali mnoho povstání. Nejvýznamnější bylo to, které v roce 1488 krvavě potlačil regent Maxmilián I.

Po smrti Marie Burgundské v roce 1482 se vládcem Nizozemí stal její syn Filip I. Sličný. V roce 1496 si vzal Johanu Šílenou, čímž se Habsburkové stali dědici španělského trůnu. Filipův syn Karel V. od roku 1515 zpočátku vládl ještě z Nizozemí, v roce 1516 byl zvolen španělským králem a v roce 1519 císařem . V roce 1533 se v Dillenburgu narodil Vilém Oranžský. V roce 1555, král Karel V. odstoupil ze své funkce a jeho nástupcem se stal Filip II. Ten však roku 1559 natrvalo odjel do Španělska, a Nizozemci tak byli od té doby ovládáni z ciziny, což pro ně bylo velmi ponižující.

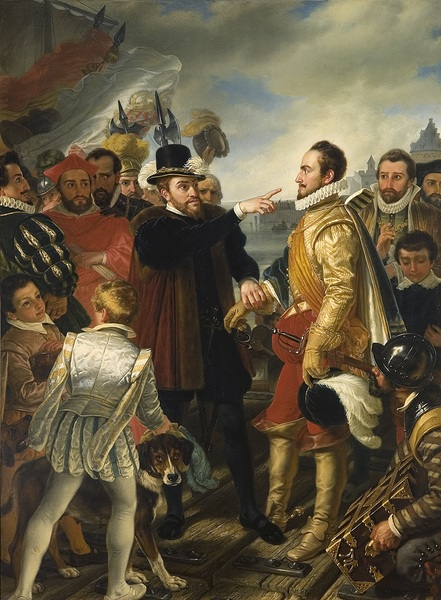
Filip II. nadává Vilémovi Oranžskému (obraz Cornelise Krusemana)

Vláda bigotně katolických španělských Habsburků se stala ještě větším problémem, když se v Nizozemsku začal šířit protestantismus, zejména kalvinismus (klíčovými osobnostmi v této expanzi byli Johannes à Lasco a Guy de Bray). Filip II. odpověděl násilnou rekatolizací. Reakcí bylo povstání nizozemských protestantů. Od roku 1568 probíhaly boje Nizozemců za nezávislost na Španělsku v tzv. osmdesátileté válce. V průběhu Nizozemské revoluce, kterou spustil Vilém I. Oranžský, vznikla v severních oblastech země tzv. Utrechtská unie, na jejímž ustavení měl zásadní podíl Johan van Oldenbarnevelt, a tato unie pak v roce 1581 vyhlásila vznik Spojených provincií nizozemských. Za jejich vládce byl prohlášen Vilém, který je považován za klíčovou osobnost nizozemských dějin a je dosud oslavován i ve státní hymně. I proto, že vyhlášením Spojených provincií začal zlatý věk nizozemských dějin. 17. století je díky němu někdy nazýváno „Nizozemským stoletím“. 

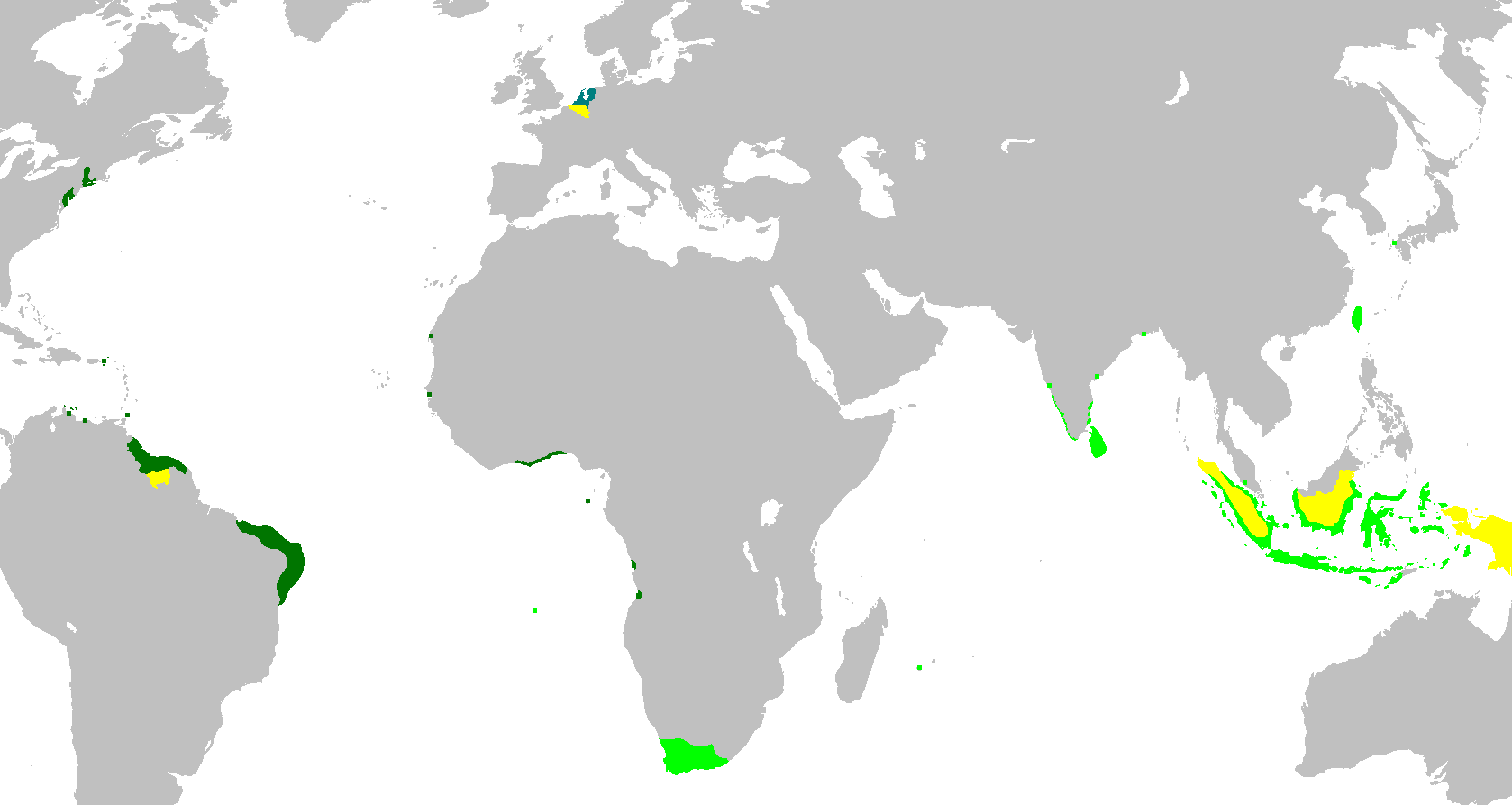
Mapa nizozemských kolonií

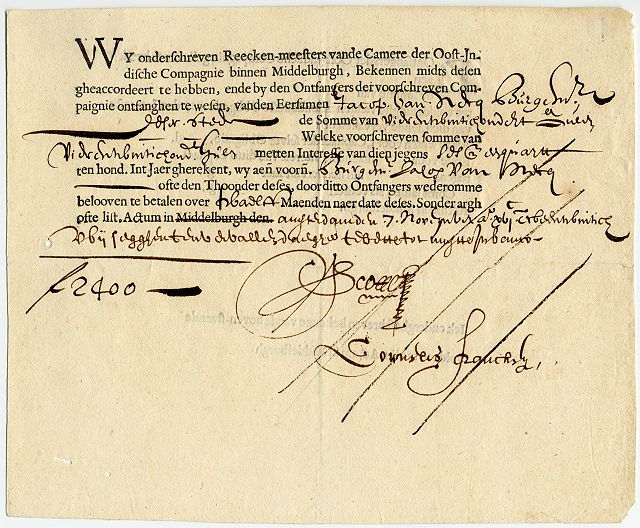
Akcie Sjednocené východoindické společnosti z roku 1623, první moderní akcie světa

V roce 1575 Vilém založil v Leidenu první univerzitu na území současného Nizozemska. To mělo i velký společenský vliv: Nizozemsko se stalo první zemí, kde se univerzitní vzdělání stalo podmínkou k zisku veřejné funkce. V 17. století pak došlo k velikému ekonomickému růstu, rozvíjela se věda a umění, v nábožensky tolerantní zemi působili umělci a myslitelé jako Rembrandt, Vermeer, Huygens, Spinoza, Descartes nebo Komenský. V této době také Nizozemci zabezpečovali přibližně polovinu světového obchodu a země se stala jednou z nejvýznamnějších koloniálních mocností světa. V roce 1596 dosáhla první lodní flotila břehů Jávy, Bali a Moluk a roku 1600 se mořeplavec Olivier van Noord vydal obeplout svět. V roce 1602 byla založena klíčová kolonizační instituce Sjednocená Východoindická společnost (největší obchodní společnost 17. století), roku 1621 Nizozemská západoindická společnost. Nizozemská koloniální říše zahrnovala Nizozemskou východní Indii (dnešní Indonésie), Nizozemskou Guyanu, Nizozemskou Brazílii, Kapskou kolonii (dnešní Jihoafrická republika). Nizozemci se chvilku realizovali i v severní Americe, kde kupříkladu stáli u kořenů města New York (původně Nový Amsterdam). Na objevné plavby se vydávali nizozemští mořeplavci jako Willem Barents nebo Abel Tasman. Nizozemsko se stalo hlavní námořní mocností světa. Získalo načas monopol na obchod s exotickými komoditami (koření, drahé látky a dřeva, některé plodiny) a na obchod s veškerým japonským zbožím. Nizozemci však v obchodu prosazovali i inovace: Amsterdamská banka (založená 1609) je někdy označována za první moderní banku světa a také první faktickou centrální banku. Amsterdamská burza (založená 1631) za první moderní burzu cenných papírů. Právě ona umožnila úplně nové financování koloniálních projektů - a posléze i všech ostatních obchodních projektů. Podle některých interpretací se právě v nizozemském zlatém věku zrodil kapitalismus.

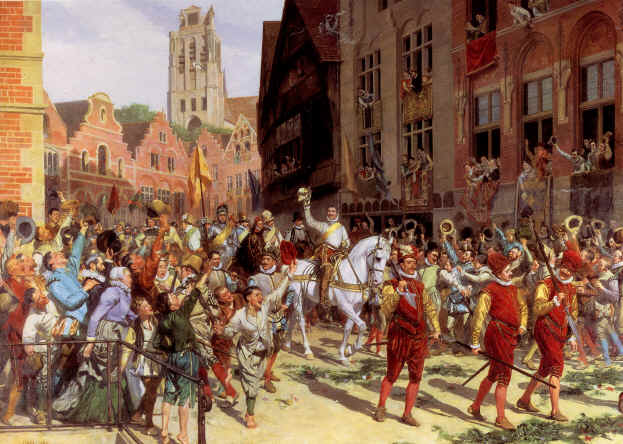
Mořic Oranžský

Nizozemská revoluce byla v zásadě protestantská (byť měla i stavovský charakter, dle marxistů pak třídní, s klíčovou rolí měšťanstva). To vedlo k tomu, že jižní část Nizozemí zůstala katolická a pod nadvládou španělských králů. Stejně tak zůstala na rozdíl od severu součástí Svaté říše římské. Ač se Nizozemci později pokusili tuto oblast znovu přičlenit (1815), nikdy se to již zcela nepovedlo (čehož výsledkem je dnešní Belgie). Toto rozetnutí Nizozemí vedlo k tomu, že sever se rychle kalvinizoval, ačkoli ještě na počátku revoluce protestanti netvořili většinu. Dalším důsledkem byla koroze monarchistických idejí. Utrechtská unie si sice do svého čela zvolila formálně dědičného panovníka, Františka z Anjou, ale když po vzniku Spojených provincií zjistil, že má na politiku mizivý vliv a vše rozhoduje jen místodržitel Vilém, v roce 1583 opustil zemi. Po smrti Viléma byl nový stát prohlášen republikou v čele s místodržitelem. Jistý dědičný princip byl ale uchován, když Viléma ve funkci vystřídal jeho syn Mořic Oranžský (v roce 1747 byla dědičnost funkce místodržitele v rodu oranžsko-nasavském formálně uzákoněna).

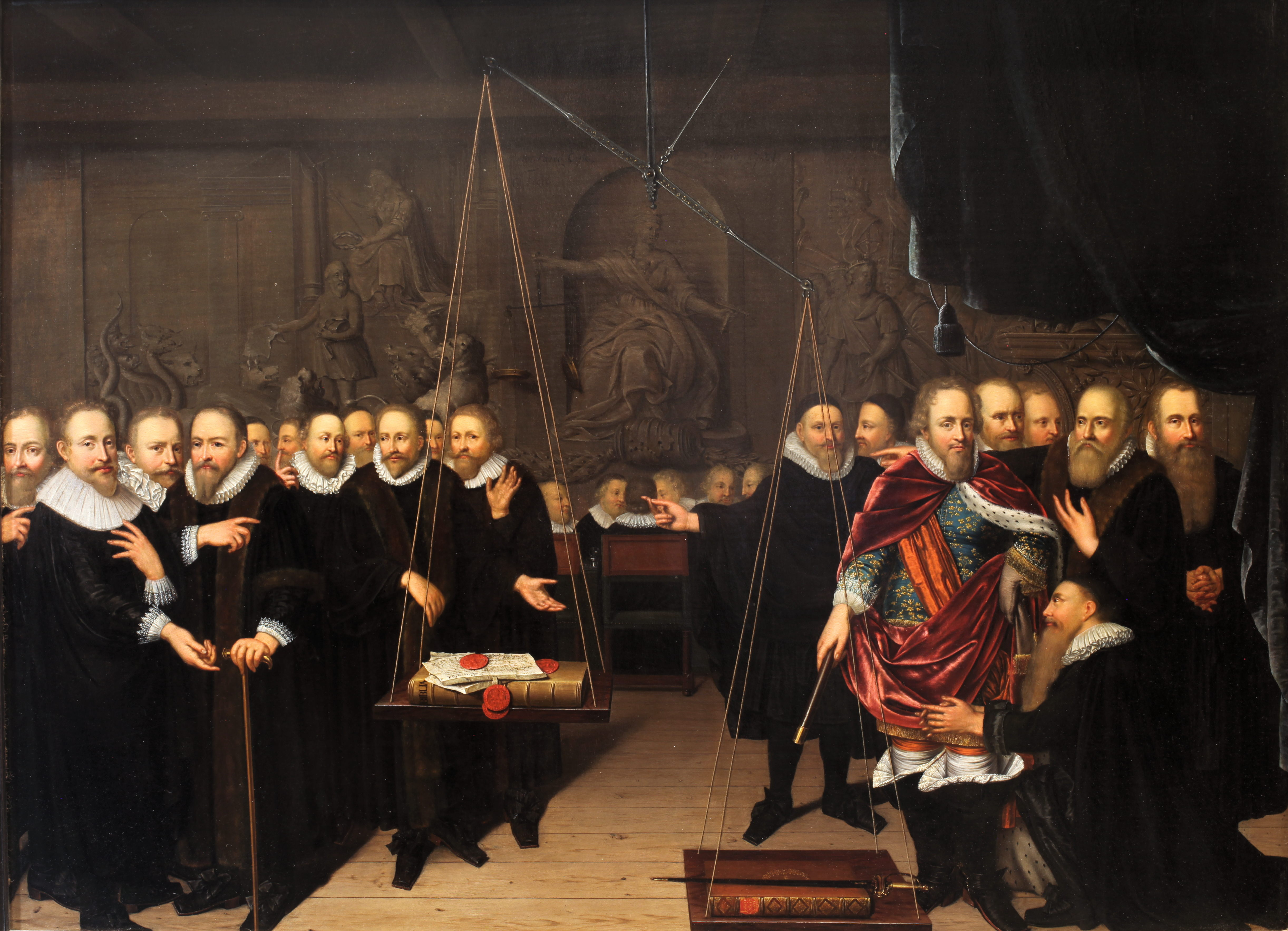
Alegorie sporu mezi arminianisty a jejich oponenty

Nový stát se rozvíjel poklidně, vášnivé byly jen náboženské spory, mezi nimž nejslavnější je spor o predestinaci, který rozdmýchal fanatický kalvinista Franciscus Gomarus. Proti němu se postavili tzv. arminianisté, tedy zejména Jakub Arminius, Oldenbarnevelt či Hugo Grotius. Na stranu Gomara se postavil vládce Mořic Oranžský, což Oldenbarnevelta stálo život a Grotia doživotní vězení (podařilo se mu uprchnout). Tato radikalizace přispěla k ještě větší separaci severu a jihu Nizozemí a nemožnosti znovusjednocení.

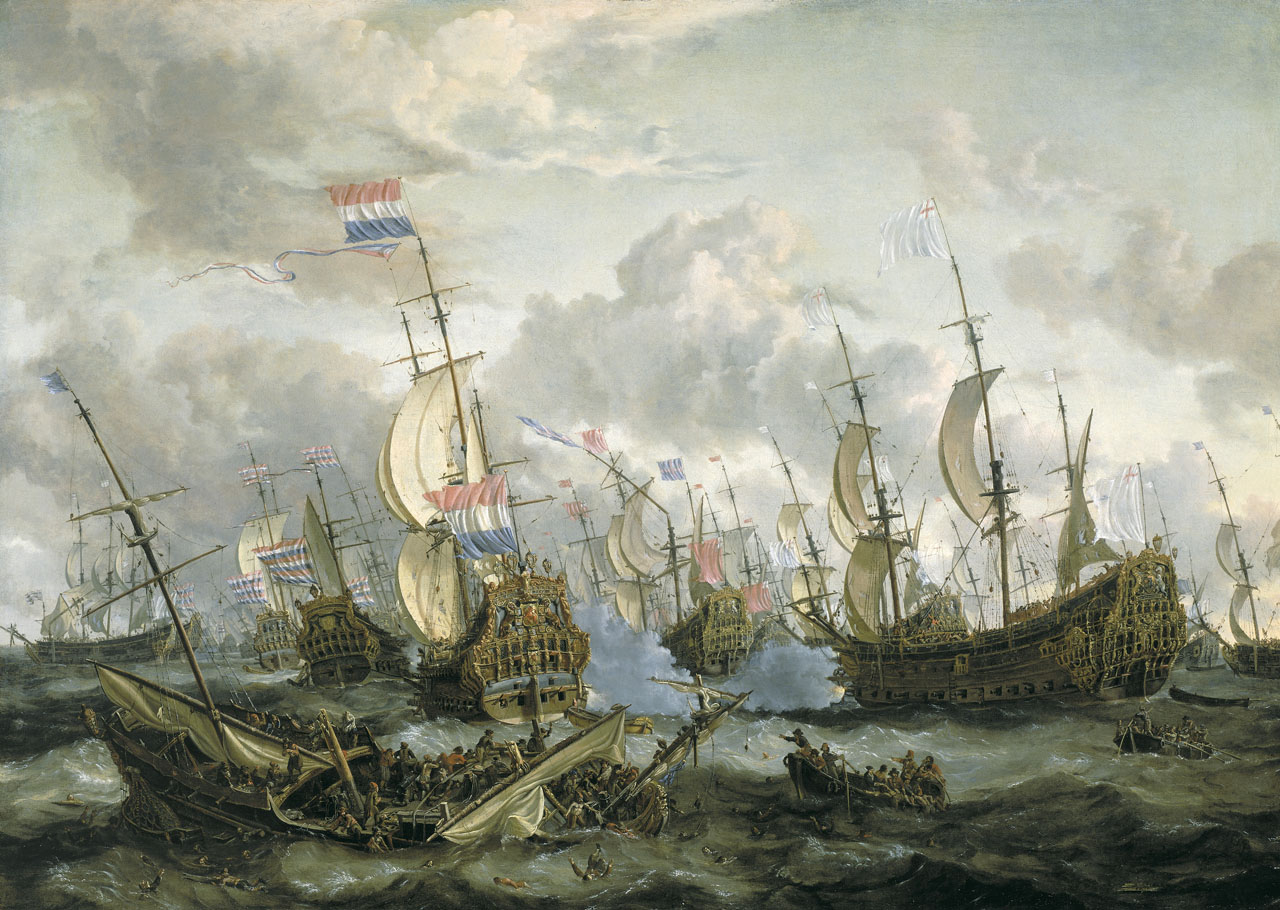
Čtyřdenní bitva během druhé anglo-nizozemské války roku 1666

Zpočátku se Angličané domnívali, že by v novém protestantském státě mohli mít značný vliv a vyslali do něj dokonce regenta Roberta Dudleye, hraběte z Leicesteru. Ale brzy se musel vrátit do vlasti, neboť sílící Nizozemci se pro Angličany rychle stali spíše konkurenty, zejména v oblasti námořního obchodu. Přetahování o nadvládu nad ním nakonec vedlo ke čtyřem anglo–nizozemským válkám. První vypukla v letech 1652–1654. Šlo o první válečný konflikt mezi dvěma protestantskými státy a první v historii, který obě strany otevřeně zdůvodňovaly hospodářskými zájmy. Angličané v první válce vyhráli, ale Nizozemci se nedali a v dalších dvou válkách zvítězili. V letech 1665–1667 se konala druhá Nizozemsko–anglická válka a výsledkem podepsané mírové smlouvy ve městě Breda, bylo přenechání Nového Amsterdamu do anglické správy a původně anglická kolonie Surinam byl přenechán Nizozemsku. Boje skončili roku 1784 čtvrtou válkou. Přestože Británie nebyla jejím jasným vítězem a musela vrátit téměř všechny ukořistěné nizozemské kolonie, byl výsledek konfliktu pro Spojené provincie katastrofou, protože musely výměnou za to garantovat britským lodím velice cenná privilegia v oblasti obchodu a plavby v nizozemských vodách. Vládu nad moři tak na dlouhou dobu ukořistila Británie a Nizozemsko svou obchodní moc již nikdy neobnovilo.

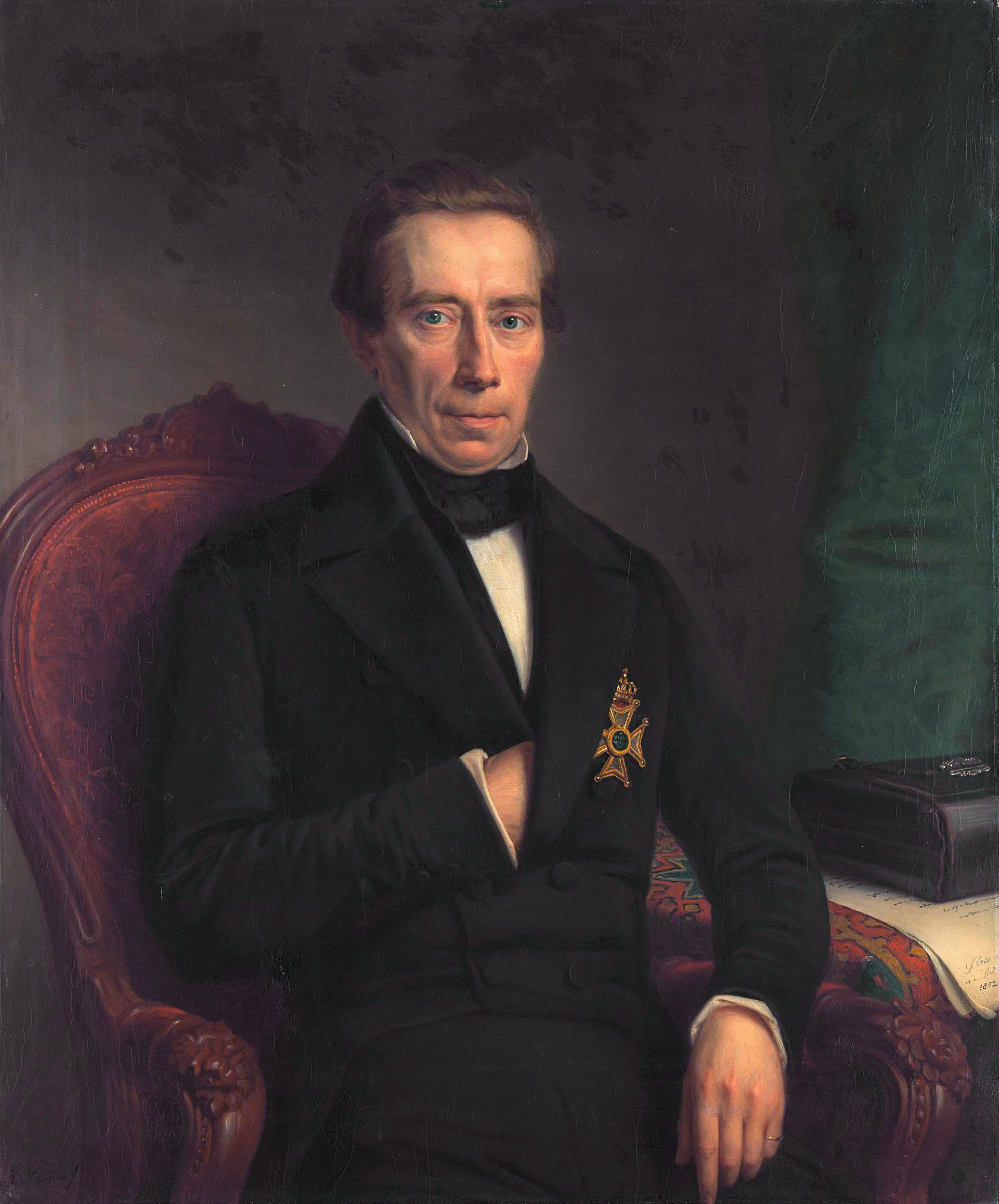
Johan Rudolph Thorbecke

Po Francouzské revoluci se v roce 1795 nizozemských provincií zmocnila francouzská vojska. Francouzi na tomto území vyhlásili Batávskou republiku a později Holandské království, které bylo v letech 1810 až 1814 připojeno přímo k napoleonské Francii. V tomto roce také Británie obsazuje Surinam, kolonie u mysu Dobré naděje a Ceylon. 1796 proběhlo první zasedání Národního shromáždění a probíhá snaha o vypracování ústavy. Po proběhnutí bitvy u Waterloo bylo na Vídeňském kongresu v roce 1815 bylo vyhlášeno Spojené království Nizozemské, ke kterému patřila do roku 1830 také Belgie (resp. do 1839, kdy Nizozemsko její nezávislost definitivně uznalo) a Lucembursko. Po odtržení Belgie vzniklo Nizozemské království, spojené až do roku 1890 personální unií s Lucemburskem. Obnovené Nizozemsko již nesehrávalo tak významnou roli v mezinárodním obchodu a ztratilo i svou koloniální moc, na úkor Británie a Francie. Demokracie se v Nizozemsku počala rozvíjet po roce 1848. Za jejího otce je považován liberál Johan Rudolph Thorbecke, který toho roku vypracoval návrh změn ústavy, které zásadním způsobem oslabily moc krále a posílily roli parlamentu.

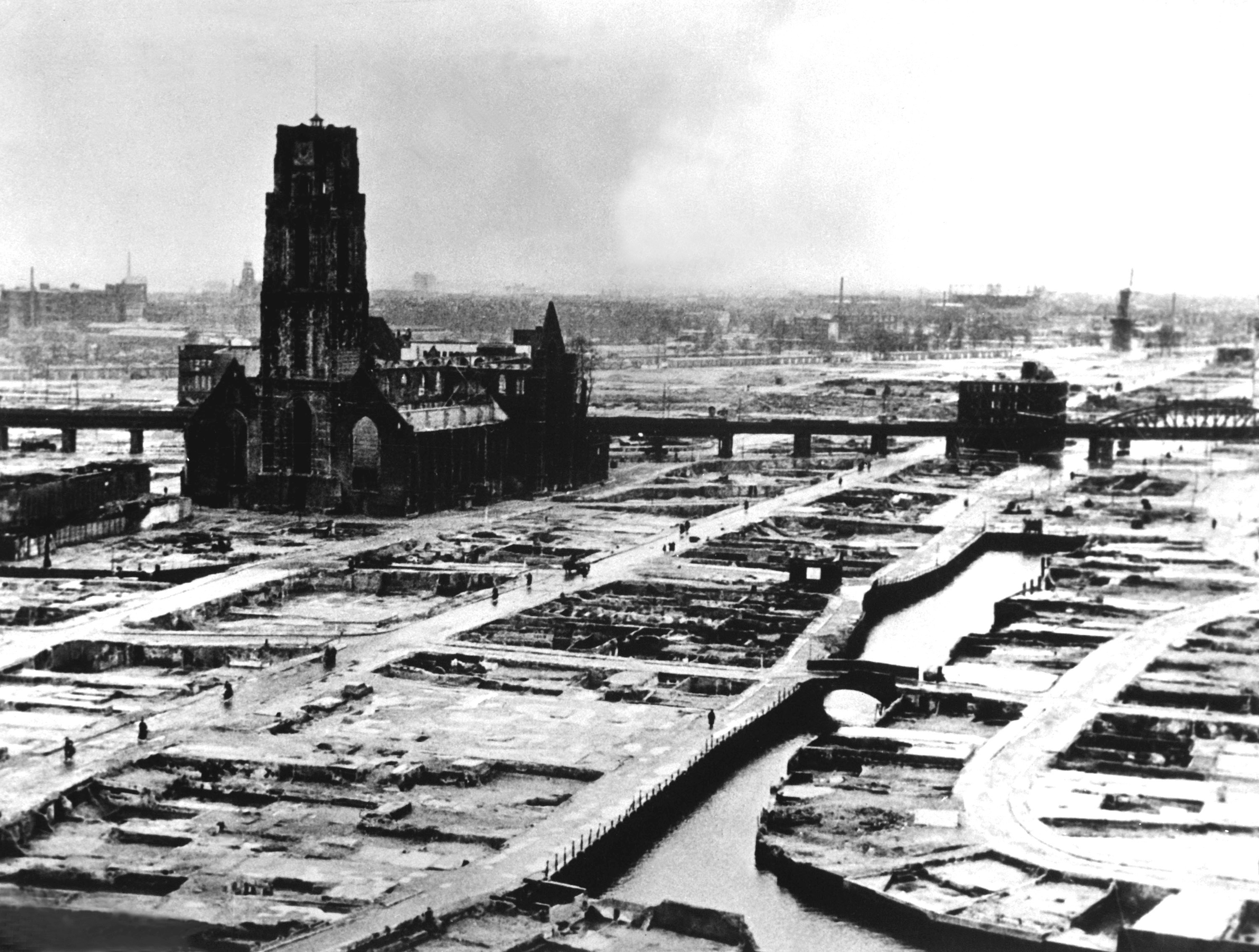
Rotterdam po německém bombardování v roce 1940

Během první světové války si Nizozemsko uchovalo neutralitu. Ve druhé světové válce ho však obsadila německá armáda (viz Bitva o Nizozemsko). Stálo to život 200 tisíc civilistů, z poloviny Židů. Po skončení války přišlo Nizozemsko o většinu kolonií včetně Nizozemské východní Indie, nyní Indonésie. Jediným pozůstatkem bývalého impéria je šest karibských ostrovů Nizozemských Antil.

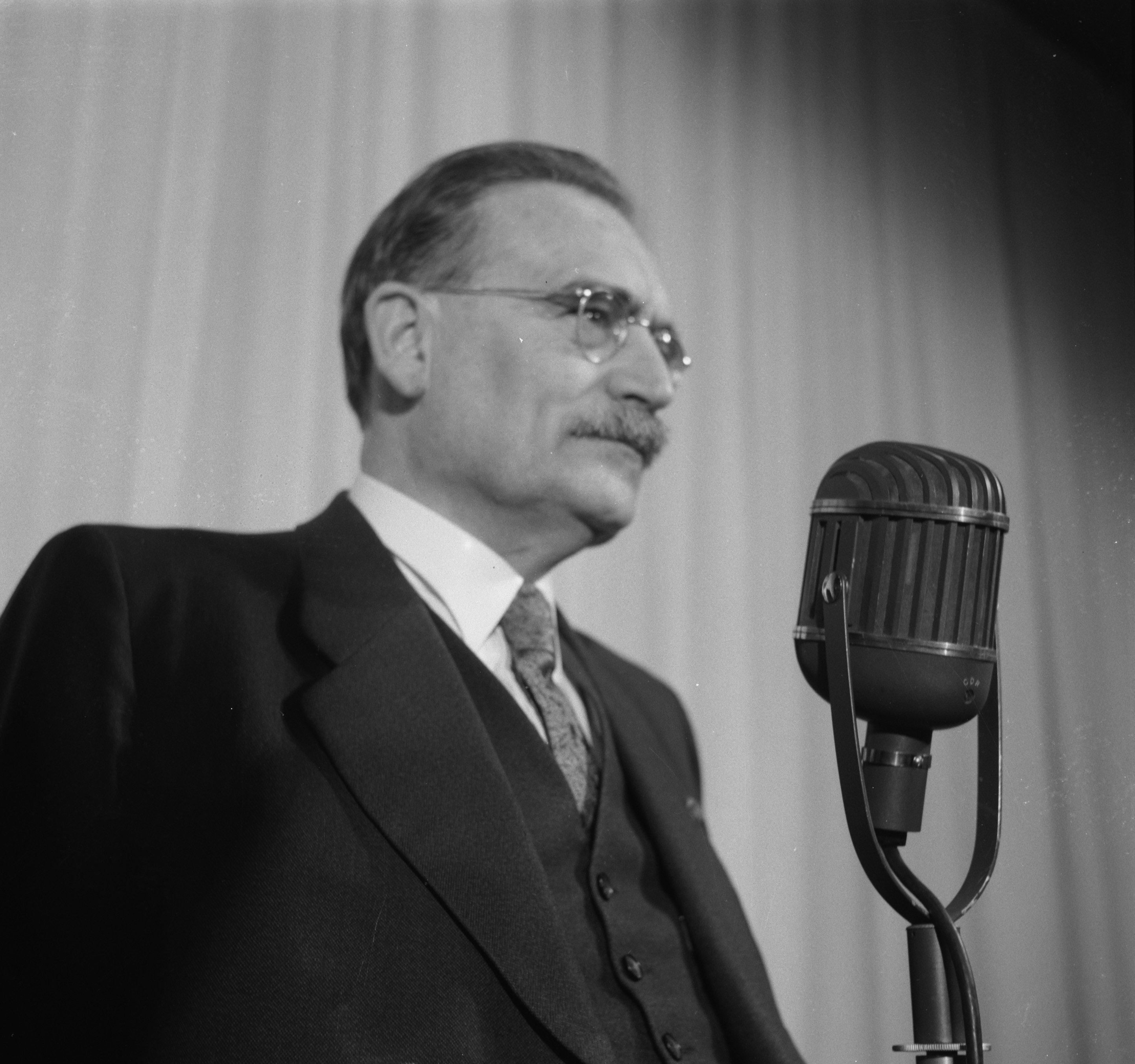
Willem Drees, premiér v letech 1948-1958

V roce 1949 Nizozemsko patřilo mezi 12 zakládajících členských států NATO. Roku 1951 se stalo signatářem Pařížské smlouvy, a patří tak k šesti zakladatelským státům Evropské unie. Od té doby patří k motorům evropské integrace (tzv. Vnitřní šestka), ačkoli v roce 2005 to byli nizozemští voliči, kteří poslali ke dnu evropskou ústavu.
Po pádu Berlínské zdi v roce 1989 se Severoatlantická aliance angažovala ve válce v Jugoslávii. První vojenské operace NATO proběhly mezi lety 1992 a 1995 při válce v Bosně a Hercegovině a později v roce 1999 v Jugoslávii. V ovzduší občanské války v Jugoslávii přijala Rada bezpečnosti OSN rezoluci č. 824, která vyhlásila města Sarajevo, Tuzla, Bihać, Goradže, Žepa a Srebrenica bezpečnými zónami pod záštitou Ochranných sil Spojených národů (UNPROFOR), v nichž klíčovou roli hrála nizozemská armáda. 11. července 1995 Srbové dobyli bosňáckou enklávu Srebrenici, obléhanou od léta 1992. Zahynulo a zůstalo nezvěstných 8373 bosňáckých mužů a chlapců ve věku od 13 do 77 let, což z „bezpečné zóny“ učinilo dějiště největšího hromadného masakru v Evropě po druhé světové válce. Tehdy fatálně selhali nizozemští vojáci UNPROFOR. V červnu roku 2017 odvolací soud v Haagu v zásadě potvrdil rozsudek civilního soudu z roku 2014, na základě kterého nese Nizozemsko část viny na masakru bosenských muslimů v roce 1995. Podle rozsudku je stát zodpovědný za smrt asi 300 muslimských mužů, jejichž deportaci z tzv. bezpečné zóny OSN do rukou bosensko-srbských jednotek umožnili nizozemští vojáci.
V roce 2001 Nizozemsko jako první země na světě umožnilo sňatky homosexuálů a adopci dětí homosexuály. Rok poté si Nizozemsko připsalo další prvenství, když jako první země na světě uzákonilo eutanazii.

## Státní symboly

### Vlajka
Nizozemská vlajka je tvořena listem o poměru stran 2:3 se třemi vodorovnými pruhy v barvách červené, bílé a modré. Při oslavách týkajících se nizozemské královské rodiny se spolu s nizozemskou vlajkou zavěšuje i vlajka královská.

### Znak
Nizozemský státní znak je tvořen modrým štítem, posypaný zlatými šindely a se zlatým lvem s napřaženým mečem v jedné a svazkem sedmi šípů v druhé tlapě. Pod štítem je francouzské motto „Je Maintiendrai“ (česky Já udržím). Na štít je položena královská koruna, štítonoši jsou dva zlatí lvi Je-li panovníkem muž, může být koruna nahrazena přílbou s klenotem ottonské větve Nasavských: černá křídla, přeložená prohnutým stříbrným kosmým břevnem, na kterém jsou tři zelené lipové listy řapíky vzhůru.
Celý znak je položen na královský stan pod další královskou korunou.

### Hymna
Nizozemská hymna je píseň Wilhelmus van Nassouwe (česky Vilém Nasavský). Pochází nejméně z roku 1572, což z ní činí nejstarší národní hymnu, která se dnes používá (za předpokladu, že je definována jako skládající se jak z melodie, tak z textu).

### Další symboly
Oranžová barva je všeobecně považována za symbol Nizozemska. Toto se projevuje nejenom v barvě sportovních stejnokrojů, ale tato barva převládá u nizozemských sportovních fanoušků.
Národní rostlinou Nizozemska je tulipán.

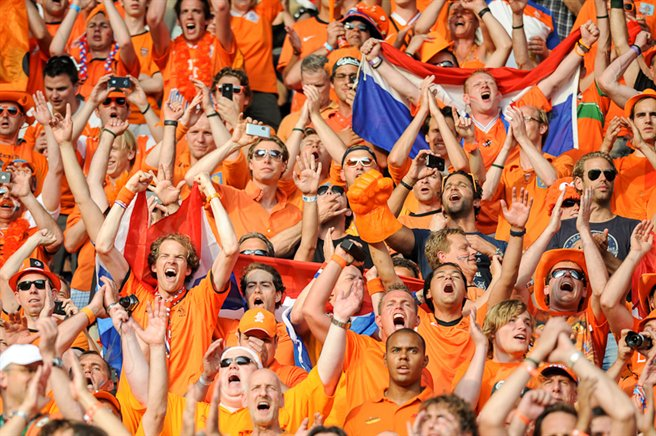
Nizozemští fotbaloví fanoušci, oranžová je národním symbolem
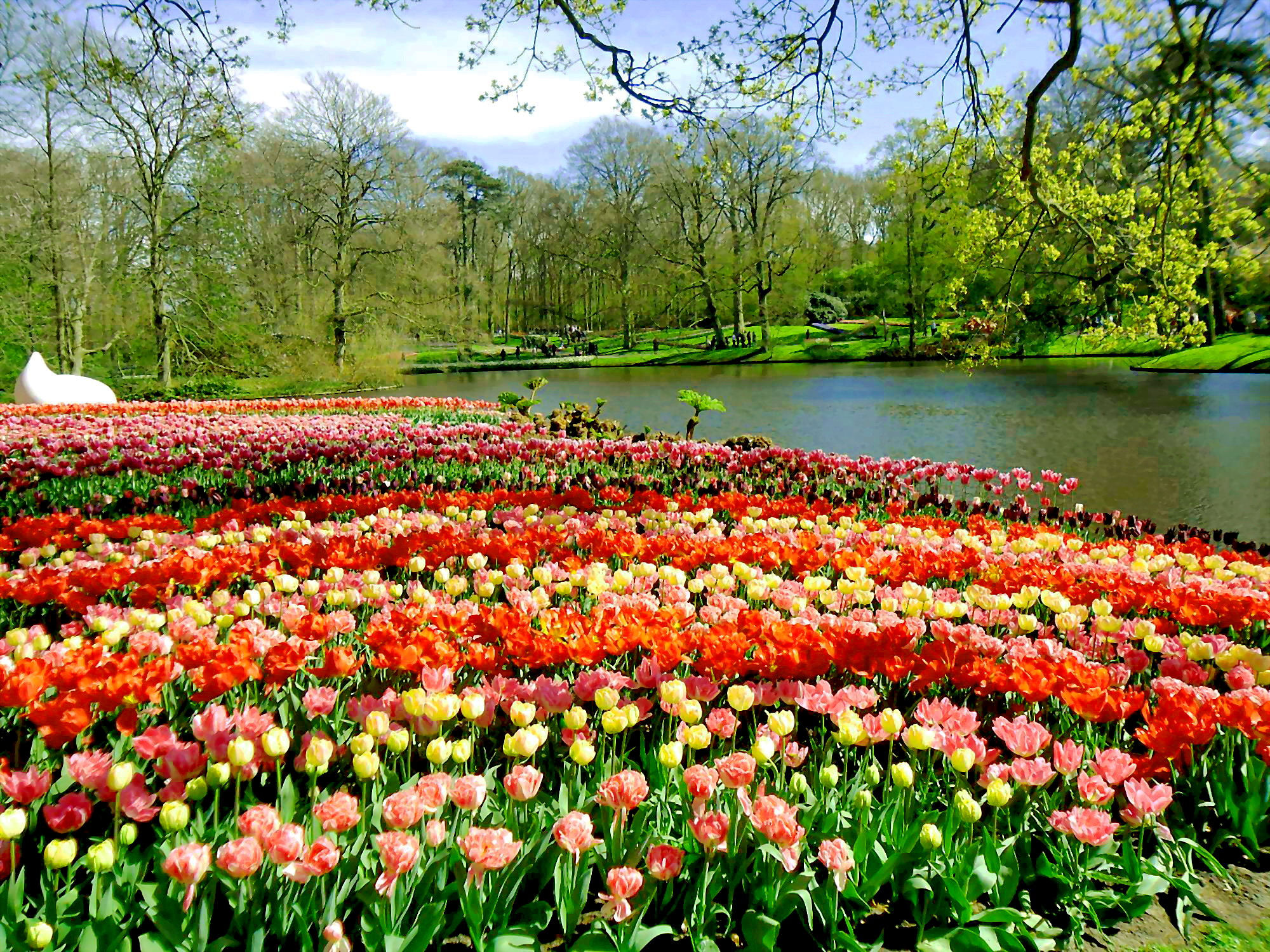
Zahrada Keukenhof a její tulipány, velké symboly Nizozemska

## Geografie

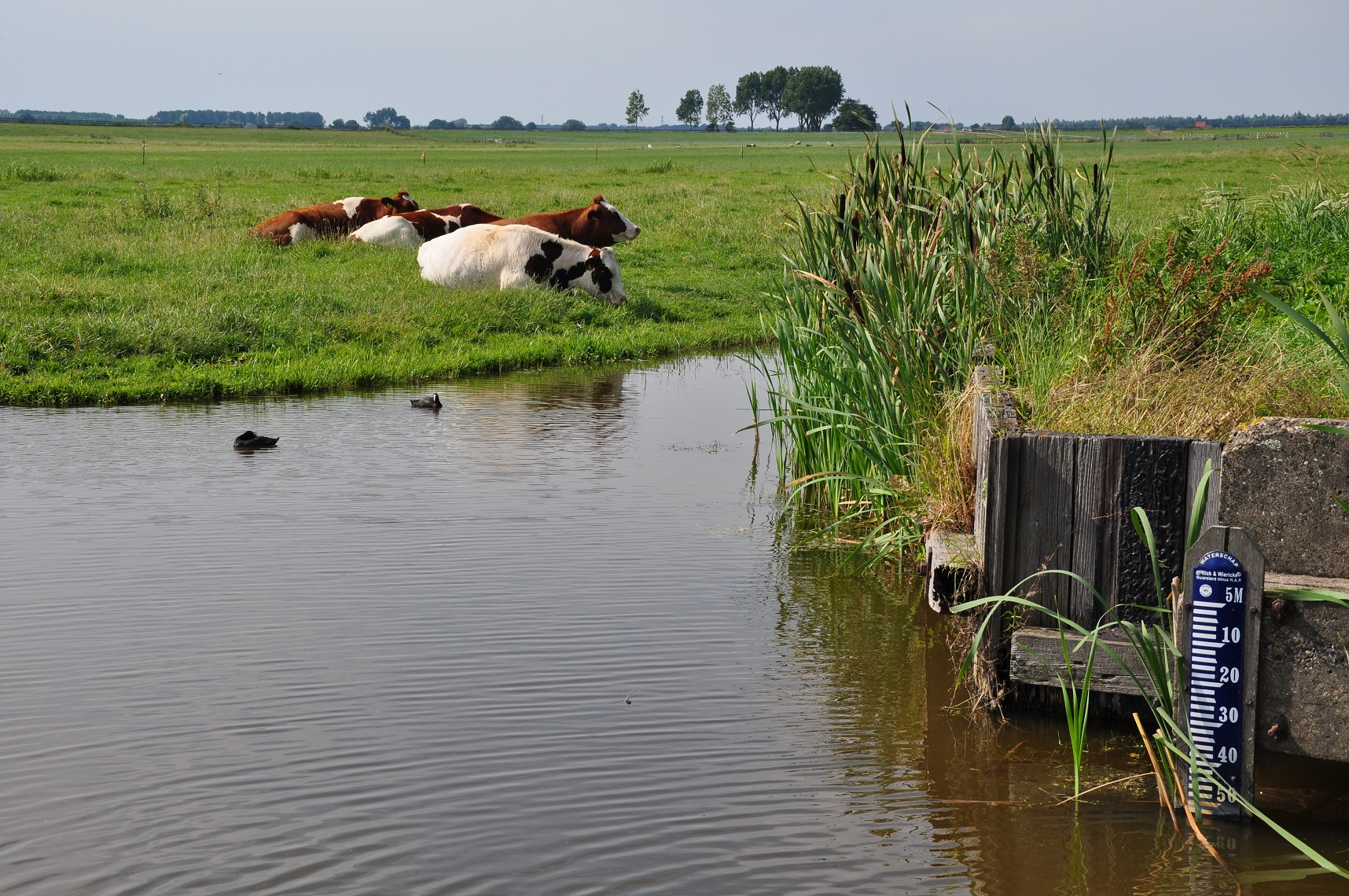
Polder 5,53 metru pod úrovní moře

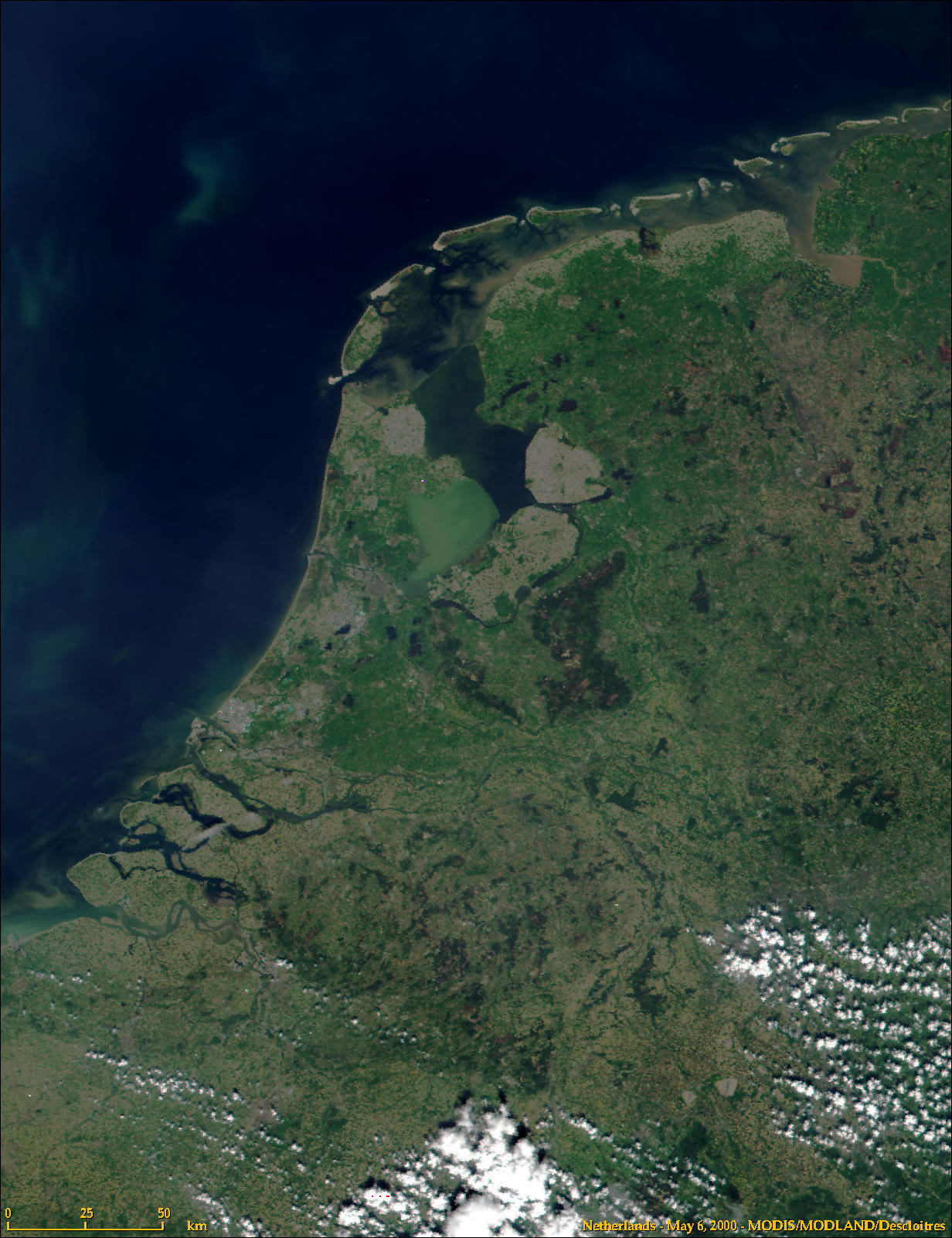
Satelitní pohled na Nizozemsko

Nizozemsko je nížinatá země na pobřeží Severního moře. Na východě hraničí s Německem (délka hranice 577 km) a na jihu s Belgií (délka hranice 450 km). Na jihozápadě se táhne lesnatá plošina, kde se nachází nejvyšší vrchol Nizozemska, 322,5 metrů vysoký Vaalserberg.

### Hydrosféra
Pro pobřežní oblasti Nizozemska jsou typické prolákliny mělkých přílivových plošin. Existují dva druhy těchto plošin – watty a marše. Watty se vyskytují v okrajovém moři Waddenzee a jsou přílivem zaplavovány a odlivem obnažovány. Na mnoha místech obyvatelé země zpevnili písečné valy a přesypy, postavili hráze a odčerpáváním vody udržují watty vysušené – takto rozšiřují území státu, tyto plochy se nazývají poldery, jejich podstatná část vznikla v rámci projektu Zuiderzeewerken během 20. století. Marše jsou úrodné pobřežní nížiny na říčních nánosech. Při jejich dostatečném odvodnění se mění v úrodná pole. Na východě a jihu Nizozemska se nachází pahorkatina, jejichž údolími protékají velké evropské řeky. Na pomezí Waddenzze a Severního moře se nacházejí Západofríské ostrovy.

### Podnebí
V Nizozemsku převládá oceánské podnebí. Roční úhrn srážek je poměrně vysoký, pohybuje se v rozmezí 750–850 mm. Velmi často se ve vnitrozemí objevují mlhy a často vane silný vítr. Na pobřeží často zuří bouře. Tyto bouře mohou způsobovat záplavy. Jen šest dní v roce je v Nizozemsku bezvětrno. Podnebí v Nizozemsku ovlivňuje také teplý Golfský proud v Atlantském oceánu. Díky němu jsou zimy relativně teplé, naopak léta příliš teplá nejsou.
|                           | Led | Úno  | Bře | Dub  | Kvě  | Čer  | Čev  | Srp  | Zář  | Říj  | Lis | Pro | Roční průměr |
| ------------------------- | --- | ---- | --- | ---- | ---- | ---- | ---- | ---- | ---- | ---- | --- | --- | ------------ |
| Průměrná nejvyšší teplota | 5,2 | 6,1  | 9,6 | 12,9 | 17,6 | 19,8 | 22,1 | 22,3 | 18,7 | 14,2 | 9,1 | 6,4 | 13,7         |
| Průměrná nejnižší teplota | 0,0 | -0,1 | 2,0 | 3,5  | 7,5  | 10,2 | 12,5 | 12,0 | 9,6  | 6,5  | 3,2 | 1,3 | 5,7          |
| Průměrná teplota (°C)     | 2,8 | 3,0  | 5,8 | 8,3  | 12,7 | 15,2 | 17,4 | 17,2 | 14,2 | 10,3 | 6,2 | 4,0 | 9,8          |
| Průměrné srážky (mm)      | 67  | 48   | 65  | 45   | 62   | 72   | 70   | 58   | 72   | 77   | 81  | 77  | 793          |
| Průměrný sluneční svit    | 52  | 79   | 114 | 158  | 204  | 187  | 196  | 192  | 133  | 106  | 60  | 44  | 1524         |

### Flóra a fauna
Ve srovnání s prehistorickou dobou se silně snížil rozsah lesů (nyní necelých 9 % plochy Nizozemska) a bažin. Většina dubových a březových porostů na východě byla vysazena, stejně tak jako rozsáhlé jehličnaté a listnaté lesy na pahorcích v centrální oblasti Veluwe. Značnou část zemědělské půdy nyní zabírají komerční lesní pěstitelské školky.
Na severu tvoří zajímavý biogeografický komplex moře Waddenzee s pískovými lavicemi, waty a bažinami. Jedná se o nejvýznamnější watové (periodicky přílivem zaplavované a odlivem obnažované území) v západní Evropě, kde se vyskytuje řada druhů původních a stěhovavých ptáků, ryb a korýšů. Pobřežní duny pokrývá specifický travní porost helm a další tvrdé trávy, zatímco waty přitahují slanomilné rostliny, jako je slanorožec. Původní zvířenu představují oblasti polderů s vyskytujícími se vydrami.

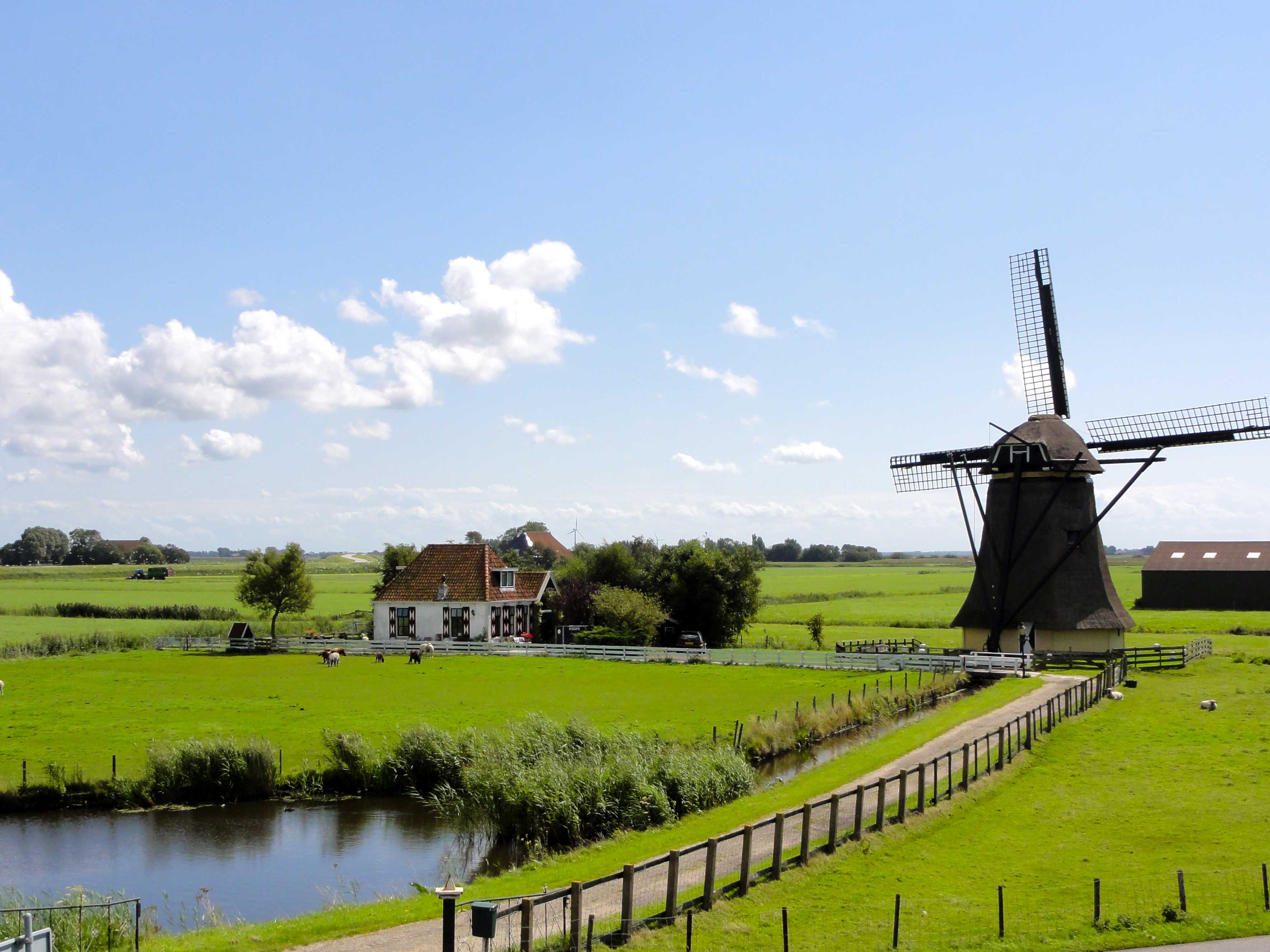
Krajina ve Frísku

### Krajina
Nizozemská krajina je většinou kulturní krajina, tedy vzniklá zásahy člověka do různých krajinných typů. Nejznámější nizozemské krajinné typy podle zeminy jsou: písečné duny, říční a přímořské jílové naplaveniny, rašeliniště, křídové útesy v Limburgu a poldery v provincii Flevoland.
V Nizozemsku je několik chráněných oblastí, zejména tam, kde je ještě les a vřesoviště a asi dvacet národních parků, z nichž nejznámější jsou: Oosterschelde v provincii Zeeland a Veluwezoom a De Hoge Veluwe v provincii Gelderland. Uprostřed konurbací Randstad, kterou tvoří čtyři velké aglomerace – Amsterdam, Haag, Rotterdam a Utrecht je založena čistě kulturní krajina, které se říká „Zelené srdce“ (Het groene Hart).

## Politický systém

### Vláda

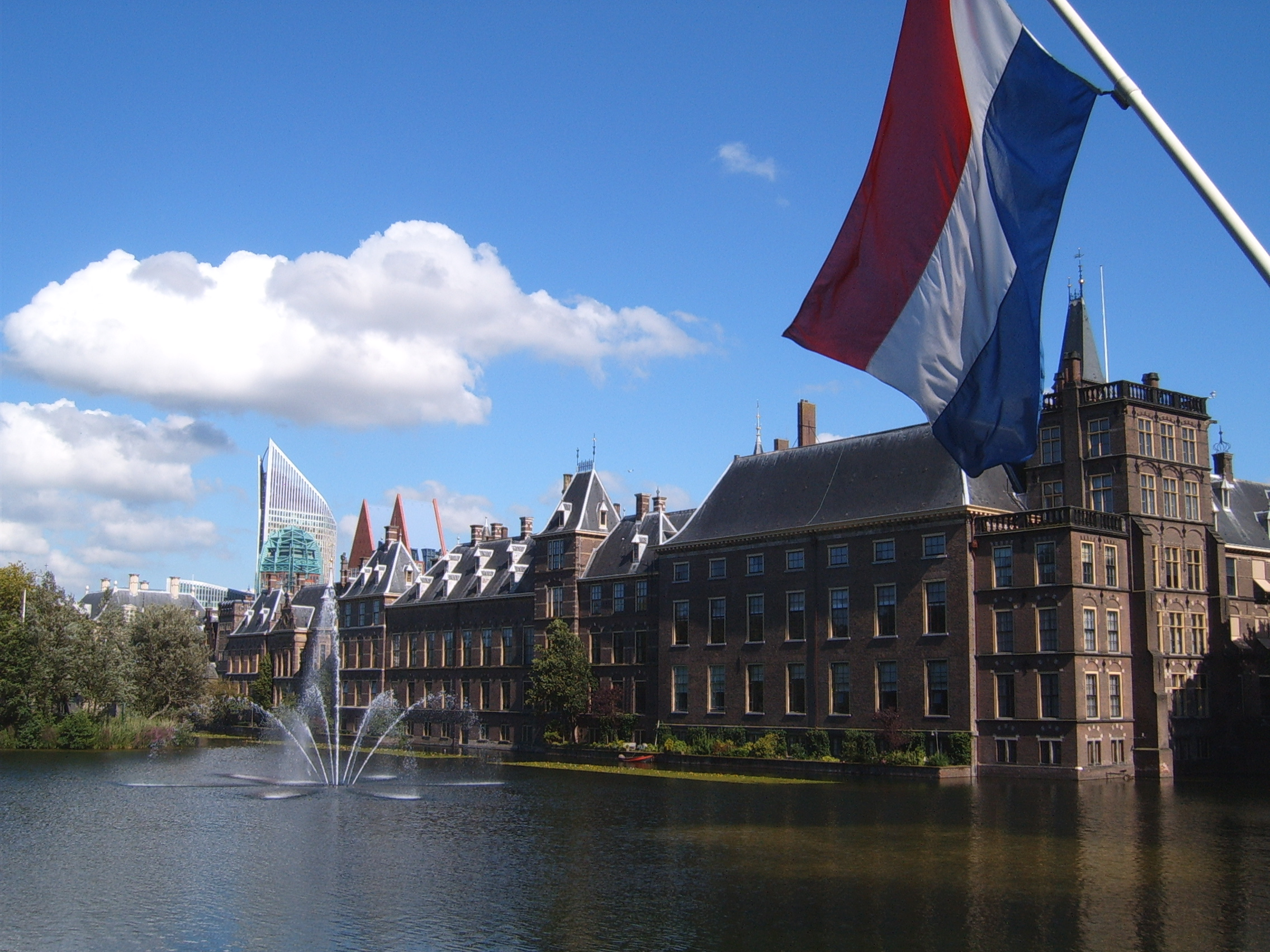
Binnenhof v Haagu je centrum nizozemské politické scény

Nizozemsko je konstituční (dědičná) monarchie a státoprávně parlamentní demokracie. Hlavou státu je od roku 2013 král Vilém-Alexandr. Král sdílí výkonnou moc s Radou ministrů prostřednictvím Státní rady, jejíž je ústavním předsedou, ale praktický vliv krále na exekutivu je velmi omezený. Předsedou Rady ministrů je Minister-president (premiér). Spolu s ostatními ministry a náměstky tvoří nizozemský kabinet a spolu s králem tvoří nizozemskou vládu. Binnenhof v Haagu je centrum nizozemské politické scény nepřetržitě již od 16. století a zároveň zde bydlí i nizozemský král.
Podle nizozemské ústavy je od roku 1808 hlavním městem Amsterdam; sídlem vlády, parlamentu a panovníka je Haag.
Jako moderní konstituční monarchie a parlamentní demokracie je v Nizozemsku uznáván systém „trias politica“ neboli rozdělení moci do tří skupin:
1. zákonodárná moc: Staten-Generaal — horní (75 členů) a dolní komora (150 členů) — vláda — král a ministři
2. výkonná moc: Král a Rada ministrů s Radou státu (Raad van State) jako poradního orgánu
3. soudní moc: soudci jsou jmenováni králem na celý život

### Politické strany
Vzhledem k pluralitnímu politickému systému a velkému množství politických stran se od osmnáctého století nepodařilo žádné politické straně získat v parlamentu absolutní většinu. Obecně lze říci, že na politické scéně dominují v Nizozemsku tři bloky: Křesťanskodemokratická výzva, Strana práce a Lidová strana pro svobodu a demokracii. V roce 2002 se stala velmi populární strana zavražděného politika Pima Fortuyna a v roce 2006 získala devět mandátu Strana pro svobodu politika Geerta Wilderse. V Nizozemsku, na rozdíl od Česka se do parlamentu může dostat prakticky každá strana, získá-li ve volbách do dolní komory potřebný počet voličů na základě tzv. volebního dělitele. Příklad výpočtu: 10.000.000 hlasů pro 150 mandátů dává volebního dělitele 66.667. V tomto případě získá každá strana za každých 66.667 hlasů 1 mandát. Nevýhodou tohoto systému je velké množství zbytkových hlasů, které jsou velmi složitým způsobem přidělovány největším stranám. Výhodou je, že nevznikají patové situace a že prakticky každá strana může mít zastoupení v parlamentu.
| Název v nizozemštině                    | Zkratka | Vznik | Název v češtině                        | Počet   | Počet   | Počet   | Členů (2007) |
| Název v nizozemštině                    | Zkratka | Vznik | Název v češtině                        | TK*2017 | EK*2015 | EP*2014 | Členů (2007) |
| --------------------------------------- | ------- | ----- | -------------------------------------- | ------- | ------- | ------- | ------------ |
| Christen Democratisch Appèl             | CDA     | 1980  | Křesťanskodemokratická výzva           | 19      | 12      | 5       | 69.200       |
| Partij van de Arbeid                    | PvdA    | 1946  | Strana práce                           | 9       | 8       | 3       | 59.327       |
| Socialistische Partij                   | SP      | 1971  | Socialistická strana                   | 14      | 9       | 2       | 50.238       |
| Volkspartij voor Vrijheid en Democratie | VVD     | 1948  | Lidová strana pro svobodu a demokracii | 33      | 13      | 3       | 36.832       |
| Partij voor de Vrijheid                 | PVV     | 2006  | Strana pro svobodu                     | 20      | 9       | 4       | 0            |
| GroenLinks                              | GL      | 1990  | Zelená levice                          | 14      | 4       | 2       | 21.901       |
| ChristenUnie                            | CU      | 2001  | Křesťanská unie                        | 5       | 3       | 2       | 27.683       |
| Democraten 66                           | D66     | 1966  | Demokraté 66                           | 19      | 10      | 4       | 10.370       |
| Staatkundig Gereformeerde Partij        | SGP     | 1918  | Státně reformační strana               | 3       | 2       | 0       | 26.906       |
| Partij voor de Dieren                   | PvdD    | 2002  | Strana pro zvířata                     | 5       | 2       | 1       | 6.972        |
| Onafhankelijke Senaatsfractie           | OSF     | 1995  | Nezávislá senátní frakce               | 0       | 1       | 0       | 0            |
| 50PLUS                                  | 50+     | 2009  | 50PLUS                                 | 4       | 2       | 0       | 0            |

*TK = Tweede Kamer (Poslanecká sněmovna), (+3 mandáty Denk- v nizozemštině: mysli, v turečtině: rovnost,+2 mandáty Forum voor Demokratie, FvD)
*EK = Eerste Kamer (Senát)
*EP = Europees parlament (Evropský parlament)

### Královská rodina

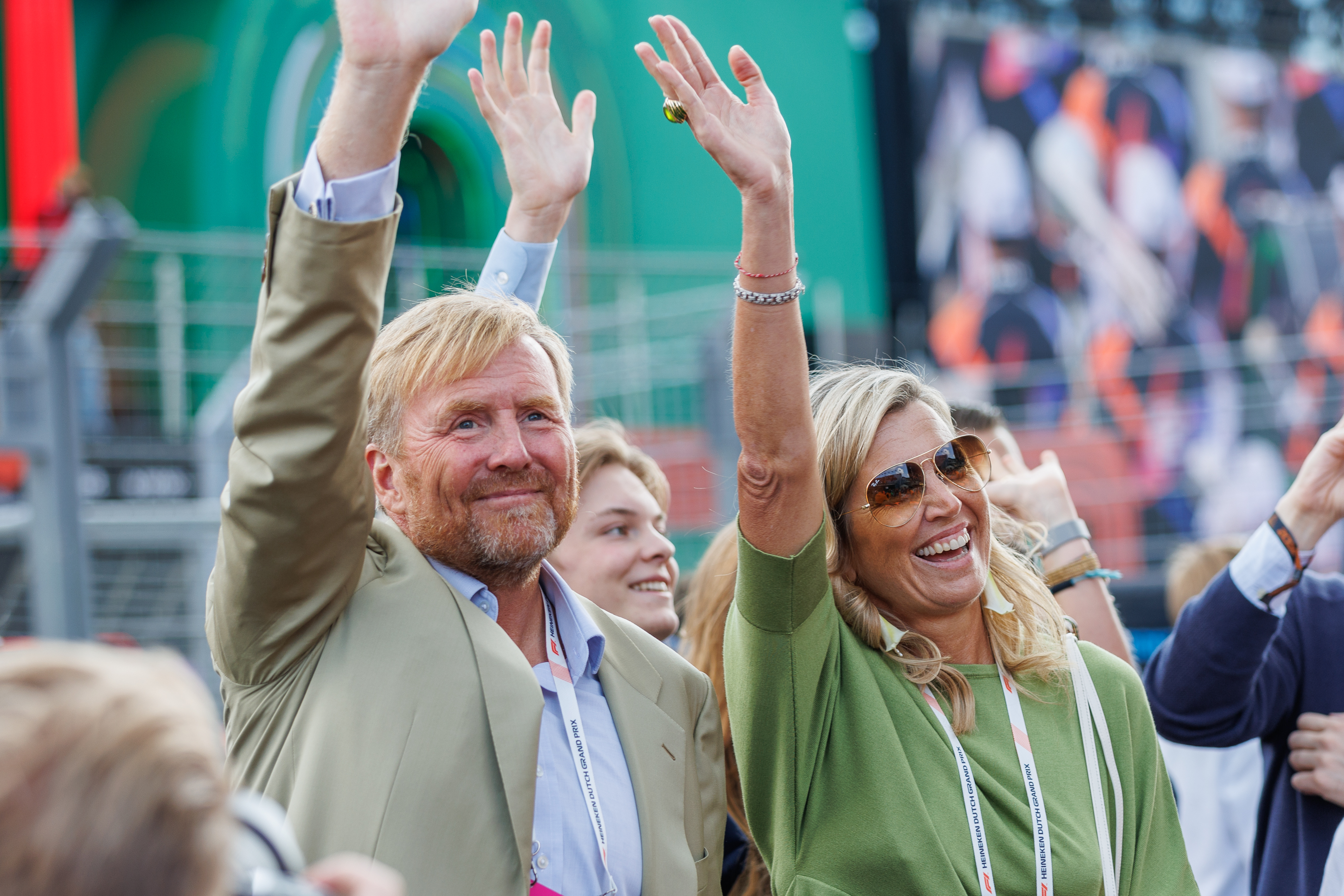
Král Vilém-Alexandr a královna Máxima Nizozemská

Dynastie Nasavských nebo jen Nasavští je vládnoucí dynastie v Nizozemsku a do roku 1962 také v Lucembursku. Rod je původem z německého Nassavska, podle kterého nese jméno a kde nejdříve jeho příslušníci vládli jako hrabata a později jako vévodové. Později se rod rozdělil na syny nassavského hraběte Hendrika II. a na Ottonskou a Walramskou linii, z nichž později vznikly větvě Nassau-Weilburg, Nassau-Dillenburg, Oranje-Nassau, Nassau-Siegen a další.
Nejslavnějšími členy rodu jsou: Vilém I. Oranžský, vůdce nizozemského povstání za nezávislost proti španělským Habsburkům, jeho pravnuk Vilém III. Oranžský, který se stal na přelomu 17. a 18. století anglickým králem, první nizozemský král Vilém I. Nizozemský a bývalá královna Beatrix. Po genealogické stránce je dynastie Nassavských v hlavních liniích vymřelá, ale nizozemská ústava označuje rod Oranžsko-nasavský jako vládnoucí. Současný král Vilém-Alexandr nastoupil na trůn roku 2013. Jeho žena Máxima se narodila v Argentině.

### Administrativní dělení
Nizozemsko je rozděleno na dvanáct provincií:
| Provincie          | Hlavní město     | Největší město | Rozloha (km²) | Obyvatelstvo | Hustota zalidnění (ob./km²) |
| ------------------ | ---------------- | -------------- | ------------- | ------------ | --------------------------- |
| Drenthe            | Assen            | Assen          | 2 641         | 486 197      | 184                         |
| Flevoland          | Lelystad         | Almere         | 1 417         | 374 424      | 264                         |
| Frísko             | Leeuwarden       | Leeuwarden     | 3 341         | 642 209      | 192                         |
| Gelderland         | Arnhem           | Nijmegen       | 4 971         | 1 979 059    | 398                         |
| Groningen          | Groningen        | Groningen      | 2 333         | 573 614      | 246                         |
| Jižní Holandsko    | Haag             | Rotterdam      | 2 814         | 3 455 097    | 1228                        |
| Limburg            | Maastricht       | Maastricht     | 2 150         | 1 127 805    | 525                         |
| Overijssel         | Zwolle           | Enschede       | 3 325         | 1 116 374    | 336                         |
| Severní Brabantsko | 's-Hertogenbosch | Eindhoven      | 4 916         | 2 419 042    | 492                         |
| Severní Holandsko  | Haarlem          | Amsterdam      | 2 671         | 2 613 070    | 978                         |
| Utrecht            | Utrecht          | Utrecht        | 1 385         | 1 190 604    | 860                         |
| Zeeland            | Middelburg       | Middelburg     | 1 787         | 380 497      | 213                         |

Kromě provincií spadají pod Nizozemsko též 3 zvláštní správní obvody Bonaire, Saba a Svatý Eustach, pro které se používá společné pojmenování „Karibské Nizozemsko“.

### Členství v mezinárodních organizacích

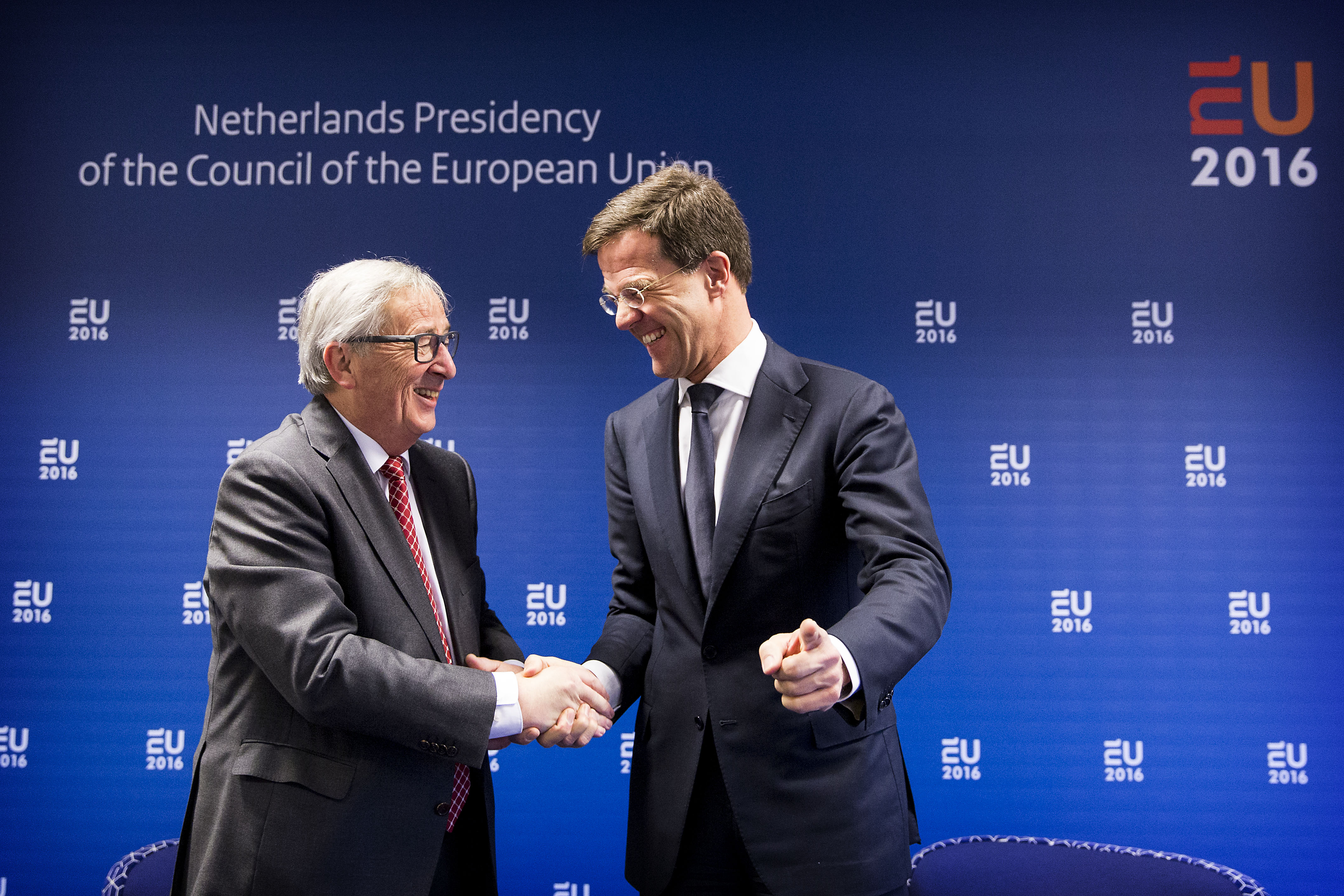
Nizozemský premiér Mark Rutte a předseda Evropské komise Jean-Claude Juncker 7. ledna 2016

- Ekonomická unie mezi Belgií, Nizozemskem a Lucemburskem (BENELUX)
- Evropská unie (EU)
- Severoatlantická aliance (NATO)
- Organizace spojených národů (OSN)
- Rada Evropy (EC)
- Organizace pro bezpečnost a spolupráci v Evropě (OBSE)
- Organizace pro hospodářskou spolupráci a rozvoj (OECD)
- Mezinárodní banka pro obnovu a rozvoj (IBRD)
- Mezinárodní kriminálně-policejní organizace (Interpol)
- Mezinárodní organizace pro normalizaci (ISO)
- Mezinárodní telekomunikační unie (ITU)
- Světová organizace duševního vlastnictví (WIPO)

a mnoho jiných.

## Ekonomika

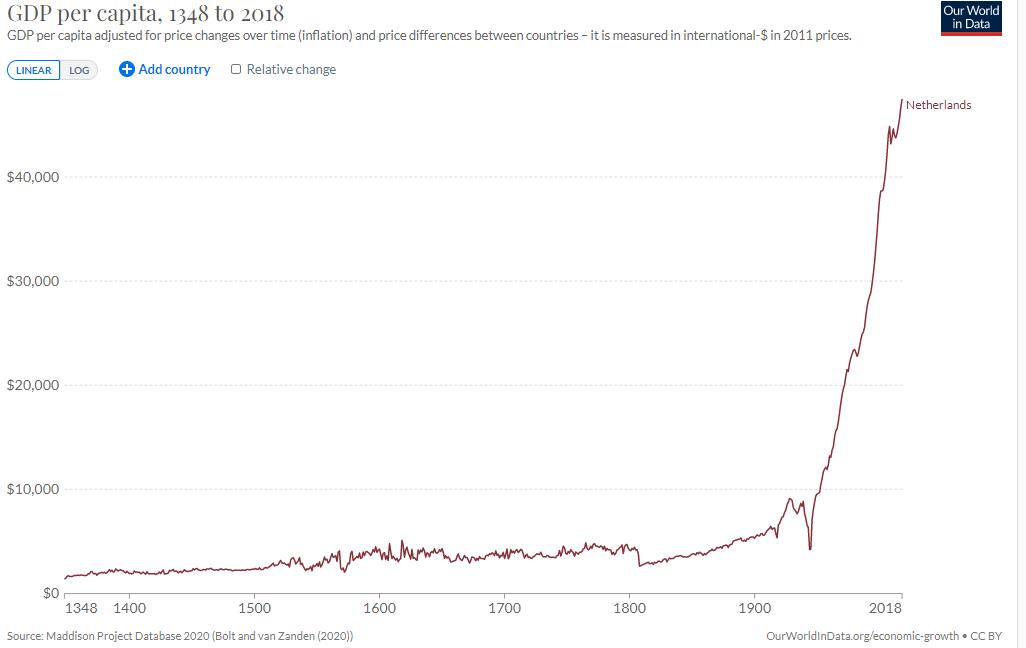
Dlouhodobý vývoj nizozemského HDP na obyvatele

Nizozemsko je jednou z nejbohatších zemí na světě a celosvětově vzato se řadí mezi dvacet největších ekonomik. Země je členem Eurozóny, platí se eurem. HDP se v současné době pohybuje okolo 38 600 USD na obyvatele. Hlavní obchodní partneři jsou Německo (25,2 %), Belgie (14,6 %), Francie (8,4 %), Spojené království Velké Británie a Severního Irska (8,9%) a Itálie (4,6%). Podle Indexu ekonomické svobody má Nizozemsko osmou nejsvobodnější ekonomiku světa (k roku 2023). Podle globálního indexu inovací je pátou nejinovativnější zemí na světě (k roku 2022). Základem nizozemského hospodářství je průmysl, obchod a doprava. Určitou roli hraje i zemědělství.

### Energie
Nejdůležitější těžbou nerostné suroviny je těžba zemního plynu (Nizozemsko je v těžbě zemního plynu 6. na světě). Ten je určen především k výrobě elektrické energie, kterou vyrábějí tepelné elektrárny na zemní plyn, a na export. Kromě něj se těží ještě ropa, sůl kamenná, draselno-hořečnaté soli, vápenec, slín a keramická hlína. Zajímavostí je, že Nizozemsko bylo v 70. letech první zemí, kde byl vypozorován jev sporného a paradoxně negativního dopadu objevu přírodních zdrojů na ekonomiku. Od té doby se hovoří o tzv. holandské nemoci (jež je jedním z aspektů obecnějšího prokletí přírodních zdrojů).

### Průmysl

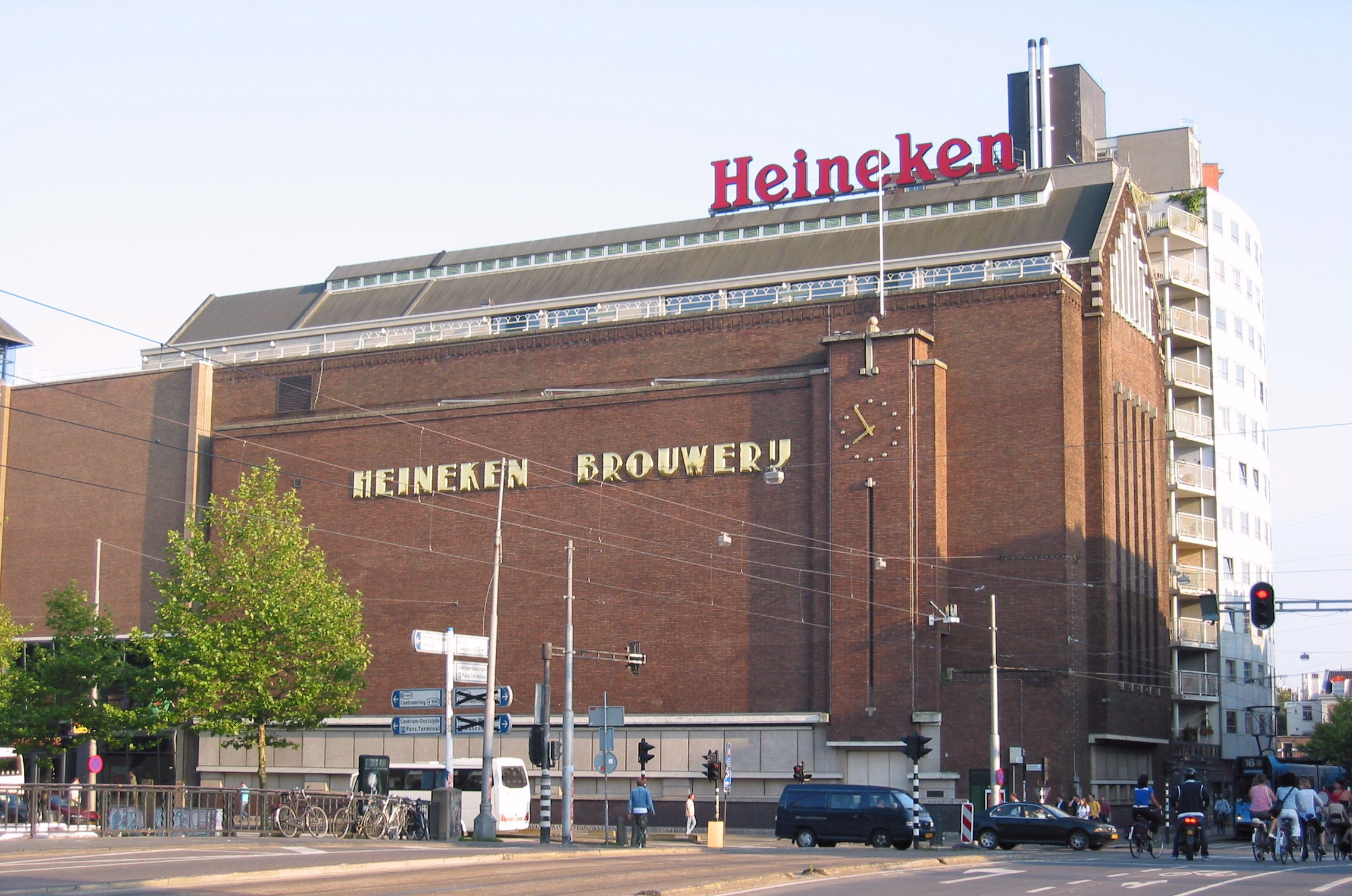
Historické sídlo společnosti Heineken v Amsterdamu

Zvláště zpracování ropy je velmi rozvinuté, největší rafinerie se nachází u Rotterdamu, dále je rozvinutý průmysl chemický a petrochemický (Royal Dutch Shell), strojírenský, elektrotechnický (např. Philips nebo výrobce navigací TomTom), potravinářský (Heineken je největší pivovarnickou firmou Evropy a druhou největší na světě), sklářský, textilní, keramický, papírenský a hutnictví železa a hliníku, loděnice např. Royal Huisman se zakázkami mimo jiné pro Britskou královskou rodinu. Jednou z největších personalistických firem světa je Randstad. Finančním gigantem je ING.

### Obchod

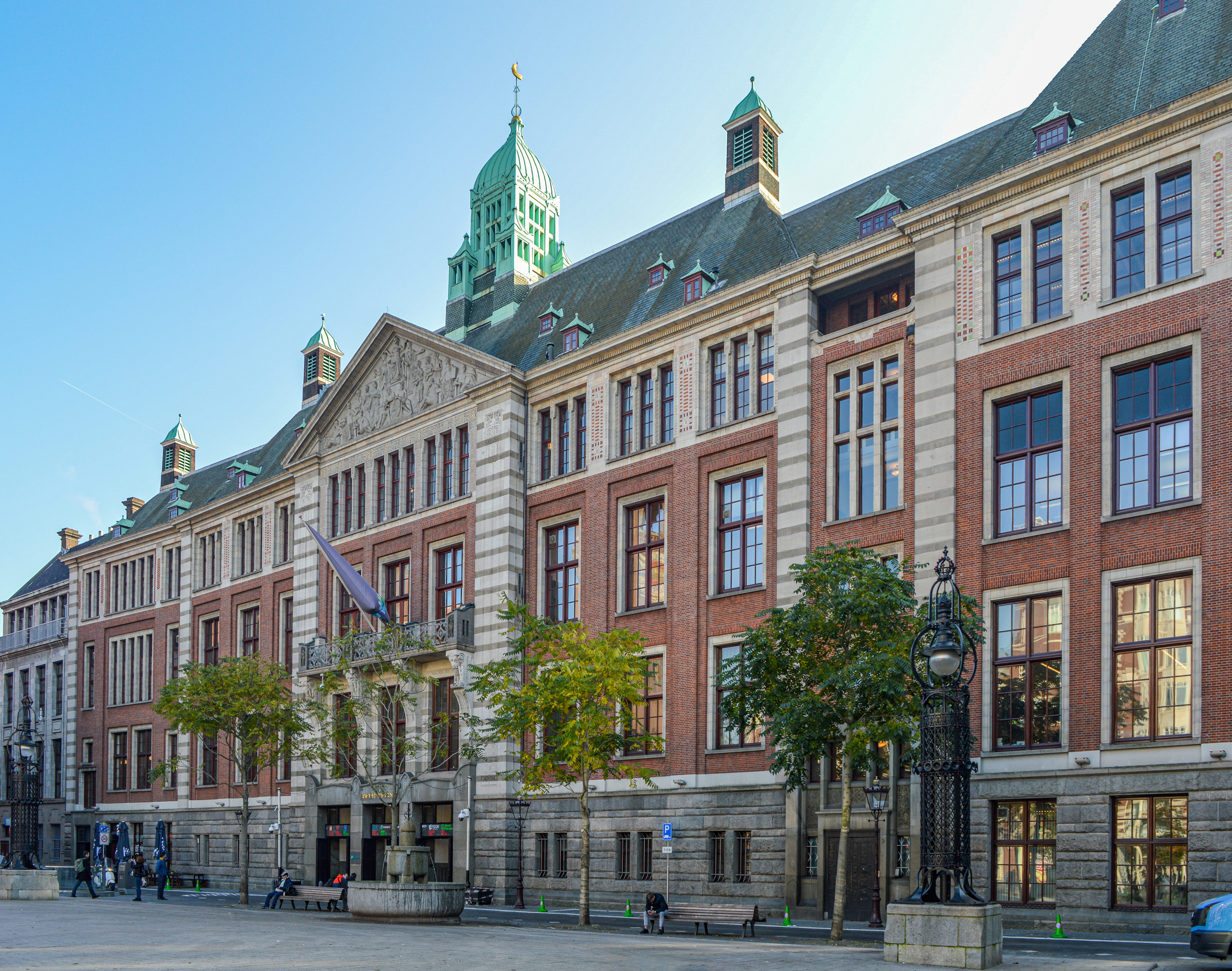
Budova Amsterdamské burzy

Amsterdamská burza je nejstarší burzou cenných papírů na světě, stála u kolébky moderního kapitalismu. Roku 2000 se sloučila s bruselskou a pařížskou burzou, aby vytvořila společnost Euronext, tedy největšího obchodníka s dluhopisy a fondovými investičními nástroji na světě, celkově pak šestou největší burzu na světě.
Díky velmi výhodné poloze u moře se velmi dobře daří obchodu a dopravě, Rotterdamský přístav je největším námořním i kontejnerovým přístavem v Evropě a desátým největším kontejnerovým přístavem na světě. Do začátku 21. století byl největším přístavem na světě, pak byl předstižen mohutnou asijskou konkurencí. Táhne se v délce 40 kilometrů od centra města až po umělý výběžek v Severním moři. Je zároveň obří průmyslovou zónou s množstvím chemických továren a elektráren. Do roku 2030 chce být evropským lídrem v přepravě zeleného vodíku.

### Zemědělství

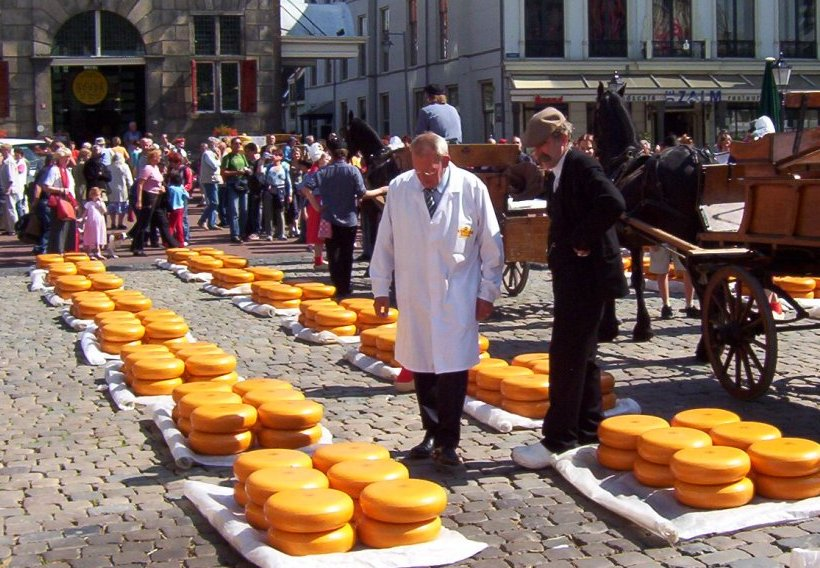
Trh se sýry ve městě Gouda

V Nizozemsku je převaha nížin, je zde mírné vlhké podnebí a úrodné půdy, proto jsou zde předpoklady pro dobře rozvinuté zemědělství. Nizozemské zemědělství je vysoce rozvinuté, intenzivní, výkonné a mechanizované. Zaměstnává ale jen 3,7 % obyvatelstva. Pěstují se různé plodiny, nejvíce ale obilí, cukrová řepa, kukuřice a brambory. Živočišná výroba se na zemědělské produkci podílí celými 70 % a zaměřuje se především na chov skotu (mléčné výrobky → nizozemské sýry), drůbeže a prasat. Pěstují se též květiny, např. tulipány. Tulipán je národní rostlina Nizozemska.

### Doprava

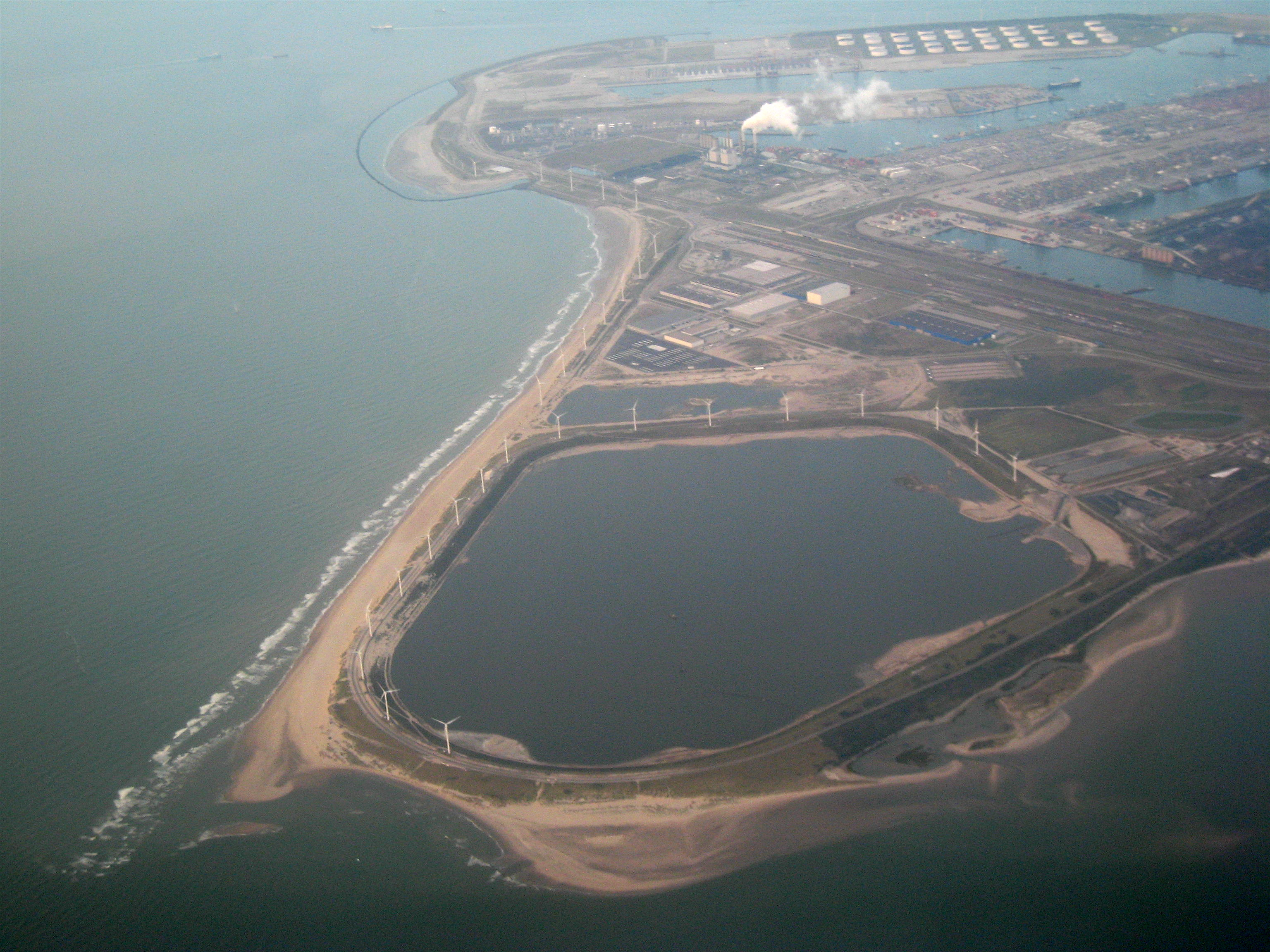
Letecký pohled na část přístavu v Rotterdamu

Toto odvětví je pro Nizozemskou ekonomii velmi důležité, hlavně následující kategorie:
- silniční síť je se svojí délkou 136 827 km jednou z nejhustších v Evropě. Všechny silnice, včetně dálnic jsou bez mýtného a všechna vozidla musí platit silniční daň. Zatímco před 2. světovou válkou byly v ulicích nizozemských obcí v převaze koňské povozy a cyklisté, od konce války do začátku 70. let 20. století došlo v Nizozemí k růstu životní úrovně a tak rychlému vzestupu vlastnictví motorových vozidel, že územní plány některých měst počítaly v centrech s vytvářením parkovišť na úkor tamních budov.[80]
  - Typické pro Nizozemsko jsou speciální, od vozovky oddělené postranní pruhy pro cyklisty u většiny silnic první třídy a některých dálnic. Cyklostezky byly masivně budovány po období prvního ropného šoku v roce 1973, který revidoval výhledy motoristů, a po protestech obyvatel s neudržitelnou dopravní politikou s mnoha mrtvými cyklisty a chodci na silnicích.[80]
- železniční doprava – železniční síť má celkovou délku 2896 km, z toho 2084 km elektrifikovaných.
- lodní doprava je možná do přístavů na pobřeží Severního moře; Haarlem, Harlingen, IJmuiden, Rotterdam, Terneuzen, Vlissingen, ale i přes síť kanálů (6215 km) a řek Rýn, Máza a Šelda do některých měst ve vnitrozemí; Amsterdam, Delfzijl, Dordrecht, Eemshaven, Groningen, Maastricht a Utrecht i pro lodě nad 50 tun výtlaku, které spojují nizozemské přístavy s okolními zeměmi a umožňují proplutí až k Severnímu moři.
- letecká doprava – největším mezinárodním letištěm v Nizozemsku je Schiphol. Větší letiště, hlavně pro mezinárodní nízkonákladovou a regionální dopravu, jsou v Eindhovenu a Haagu. Celkem bylo v Nizozemsku v roce 2009 27 letišť. Národní leteckou společností je KLM, zároveň jde o nejstarší aerolinky na světě, založeny byly roku 1919.[81]
- produktovody – v Nizozemsku je přes 3,816 km potrubí pro přepravu zemního plynu, 365 km potrubí pro přepravu ropy a 716 km potrubí pro přepravu ropných produktů.

### Cestovní ruch

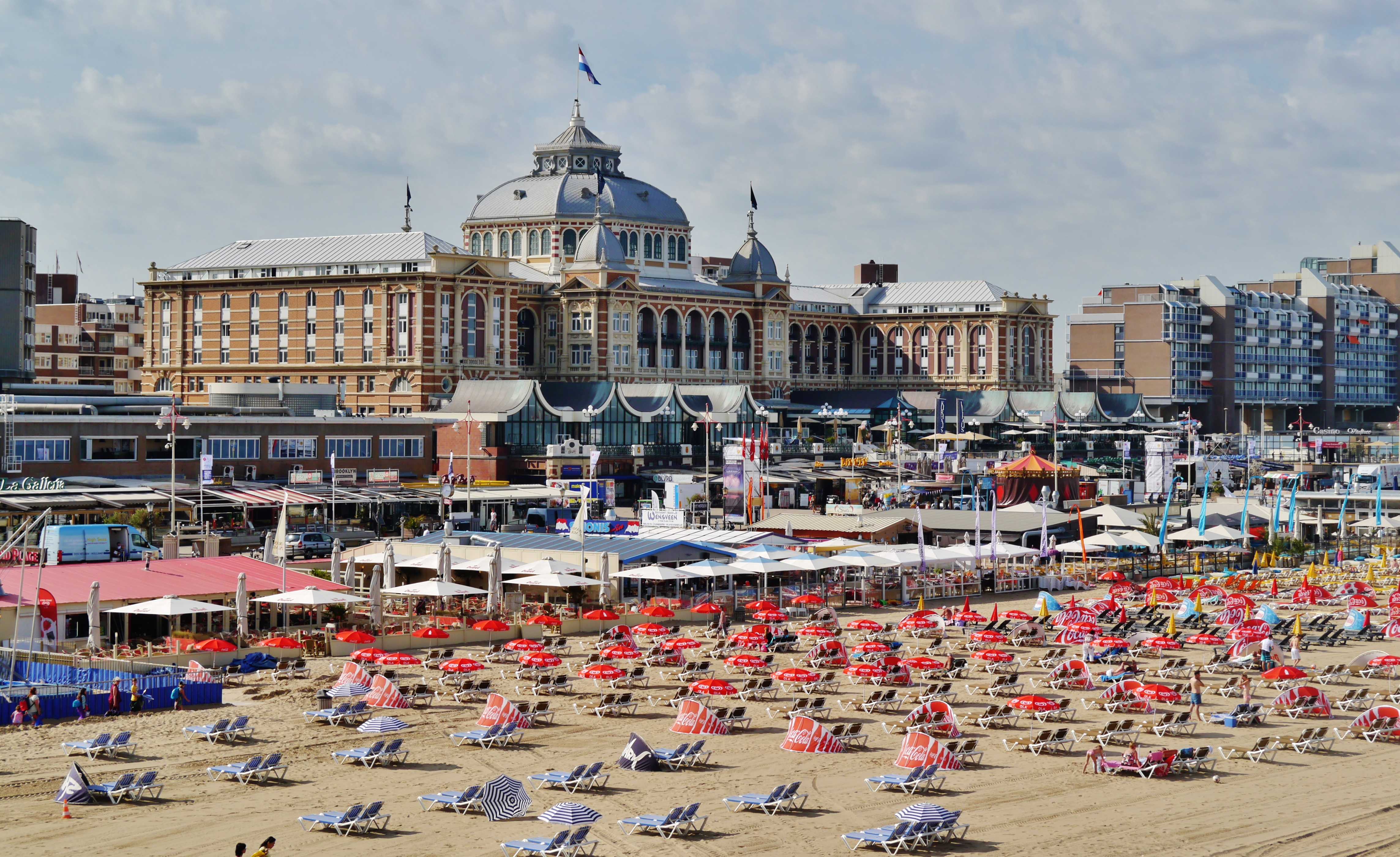
Scheveningen

Klíčovými destinacemi jsou Amsterdam a Haag (Den Haag oder 's Gravenhage) se soustavou splavných kanálů (grachten), s mnoha historickými budovami, muzei a kulturními institucemi. K Haagu patří také mořské letovisko Scheveningen s rozsáhlou pláží a promenádou s atrakcemi. Mnoho dalších měst nabízí rozsáhlé soubory historických památek, například Delft, Leiden a Utrecht. Dále stojí za návštěvu města v Severním Holandsku jako Alkmaar nebo Edam nabízející pohled do historie přípravy sýrů (mj. Eidam).

Další turistickou atrakcí je Keukenhof - Zahrada Evropy, kde každoročně vykvete 6-7 milionů cibulovitých okrasných rostlin, především tulipánů. K turistickým atrakcím patří i miniaturní městečko Madurodam v Haagu nebo zábavní parky Efteling a Walibi World.

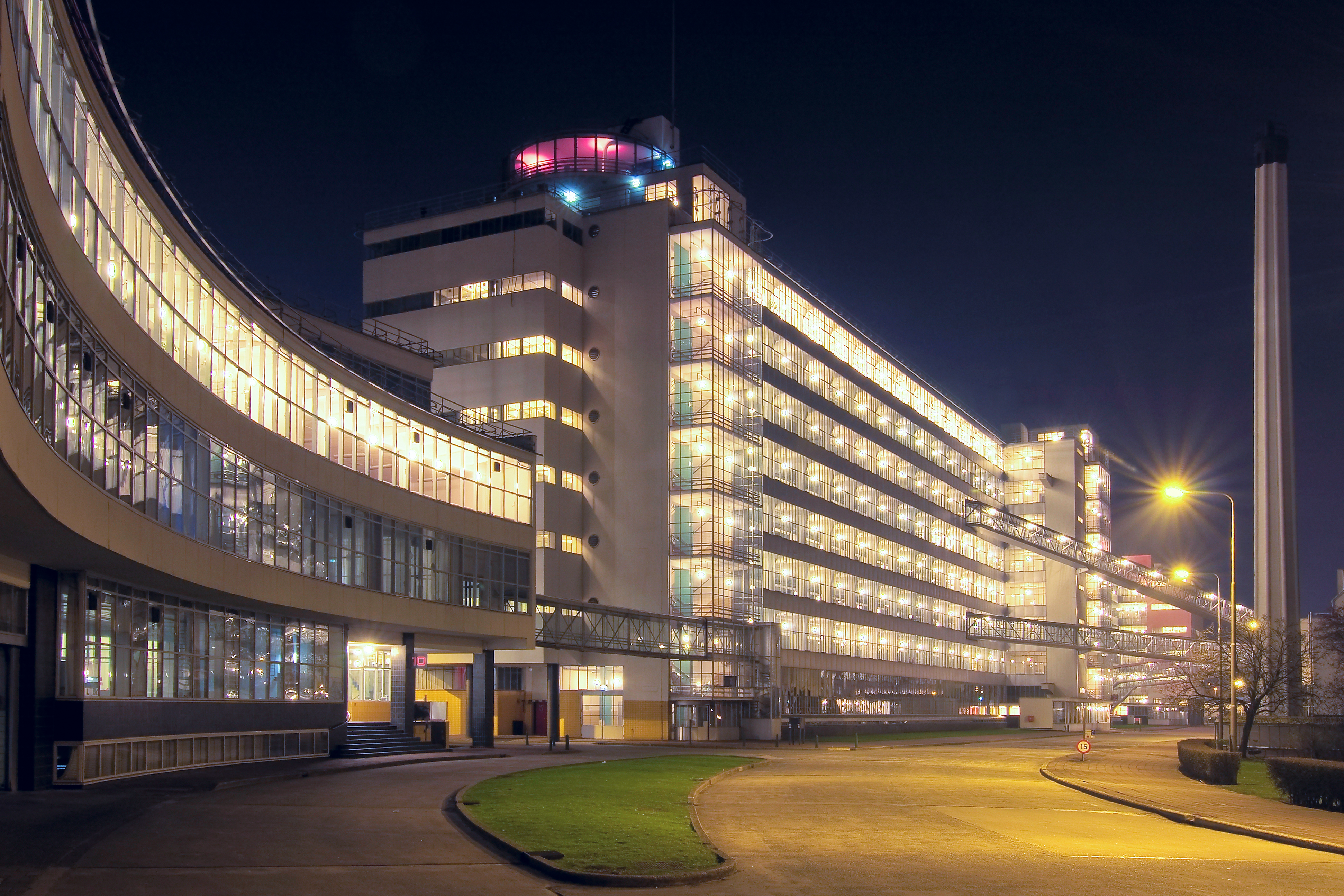
Továrna Van Nelle

Nizozemsko láká i na architektonické památky. Velkou roli v nizozemské architektuře sehrálo hnutí De Stijl založené roku 1917. Z architektů byl jeho členem zejména Gerrit Rietveld. Zásady hnutí se pokusil uplatnit v projektu domu v Utrechtu, který je znám jako Dům Rietvelda a Schröderové. Ten byl roku 2000 zapsán na seznam Světového dědictví UNESCO. Z pověstných větrných mlýnů, které se staly symbolem Nizozemska, se na seznam Světového dědictví dostala síť mlýnů v Kinderdijk-Elshout. Ostatní zapsané architektonické památky se týkají unikátního nizozemského způsobu nakládání s vodou (odvodňování, hrazení apod.) – obranná linie Amsterdamu, D. F. Woudova parní čerpací stanice, systém kanálů okolo Amsterdamu ze 17. století a další. Na seznam se dostala i jedna industriální stavba, ukázkově modernistická továrna Van Nelle z 20. let 20. století.

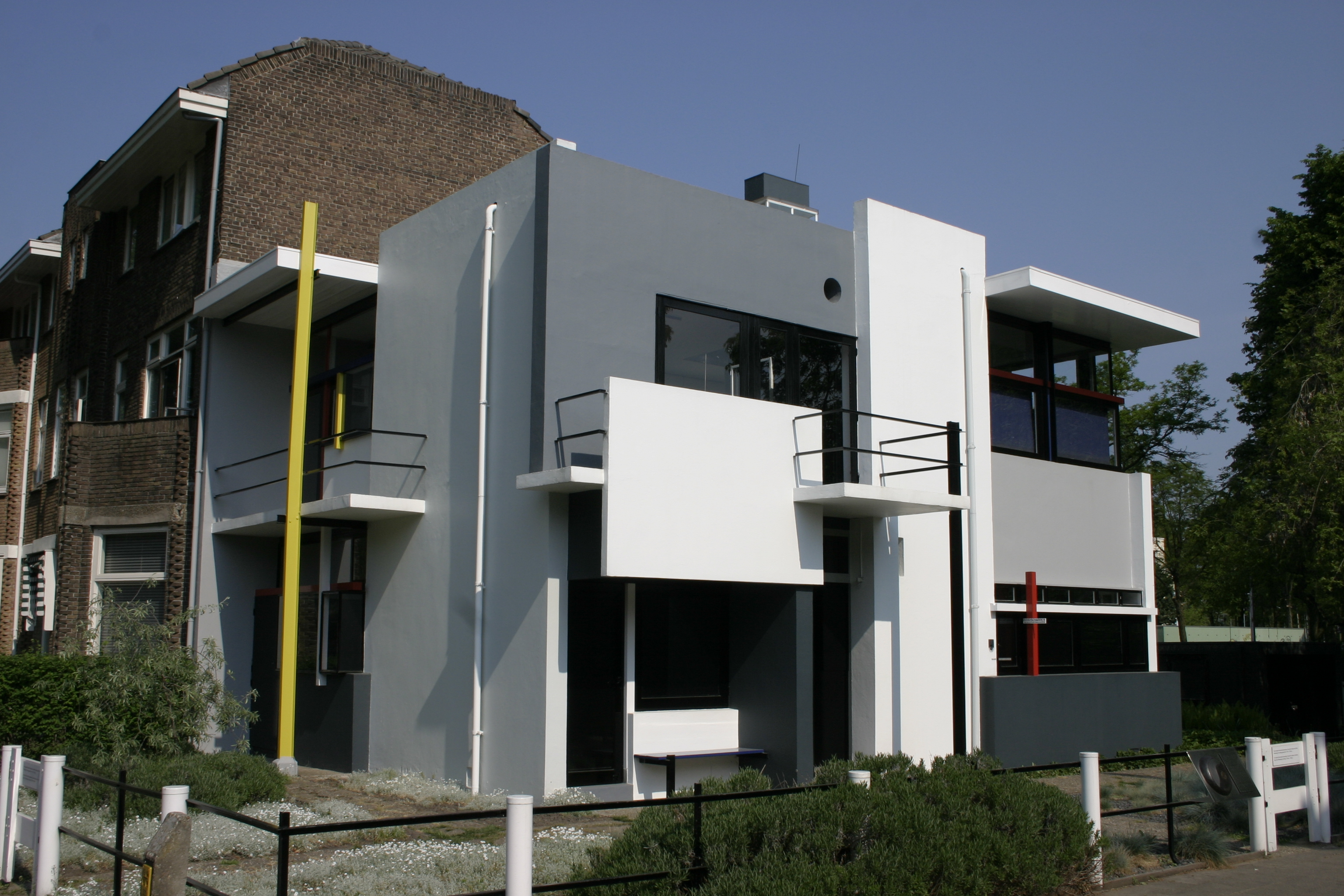
Dům Rietvelda a Schröderové

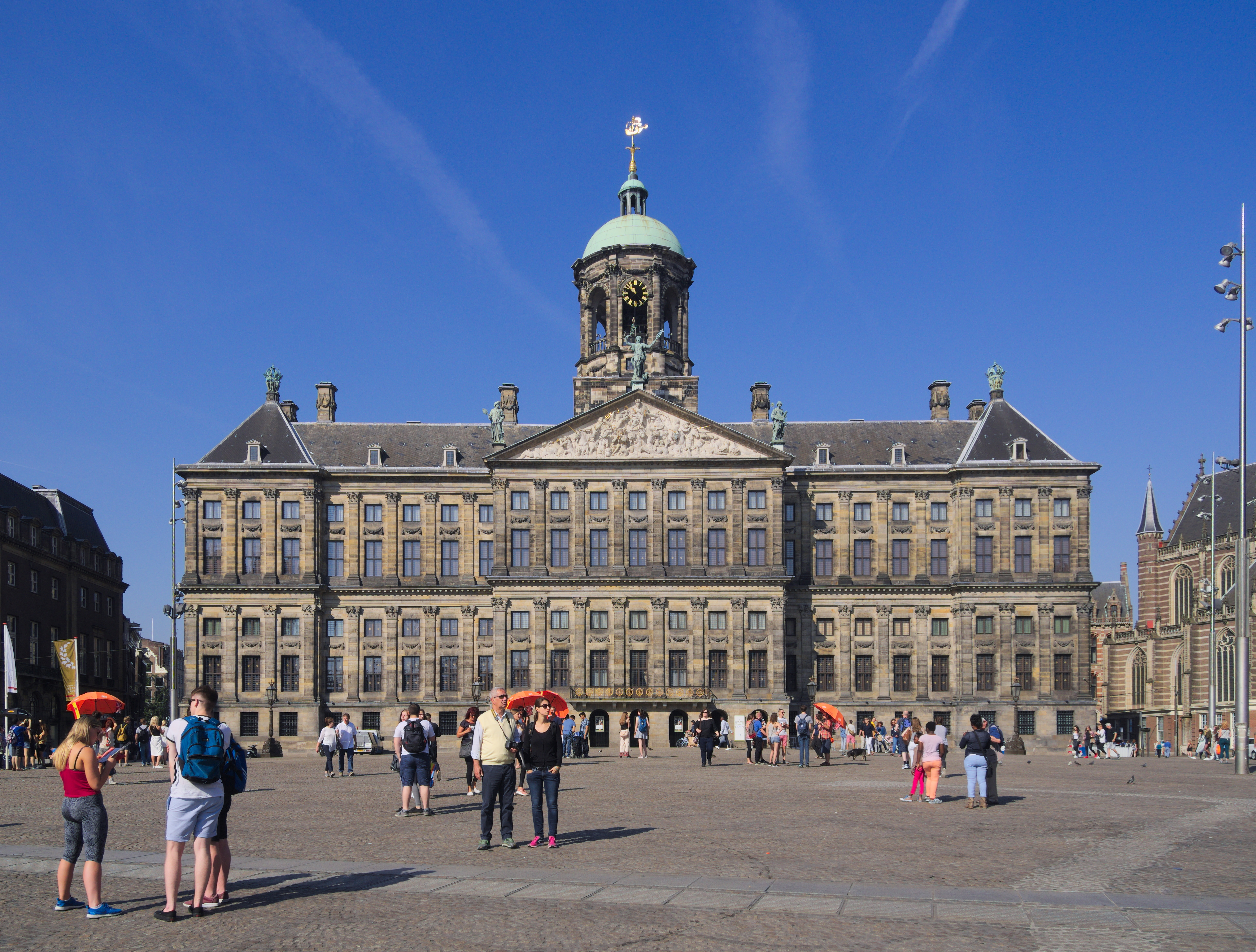
Královský palác v Amsterdamu

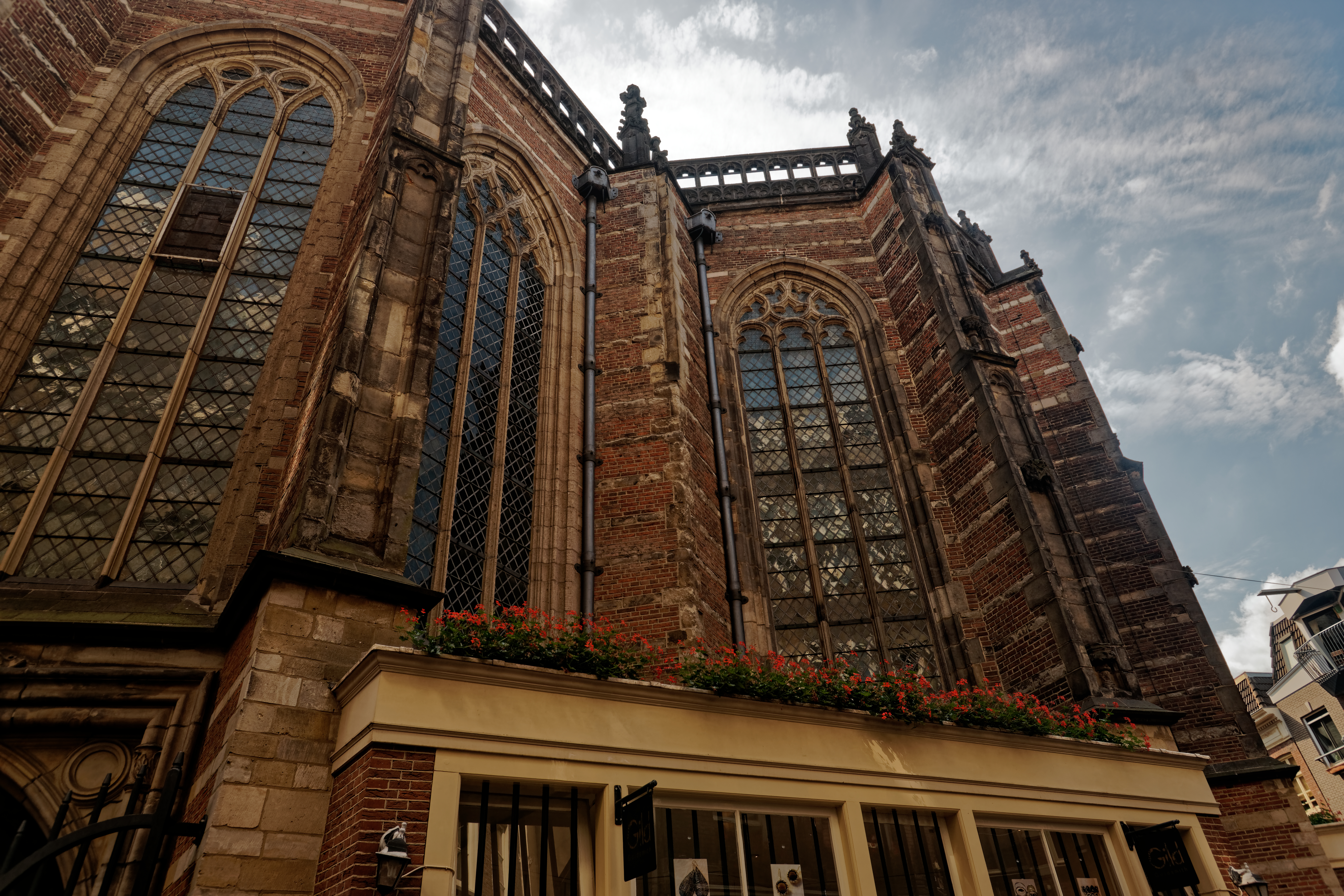
Nieuwe Kerk v Amsterdamu

Turisty však lákají také jiné proslulé stavby jako barokní Královský palác v Amsterdamu, symbol zlatého věku Holandska v 17. století. V současnosti je oficiálním sídlem královské rodiny, která však disponuje ještě dvěma paláci, Noordeinde a Huis ten Bosch. Ze sakrální architektury patří k největším památkám Katedrála svatého Martina z Tours v Utrechtu, jediný kostel v Nizozemsku ve stylu klasické francouzské gotiky. Jinak byla typickou spíše úspornější, tzv. vlámská gotika, již reprezentuje například chrám Nieuwe Kerk ve městě Delft, nebo Nieuwe Kerk v Amsterdamu, kde se konají korunovace a svatby královské rodiny. Světské užití tohoto druhu gotiky lze prostudovat v Haagu na komplexu budov Binnenhof, kde se scházely nizozemské generální stavy, takže byl dlouho hlavním centrem nizozemského politického života. V blízkosti Binnenhofu se nachází moderní budova nizozemského parlamentu. Nizozemskou renesanci dobře ilustruje jiný chrám, Westerkerk v Amsterdamu. Historismus 19. století pak reprezentuje Palác míru v Haagu, kde dnes zasedá Mezinárodní soudní dvůr, nebo koncertní dům Concertgebouw v Amsterdamu, sídlo symfonického orchestru Concertgebouw Orchestra. Z technických staveb vyniká most Erasmusbrug v Rotterdamu, dokončený v roce 1996.
Nizozemsko zaznamenává také drogovou turistiku, neboť tu jsou legální tzv. coffee shops, tedy obchody s legální marihuanou.

## Obyvatelstvo

### Demografie

Dlouhodobý graf populačního růstu

Nizozemsko mělo v roce 2018 cca 17 400 000 obyvatel a s hustotou 397,7/km² tak bylo pátou nejhustěji osídlenou zemí v Evropě a nejhustěji osídlenou velkou evropskou zemí, neboť je v tomto ohledu předstihováno jen ostrovní Maltou a malými městskými státy (Monako, San Marino, Vatikán). Je také šestnáctou nejhustěji osídlenou zemí světa. Skoro polovina obyvatel žije v konurbaci Randstad, kterou tvoří čtyři velké aglomerace Amsterdam, Haag, Rotterdam a Utrecht. Také v jiných provinciích: Severní Brabantsko, Limburg, Gelderland a Overijssel žije většina obyvatel ve větších městech. Vzhledem k této situaci má Nizozemsko velmi hustou síť železnic i dálnic.

### Imigrace

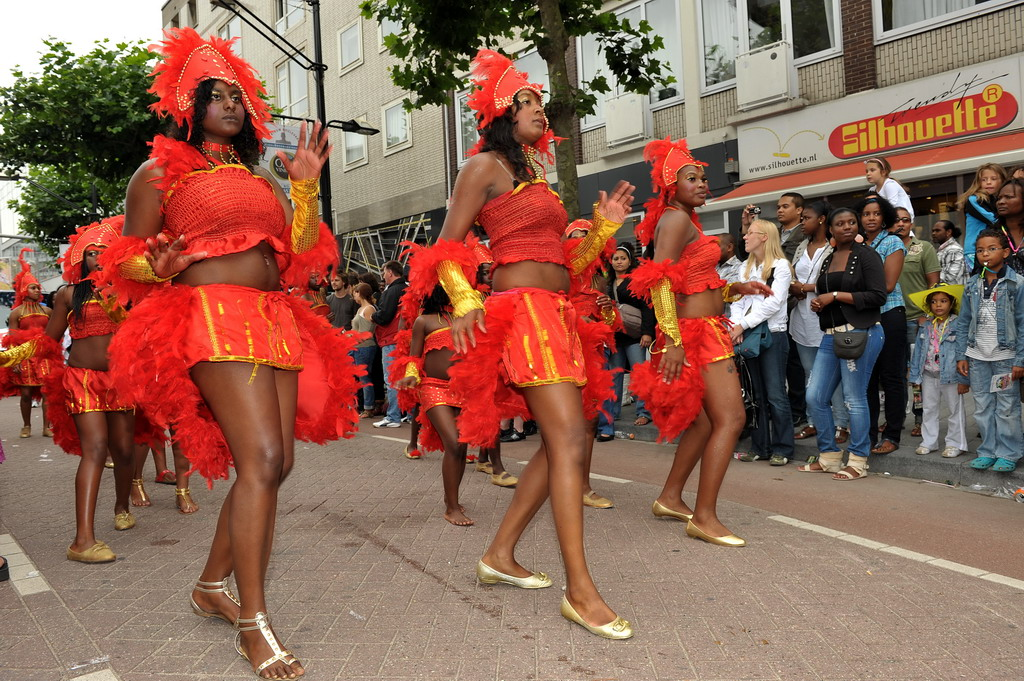
Letní karneval v Rotterdamu, kde žije početná afro-karibská komunita z Antil a Surinamu

Vzhledem k silné koloniální a postkoloniální imigraci začal v Nizozemsku nábor zahraničních pracovních sil již v šedesátých letech 20. století. Ty přicházely výhradně z Turecka a Maroka. Podíl Turků na celkové cizinecké populaci se zvýšil od roku 1976 do roku 1986 z 21,8 % na 28,3 %, v případě Maročanů došlo ke zvýšení z 12 % na 21,1 %. Stěhování dalších rodinných příslušníků se ve zvýšené míře projevilo až po ukončení náboru, což se časově shodovalo s obdobím hospodářské recese a rostoucí nezaměstnanosti. V roce 1979 bylo konstatováno, že Nizozemsko se stalo na základě nevratných migračních procesů polyetnickou a multikulturní společností. Poté se realizovalo zrovnoprávnění imigrantů po sociální stránce a byla přijata opatření k posílení jejich politické participace. To se dělo např. v podobě rozšíření volebního práva na komunální úrovni i pro cizince spolu s usnadněním přístupu k nabývání občanství a se státní i komunální podporou organizovaných skupin zájmů. Ani tato opatření nezabránila výrazným etnicko-sociálně podmíněným nerovnostem v oblasti zaměstnanosti. Bylo poukazováno na to, že rubem multikulturní mnohotvárnosti s omezenou autonomií organizovaných skupinových zájmů je smíření s trvalou „minorizací“ imigrantských skupin na podřadné sociální úrovni. Zákon z roku 1998 ukládal všem nizozemským obcím, aby po „integračním šetření“ nabízely státem podporované integrační programy přizpůsobené individuálním potřebám nových přistěhovalců. „Nově příchozí“ se těchto programů museli aktivně účastnit pod hrozbou odnětí sociálních dávek nebo použitím jiných trestů.
Podle údajů nizozemského statistického úřadu (CBS) z 1. ledna 2005 žilo v Nizozemsku 80,9 % Nizozemců, 2,4 % Indonésanů, 2,4 % Němců, 2,2 % Turků, 2,0 % Surinámců, 1,9 % Marokánců, 0,8 % Antiliánů a 6,0 % jiných menšin. Ve srovnání se zbytkem Evropy rostl počet obyvatel v Nizozemsku velmi rychle: 3 miliony v roce 1850, 5 milionů v roce 1900, 10 milionů v roce 1950 a 16 milionů v roce 2000.
Ze 17 milionů obyvatel Nizozemska v roce 2016 bylo 3,8 milionu imigrantského původu. Nejvíce přistěhovalců se usazuje ve velkých městech. Podle údajů CBS z roku 2006 byla přibližně jedna třetina obyvatel Amsterdamu, Haagu a Rotterdamu neevropského původu. Neevropského či „nezápadního“ původu byla i více než polovina mladých lidí v Amsterdamu a Rotterdamu. Velkým problémem některých komunit je nízká účast na trhu práce. V roce 2006 mělo práci pouze 38,7% Maročanů a 43,9% Turků ve věku 15-64 let. Více než 30% Turků a Maročanů patřilo mezi příjemce dávek sociálního zabezpečení, v porovnání se 13% autochtonních Nizozemců. K září 2016 bylo v Nizozemsku registrováno 64,000 uprchlíků ze Sýrie.

### Jazyk

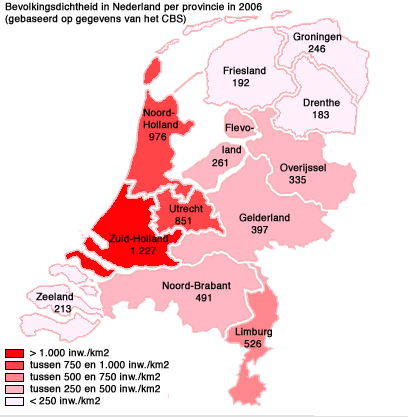
Hustota zalidnění v jednotlivých provinciích

Oficiální řečí v Nizozemsku je nizozemština a fríština. Obě řeči patří uvnitř indoevropské jazykové rodiny mezi západogermánské jazyky. Nizozemština je mimo Nizozemska také oficiální řečí v Belgii (Vlámsko) a mimo Evropu i v Surinamu a na nizozemských ostrovech v Karibiku (Aruba, Bonaire, Curaçao, Saba, Svatý Eustach, Svatý Martin). Někdy se používá také nepřesné označení holandština, které může označovat i dialekty provincií Severní a Jižní Holandsko. Vlámština je naproti tomu souhrnný název pro mluvenou nizozemštinu ve Vlámsku. Základem jazyka bylo hornofranské nářečí dolnoněmčina, ze kterého se tento jazyk vyvíjel již před 12. stol. V lexikologii i morfologii má hodně společných znaků s němčinou, liší se od ní zejména ve výslovnosti a pravopisu. Dolnoněmčina má v Nizozemsku mnoho oblastních nářečí: groningština, drentština, stellingwerfština, sallandština, twentština, veluwština a achterhoekština. Oblastním nářečím je i limburština, kterým se hovoří v provincii Limburg. Zásluhou výuky jednoho i více cizích jazyků již na základních školách, mluví většina Nizozemců také anglicky, německy nebo francouzsky.
Počty hovořících:
- Dolnoněmčina 1.798.000[90]
- Limburština 825.000[91]
- Fríština 453.000[92]
- Brabantština ?[93]
- Zeelandština ?[94]
- Znakový jazyk 20.000

### Náboženství
Podle současných údajů nizozemského centrálního statistického úřadu (Centraal Bureau voor de Statistiek – CBS) se hlásilo v roce 2008 ke katolicismu 30 % obyvatel, k protestantismu 21 %, k jiným náboženstvím 10 % (z toho 5 % muslimů a 5 % hinduistů, buddhistů, židů a ostatních). Žádné náboženství neuvedlo v roce 2008 40 % obyvatel.
Z předválečného počtu 140 tisíc Židů, kteří tvořili 10 % obyvatel Amsterdamu, většina zahynula během holocaustu. Od 70. let 20. století provádí Nizozemsko liberální imigrační politiku a v roce 2011 žilo v zemi více než 1 milion muslimů.
| Rok  | Nizozemská reformovaná církev | Nizozemská kalvinistická církev | Reformovaná církev | Římsko- katolická církev | Jiné náboženství | Žádné náboženství |
| ---- | ----------------------------- | ------------------------------- | ------------------ | ------------------------ | ---------------- | ----------------- |
| 1975 | 23                            | 10                              | -                  | 38                       | 3                | 26                |
| 1980 | 21                            | 9                               | -                  | 38                       | 5                | 26                |
| 1985 | 19                            | 9                               | -                  | 37                       | 5                | 31                |
| 1990 | 17                            | 8                               | -                  | 33                       | 5                | 38                |
| 1995 | 14                            | 7                               | -                  | 33                       | 8                | 40                |
| 2000 | 14                            | 7                               | -                  | 32                       | 8                | 41                |
| 2005 | 11                            | 5                               | 5                  | 29                       | 9                | 42                |
| 2006 | 9                             | 4                               | 5                  | 30                       | 9                | 43                |
| 2007 | 9                             | 4                               | 6                  | 28                       | 10               | 44                |
| 2008 | 10                            | 4                               | 7                  | 30                       | 10               | 40                |

## Kultura

### Výtvarné umění

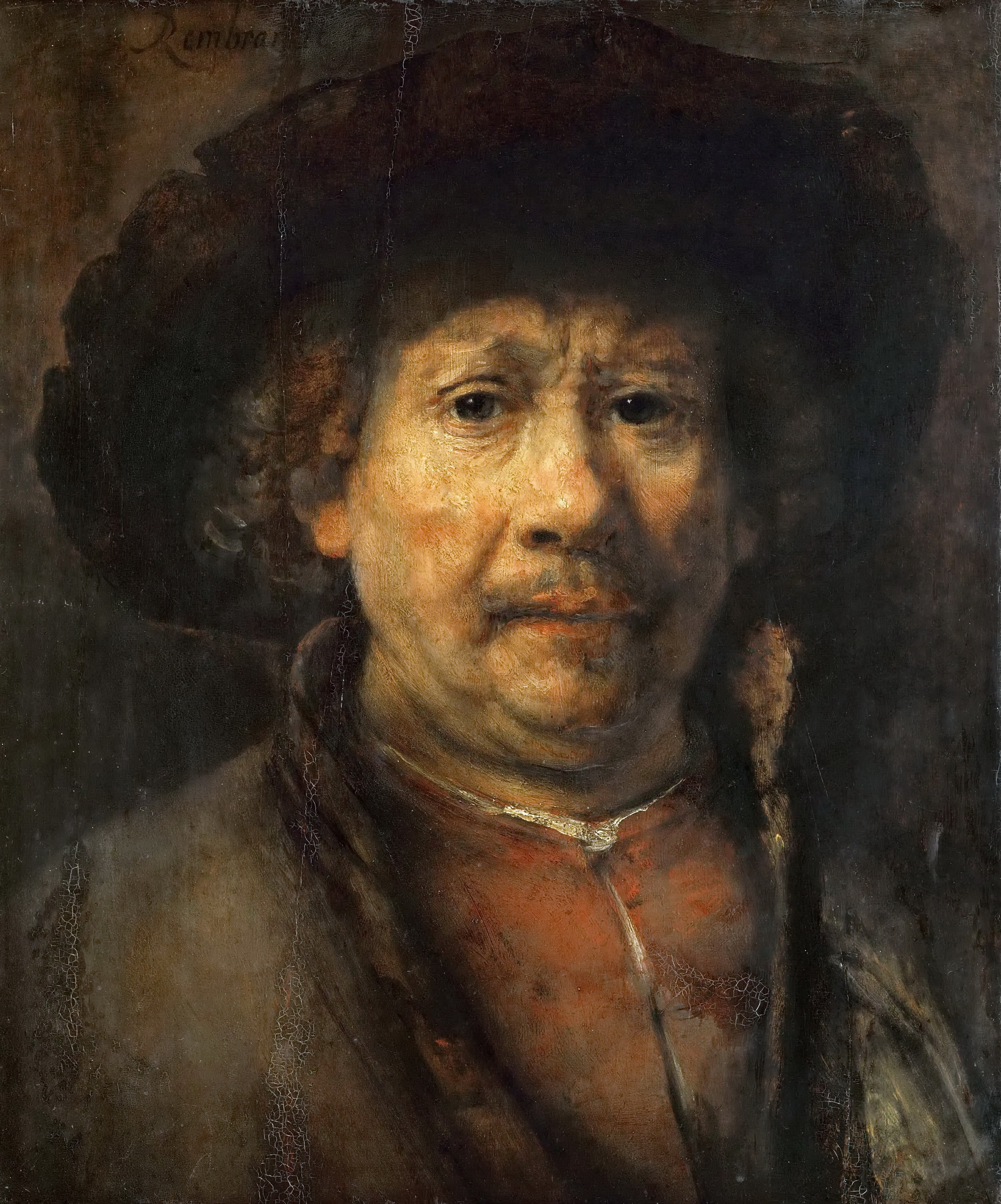
Rembrandt (autoportrét)

Nizozemci se mohou pochlubit slavnou malířskou tradicí, jejich malíři patří nejen k nejslavnějším Nizozemcům, ale někteří nizozemští malíři patří k nejslavnějším vůbec. Týká se to především pěti velikánů: Hieronymus Bosch, Pieter Brueghel, Rembrandt van Rijn, Jan Vermeer a Vincent van Gogh. Díky těmto mistrům v Nizozemsku vznikly některé z nejslavnějších obrazů dějin. Boschova Zahrada pozemských rozkoší, Brueghelova Stavba babylonské věže, Rembrandtova Noční hlídka, Vermeerova Dívka s perlou, Van Goghovy Slunečnice nebo Hvězdná noc. Noční hlídka je k vidění v amsterdamském Rijksmuseu, Dívka s perlou v haagském muzeu Mauritshuis.
Na vrcholu období zvaného „zlatý věk Nizozemska“, tedy kolem roku 1650, pracovalo v této zemi zhruba 700 malířů – umělců, kteří ročně vytvářeli asi 70 tisíc obrazů.
Do učebnic světového malířství ovšem vstoupili (chronologické seřazení podle data narození) i mj. Dieric Bouts, Lucas van Leyden, Pieter Aertsen, Karel van Mander, Frans Hals, Hendrick Avercamp, Gerard van Honthorst, Judith Leyster, Gerrit Dou, Aelbert Cuyp, Jan Steen, Jacob van Ruisdael a Lawrence Alma-Tadema.
Ve 20. století pak představitelé hnutí De Stijl Piet Mondrian a Theo van Doesburg, fauvista Kees van Dongen, abstraktní expresionista Willem de Kooning nebo Karel Appel, spoluzakladatel skupiny CoBrA. V nedávné době na sebe upoutal pozornost svými geometrickými hříčkami M. C. Escher.
V oboru architektury je vysoce oceňován modernistický architekt Rem Koolhaas. Představitelem slavného hnutí De Stijl byl designér Gerrit Rietveld.

Hlavní město Amsterdam je proslaveno muzei, jako jsou například Rijksmuseum, Stedelijk museum, Mauritshuis, Muzeum Kröllerové-Müllerové, Rembrandtův dům nebo Dům Anne Frankové. Van Goghovo muzeum prezentuje největší sbírku obrazů Vincenta van Gogha na světě. Nizozemský institut dějin umění je největším archivem dějin výtvarného umění na světě.

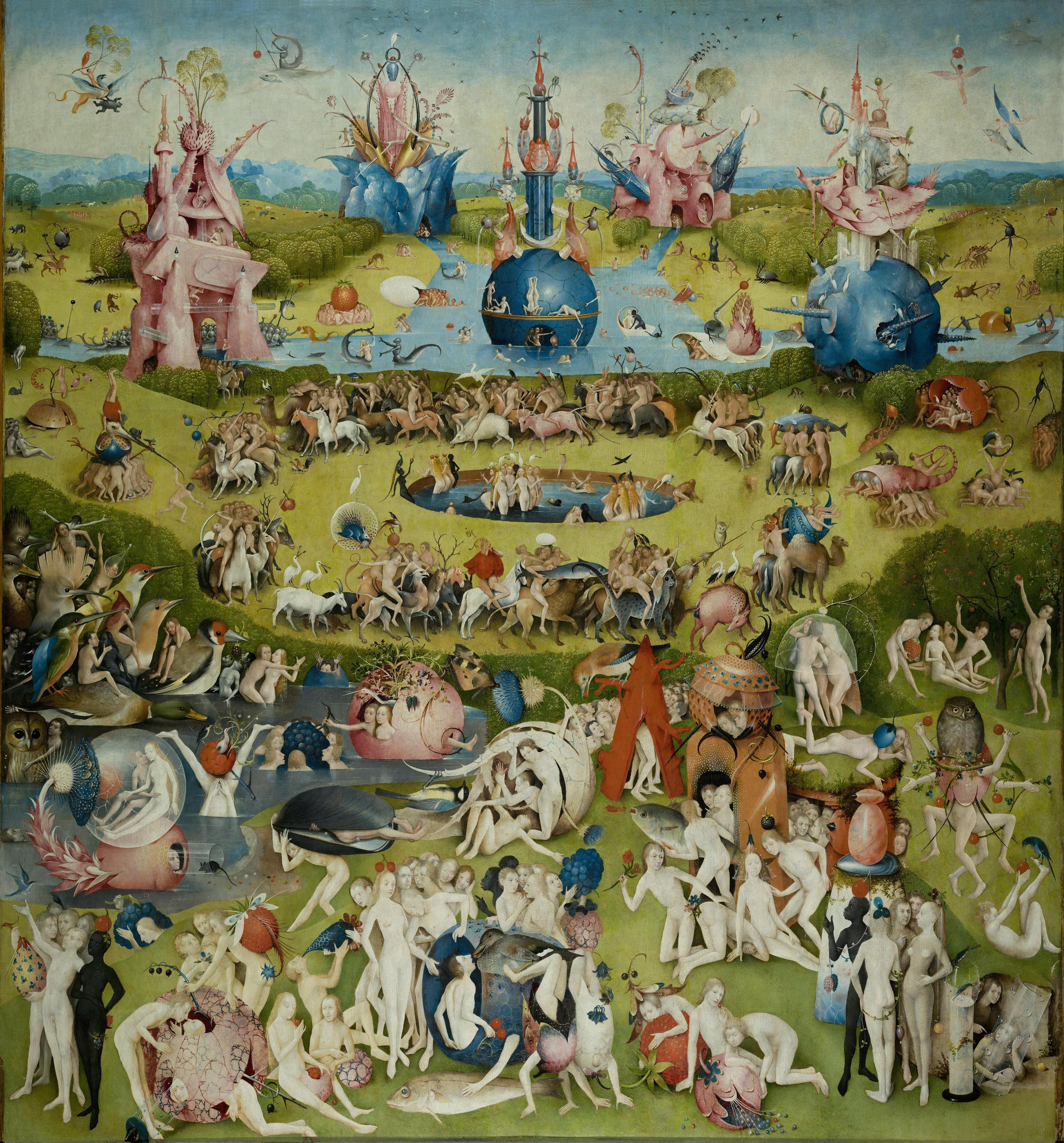
Hieronymus Bosch: Zahrada pozemských rozkoší (asi 1495–1505)
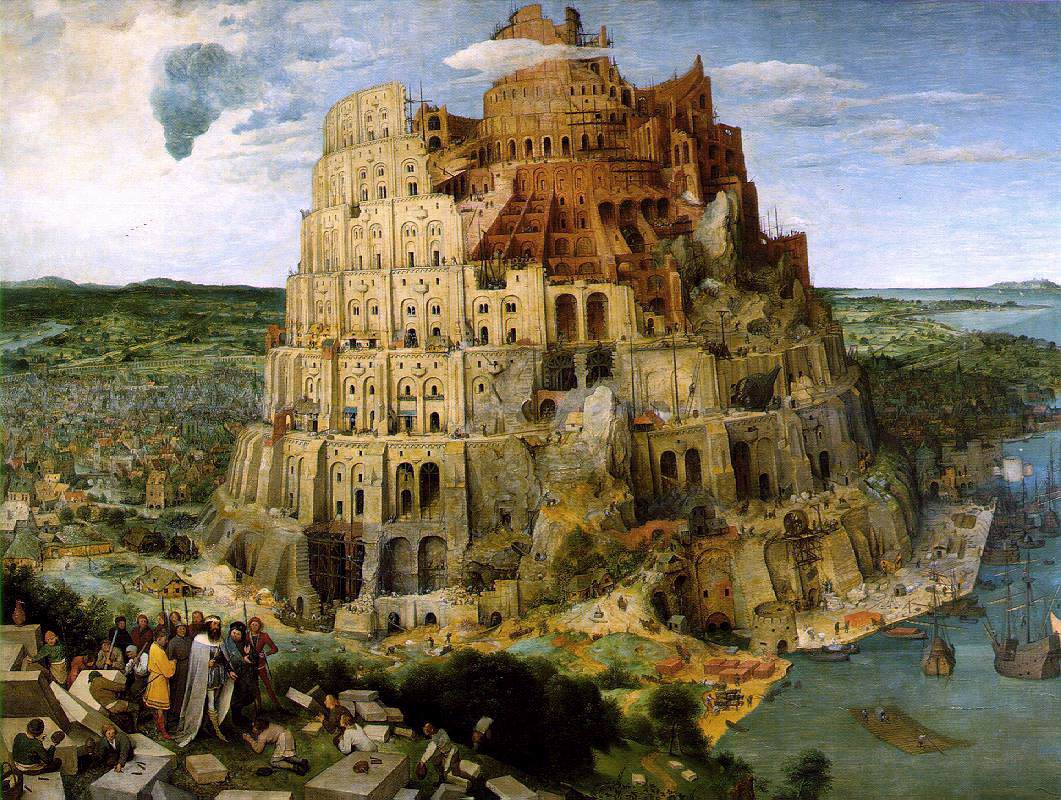
Pieter Bruegel: Stavba Babylónské věže (1563)
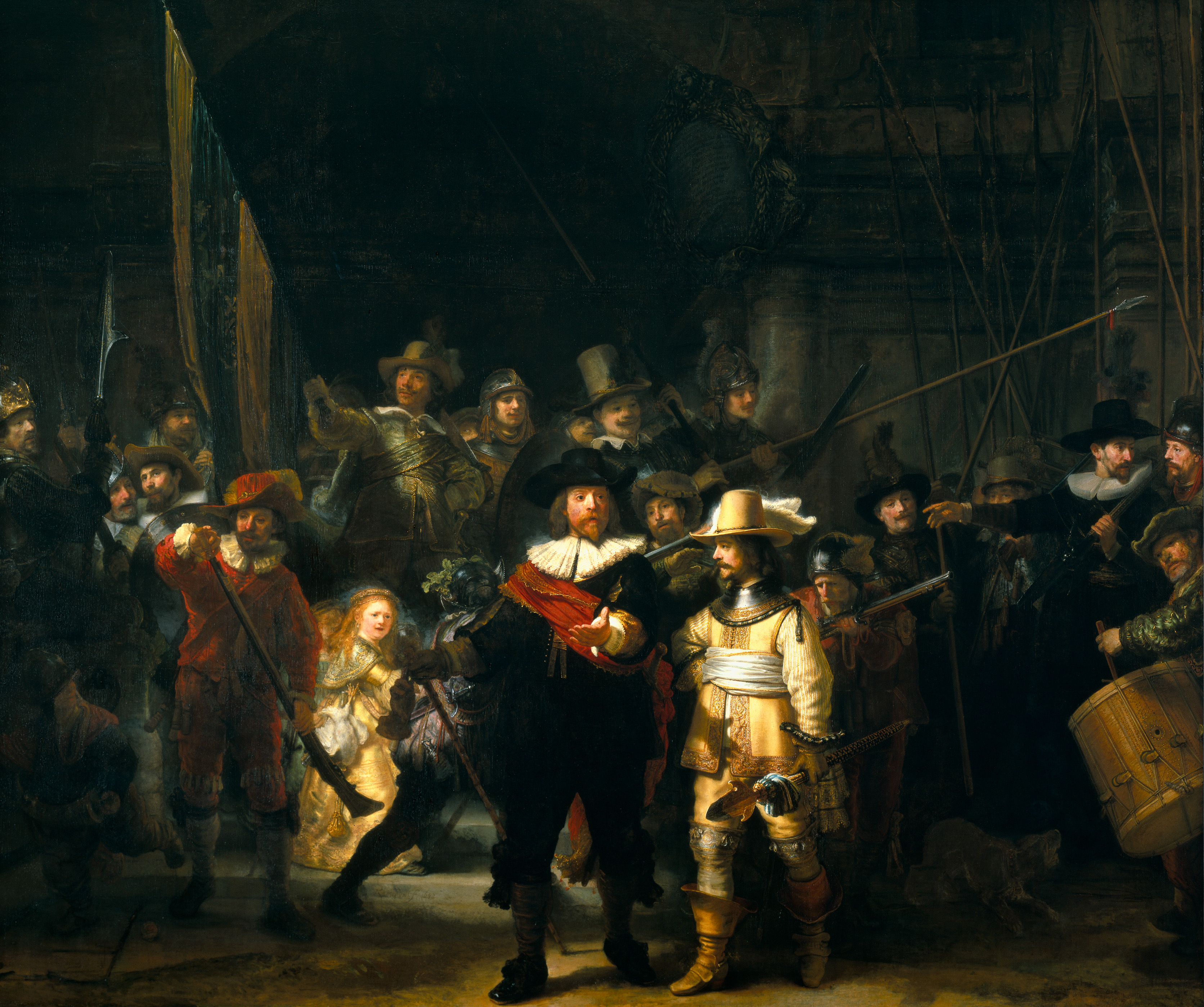
Rembrandt: Noční hlídka (1642)
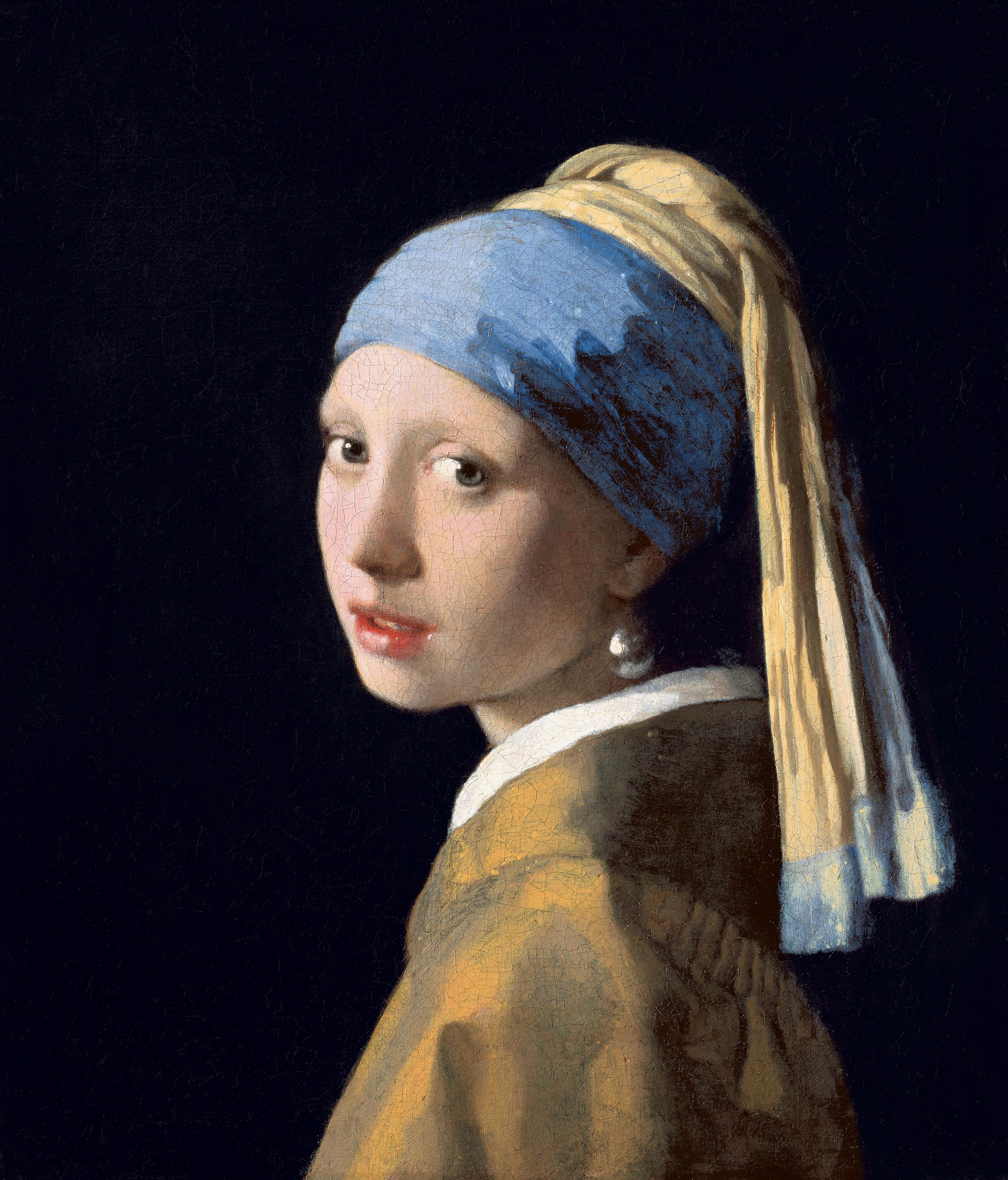
Jan Vermeer: Dívka s perlou (1665)
Vincent van Gogh: Hvězdná obloha (1889)
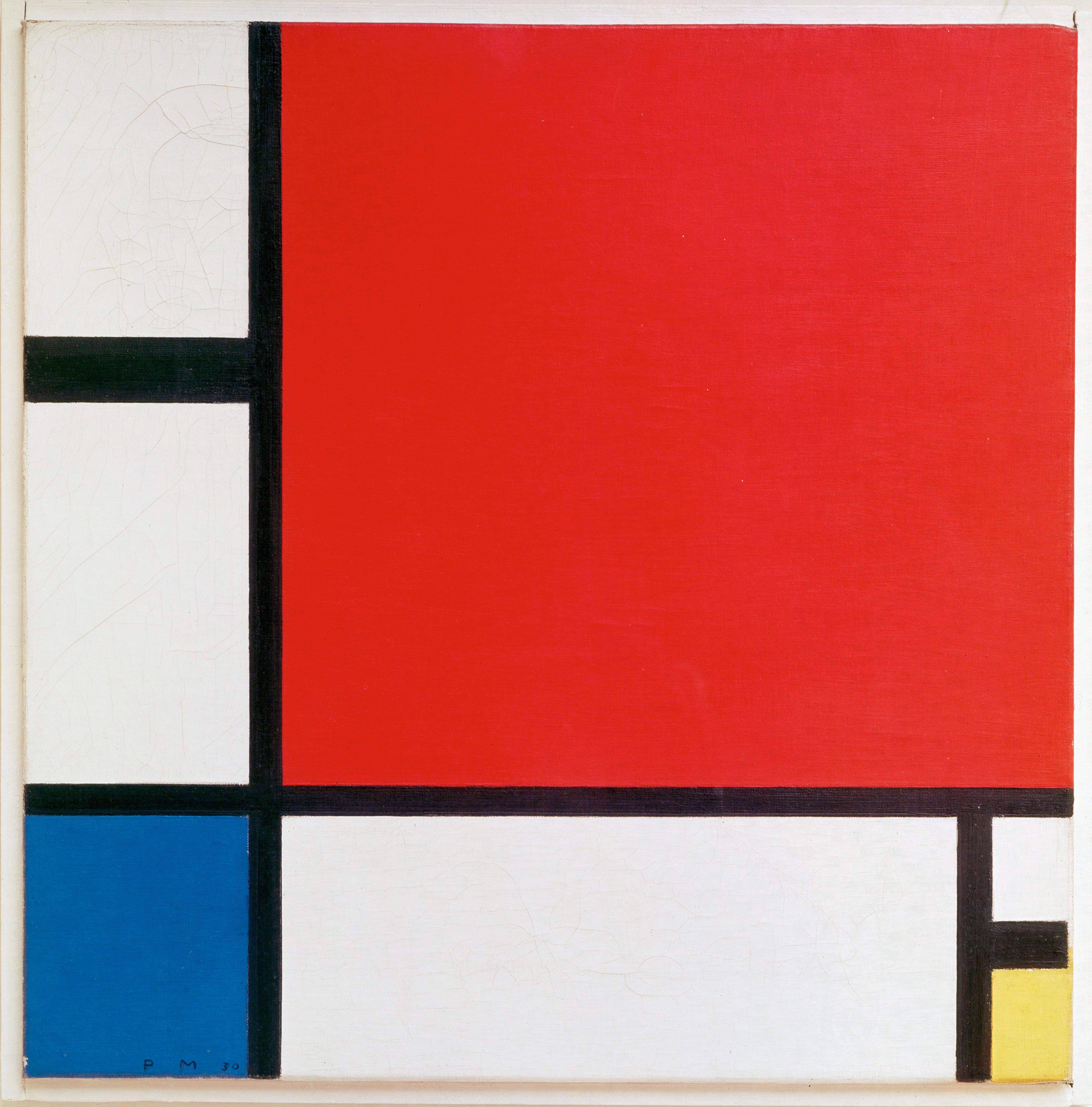
Piet Mondrian: Kompozice II. v červené, modré a žluté (1930)

### Literatura

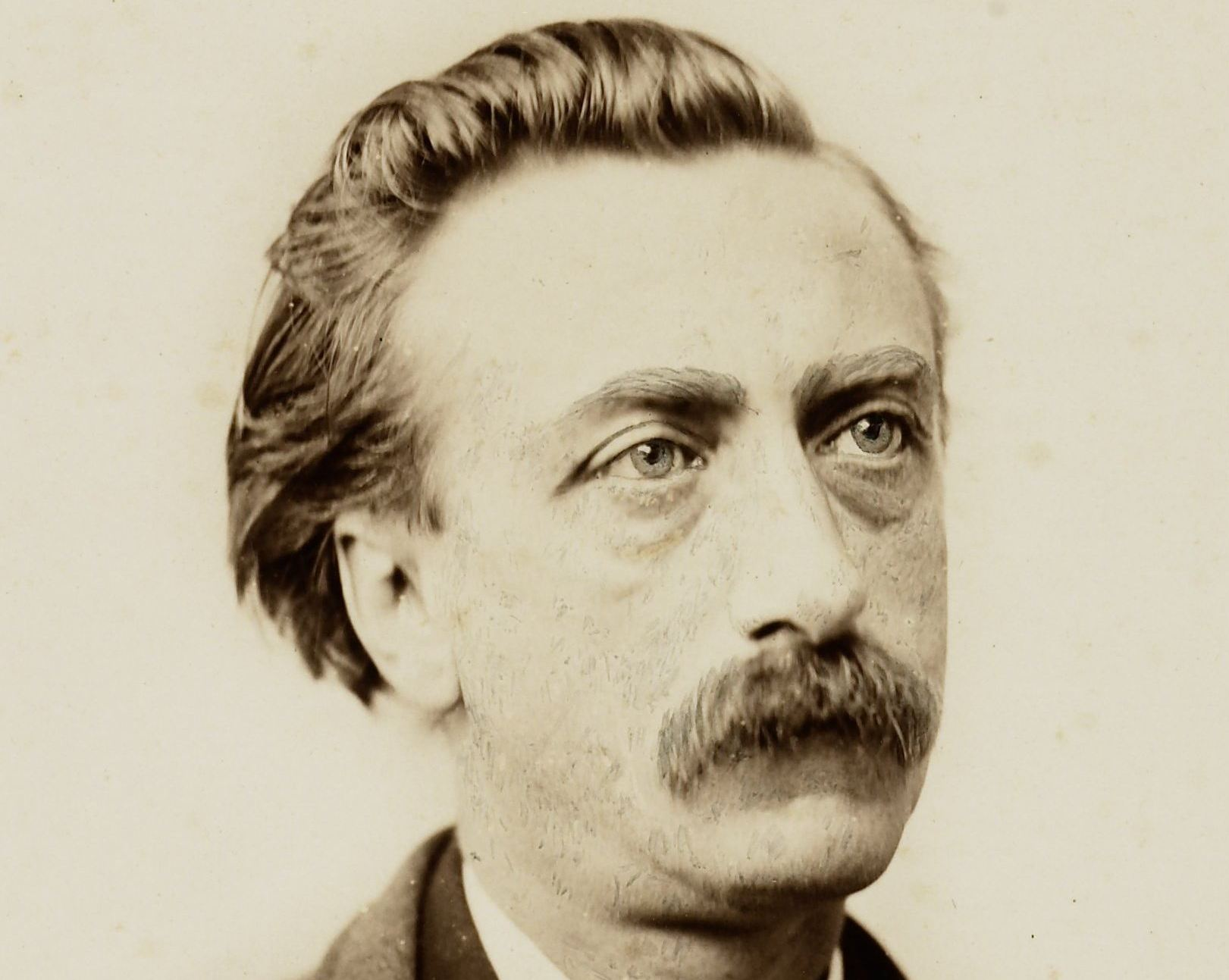
Multatuli

### Hudba

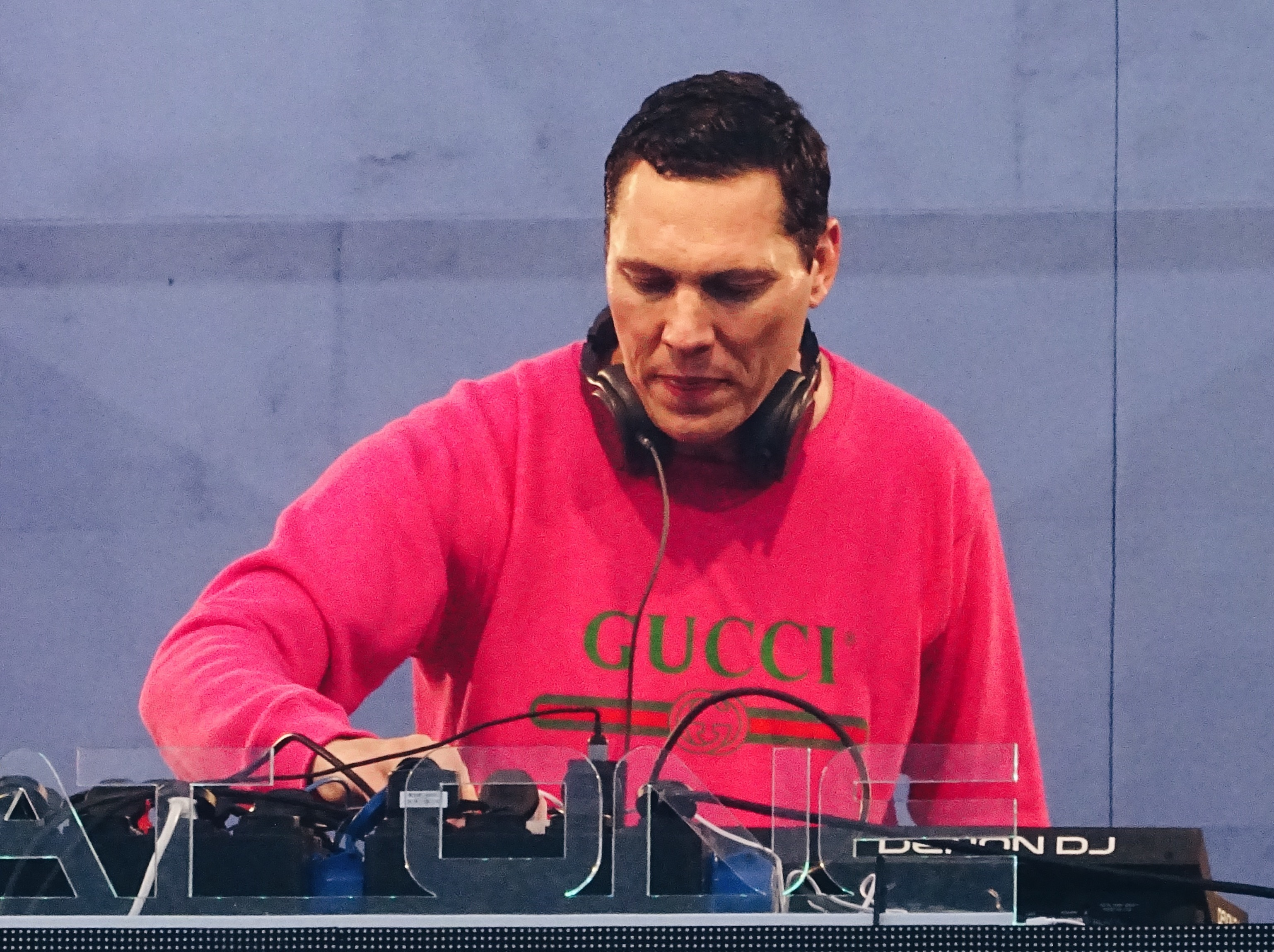
Tiësto

V hudbě se Nizozemci prosadili především v žánru elektronické hudby, Armin van Buuren či DJ Tiësto již patří k jejím klasikům. Populární je v současnosti i Martin Garrix, Nicky Romero, trio Noisia, Don Diablo, Sander van Doorn, Afrojack či Hardwell. Přímo v Nizozemsku vznikl elektronický hudební styl hardstyle.
V tradičním popu se proslavila na konci 60. let skupina Shocking Blue, zejména díky svému hitu Venus. Legendou žánru eurodance je duo 2 Unlimited. V žánru pop-jazzu na sebe dokázaly mezinárodně upozornit zpěvačky Caro Emeraldová a Trijntje Oosterhuisová, v evropském country Ilse DeLangeová.

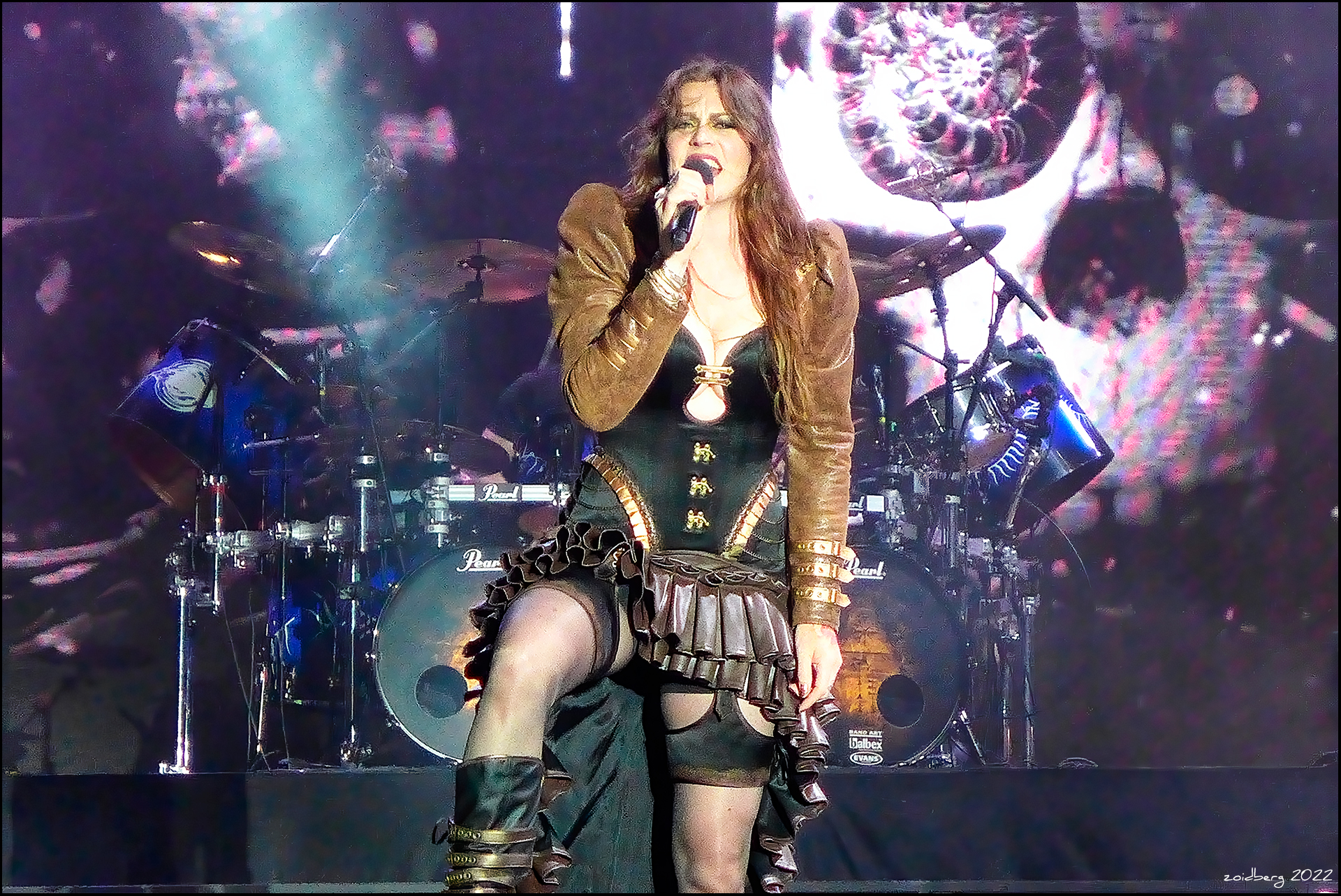
Floor Jansenová s Nightwish

Eddie Van Halen patří k zakladatelům známé metalové skupiny Van Halen. Ke klasikům nizozemského rocku patří kapely Golden Earring a Focus. Ke známým rockovým hudebníkům současnosti patří skupiny Within Temptation, Epica, Delain, Ayreon či zpěvačky Anouk nebo Floor Jansenová, která se proslavila ve finské metalové kapele Nightwish.
Mezi interprety vážné hudby proslul houslista André Rieu, houslistka Janine Jansenová, houslista Bernard Haitink nebo dirigent Ton Koopman. Nejvýznamnějším skladatelem klasické hudby je Jan Pieterszoon Sweelinck, ze současných autorů pak Louis Andriessen. Nejslavnějším tělesem je Královský orchestr Concertgebouw. Zvláštní místo v moderní hudbě drží hudební experimentátor Yuri Landman.

### Film

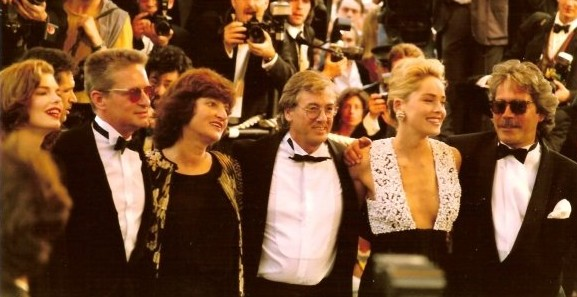
Paul Verhoeven při představení filmu Základní instinkt v Cannes

Nejslavnějším nizozemským filmovým režisérem je Paul Verhoeven, autor sci-fi klasik jako Robocop či Total Recall. Mezi dokumentaristy vynikl Joris Ivens. Režisér Fons Rademakers získal Oscara za nejlepší neanglicky mluvený film v roce 1986, jakožto první Nizozemec. Dokázali ho napodobit Marleen Gorrisová v roce 1995 a Mike van Diem roku 1998. Jan de Bont je režijně, producentsky či kameramansky podepsán pod hollywoodskými trháky jako Nebezpečná rychlost, Twister, Minority Report, Smrtonosná past, Hon na ponorku nebo Základní instinkt. Anton Corbijn proslul jako režisér videoklipů, pro skupiny Nirvana, U2, Depeche Mode nebo Roxette. Filmař Theo van Gogh se stal světově proslulý po svém zavraždění v roce 2004, k němuž došlo kvůli protiislámskému snímku Podvolení. Známým dokumentaristou byl levicově orientovaný Joris Ivens.

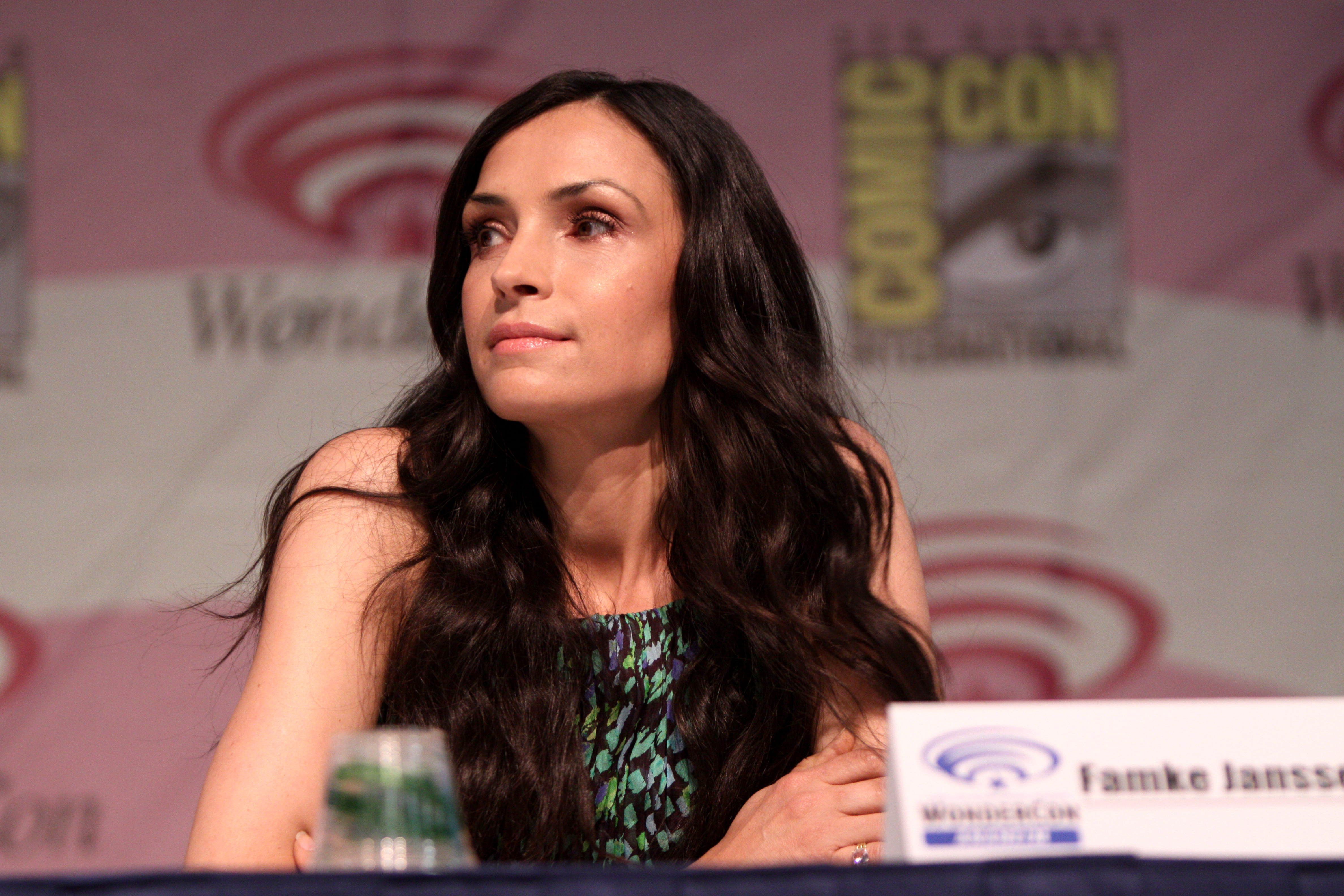
Famke Janssenová

Někteří herci získali slávu díky zahraničním produkcím, zejména britským a americkým: Famke Janssenová je známá z bondovky Zlaté oko nebo ze série filmů X-men, Jeroen Krabbé z bondovky Dech života, Carice van Houtenová a Michiel Huisman ze seriálu Hra o trůny, Sylvia Kristelová ztvárnila hlavní představitelku ve čtyřech ze sedmi klasických erotických snímků z cyklu Emmanuelle. Rutger Hauer vstoupil do širokého povědomí ve filmech Blade Runner či Sin City.
Nizozemsko má dobře rozvinutý televizní trh s mnoha komerčními i veřejnoprávními stanicemi. Zajímavostí je, že prakticky všechny zahraniční pořady jsou uváděny v původním znění s titulky. Dabují se pouze zahraniční pořady pro děti. Televizní exporty z Nizozemska mají většinou podobu licencí specifických formátů, zejména vyvinutých produkčním konglomerátem Endemol, který má přibližně 90 společností ve více než 30 zemích. K takovým původně nizozemským formátům patří Big Brother nebo The Voice.
V modelingu se prosadila Doutzen Kroesová.

## Věda a školství

### Školství

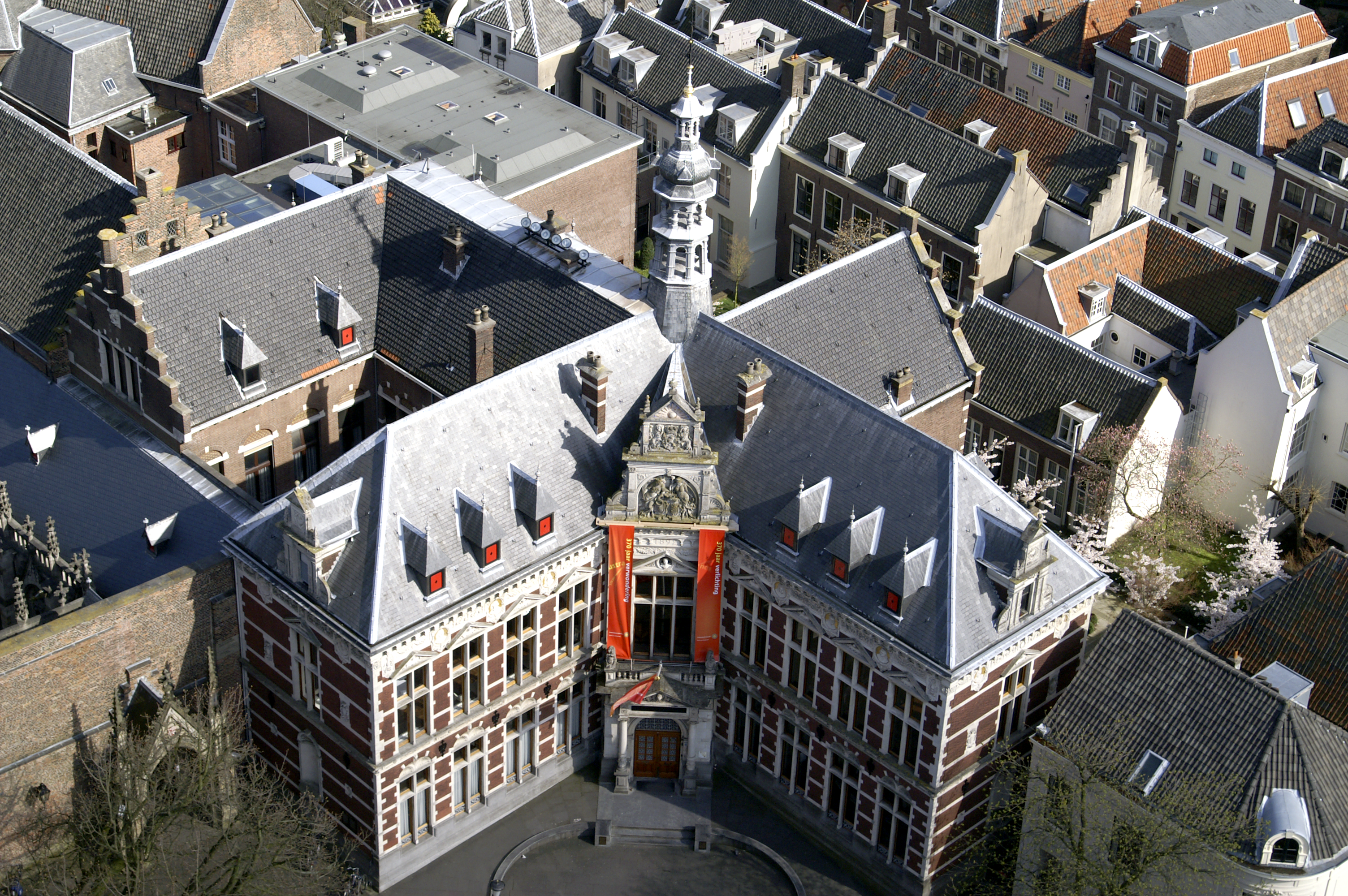
Univerzita v Utrechtu

V Nizozemsku je povinná školní docházka od prvního dne v měsíci, kdy bylo dítěti pět let, až do konce školního roku, kdy mu bylo šestnáct let. Většina dětí ale dochází do základních škol již od jejich čtvrtého roku (tzv. přípravný rok). Ve školním roce, kdy bude dítěti sedmnáct let, je školní docházka jenom částečně povinná (minimálně dva dny v týdnu). Jedná-li se o odbornou školu, která je smluvně napojená na nějaký podnik, je docházka povinná jenom jeden den v týdnu, ostatní čtyři dny je placená praxe v podniku.
Výuka začíná v podstatě již ve školce od druhého roku dítěte. Potom začíná tzv. primární vzdělávání (od 6 do 13 let) a pokračuje sekundárním (12 až 20 let), které žáky připravuje podle jejich schopností na různé směry vyššího vzdělávání (středoškolské, vyšší odborné nebo univerzitní). V Nizozemsku je velké množství privátních i státních vyšších odborných škol, vysokých škol a universit (Nizozemské univerzity a vysoké školy). Nejstarší universitou v Nizozemsku je Universiteit Leiden založená v roce 1575 Vilémem I. Oranžským. V současnosti má tato univerzita devět fakult a v akademickém roce 2006/2007 na ní studovalo 17 630 studentů. V Šanghajském žebříčku, který tradičně hierarchizuje nejlepší vysoké školy na světě, má Nizozemsko (k roku 2021) dvě univerzity v první stovce. Nejvyšší prestiž má Univerzita v Utrechtu, která je žebříčkem vyhodnocena jako 50. nejlepší univerzita na světě. Druhou nejkvalitnější školou v Nizozemsku má být Rijksuniversiteit Groningen (64. na světě).

### Věda

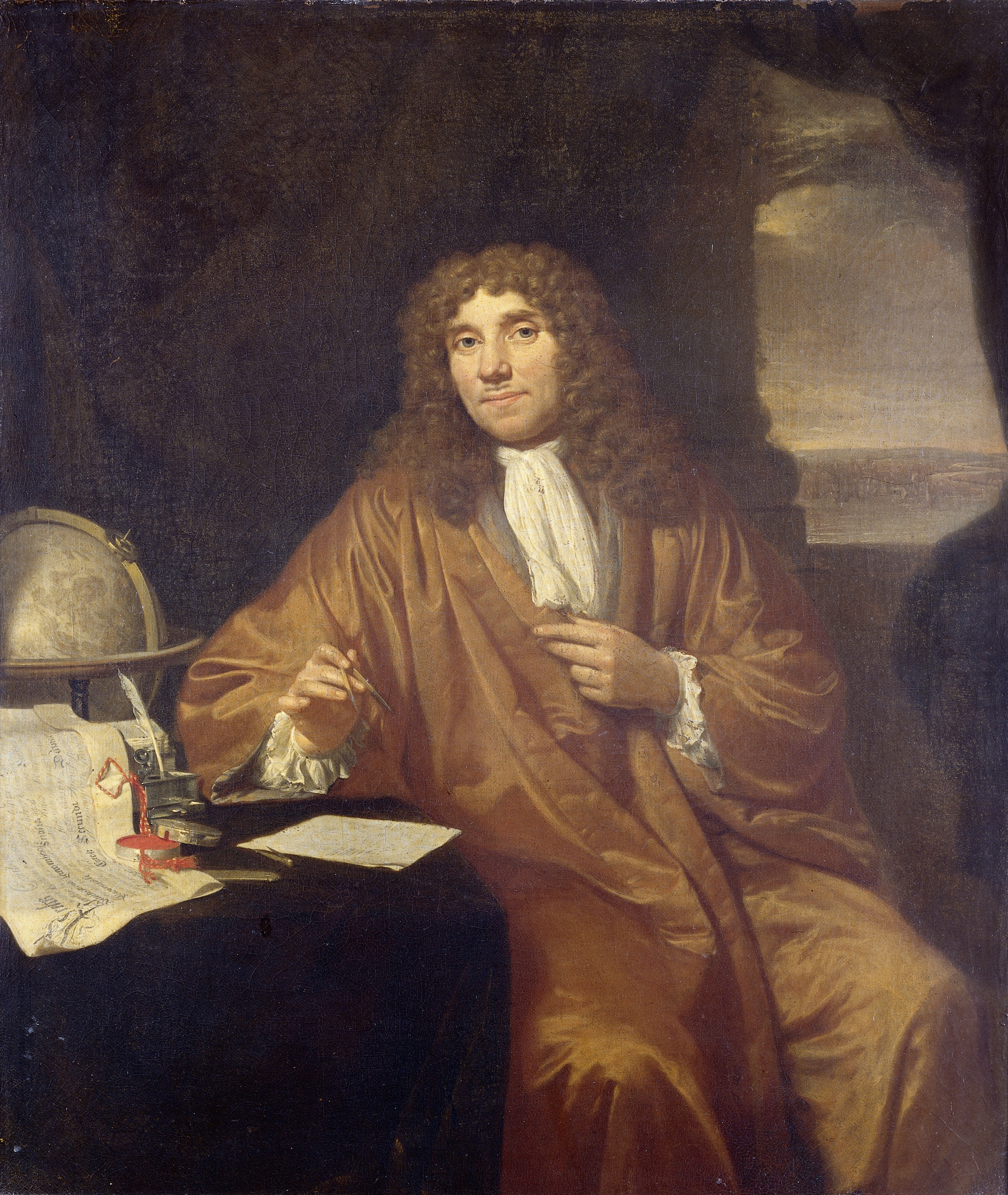
Antoni van Leeuwenhoek

Nizozemsko stálo u počátků novověku. Proto nalezneme v počátcích moderní vědy zhusta právě Nizozemce: Antoni van Leeuwenhoek je otcem mikrobiologie, astronom a fyzik Christiaan Huygens započal vědecké zkoumání světla, Willebrord Snellius definoval zákon lomu světla, matematik Ludolph van Ceulen zpřesnil výpočet čísla Pí tak, že se dodnes nazývá Ludolfovo číslo, Andreas Vesalius položil základy moderní anatomie, Herman Boerhaave bývá označován za „otce fyziologie“, stejně jako jeho žák Albrecht von Haller, jedním z prvních chemiků byl Johann Rudolf Glauber, průkopníkem botaniky byl Carolus Clusius, Cornelius Drebbel vynalezl první ponorku, Hans Lippershey je jedním z kandidátů na titul vynálezce dalekohledu, Pieter van Musschenbroek objevil kapacitní odpor a vynalezl tzv. Leydenskou láhev, první kondenzátor elektrické energie. Simon Stevin jako první pracoval s vektory, Jan Swammerdam za pomoci mikroskopu jako první prokázal, že vajíčko, larva a hmyz jsou tři fáze vývoje stejného jedince, jedním z nejvýznamnějších středověkých kartografů byl Petrus Plancius.

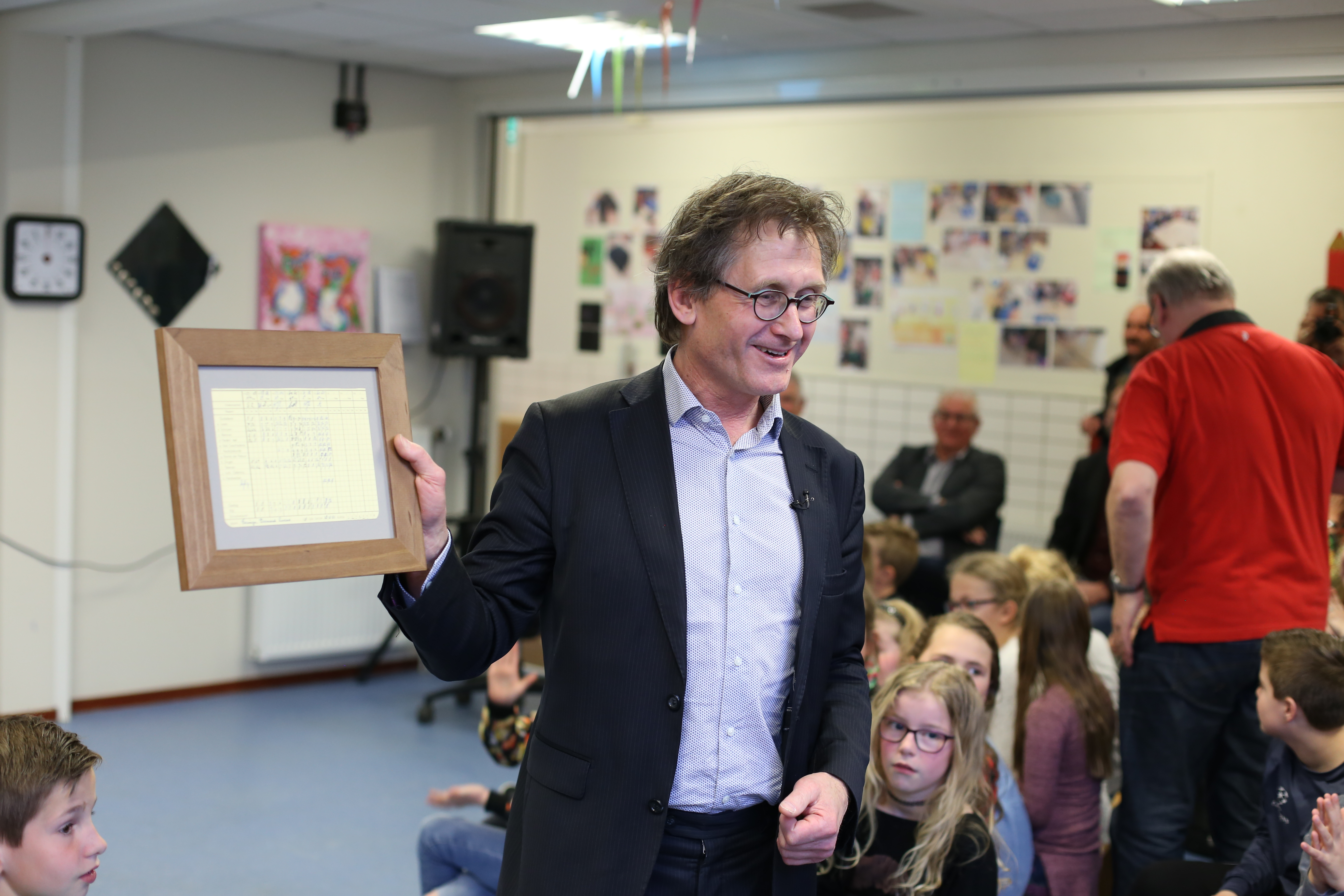
Ben Feringa

Ovšem nizozemská věda neztratila úroveň ani v 19. a 20. století: Hugo de Vries oprášil dílo Mendelovo a rozvinul moderní genetiku, Luitzen Egbertus Jan Brouwer významně rozvinul geometrický obor topologie, fyzik Willem de Sitter propracovával Einsteinovu relativitu a předpověděl temnou hmotu, George Eugene Uhlenbeck definoval elektronový spin, Jacobus Kapteyn objevil rotaci galaxií, po Gerardu Kuiperovi se jmenuje známý Kuiperův pás, Jan Oort rozvíjel radioastronomii, astronom Tom Gehrels se proslavil fotometrií asteroidů, jeho blízkou spolupracovnicí byla Ingrid van Houten-Groeneveldová, zoolog Coenraad Jacob Temminck proslul studiem ptáků, v oblasti informatiky se prosadil Edsger Dijkstra, Guido van Rossum či Andrew S. Tanenbaum, paleoantropolog Eugène Dubois objevil existenci hominida Homo erectus, do vývoje letadel i první světové války významně zasáhl Anthony Fokker, Nikolaas Tinbergen patří ke třem otcům zakladatelům etologie, za což také dostal Nobelovu cenu za fyziologii. Ta se však ve 20. století nevyhýbala ani dalším Nizozemcům: za fyziku ji získali Pieter Zeeman, Hendrik Lorentz, Johannes Diderik van der Waals, Heike Kamerlingh Onnes, Frits Zernike, Nicolaas Bloembergen, Simon van der Meer, Gerard 't Hooft, Martinus J. G. Veltman, Andre Geim, za chemii Jacobus Henricus van 't Hoff, Peter Debye, Paul J. Crutzen a Ben Feringa, za fyziologii a medicínu krom Tinbergena Willem Einthoven a Christiaan Eijkman.

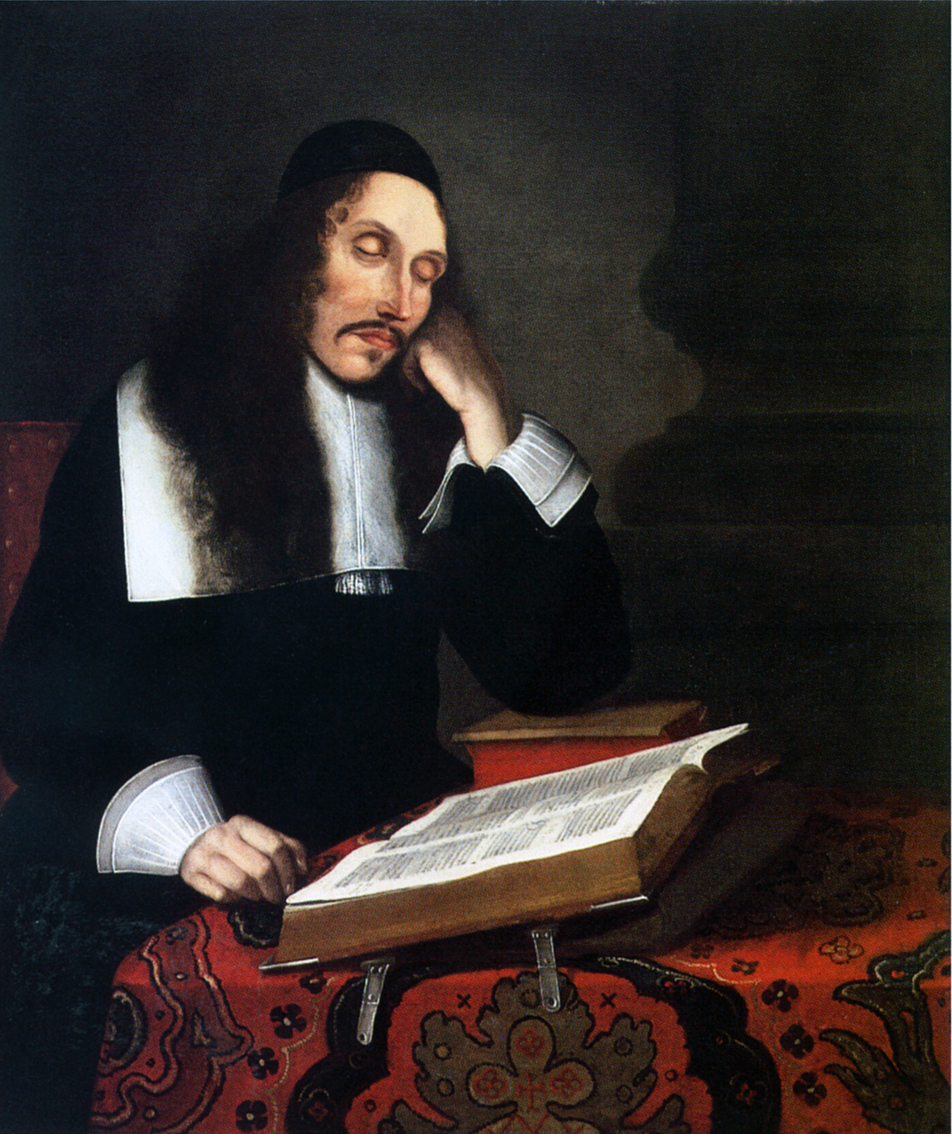
Baruch Spinoza

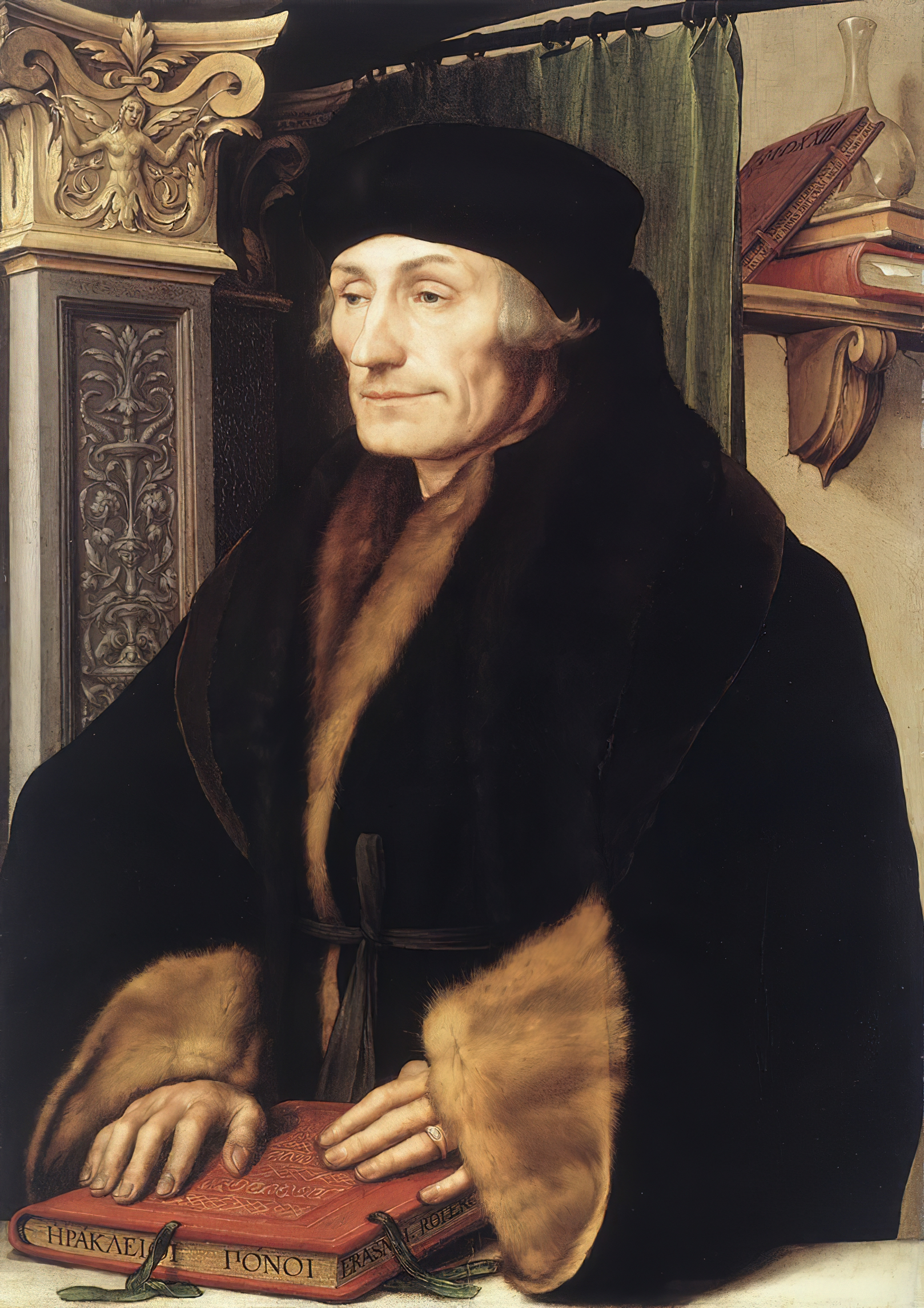
Erasmus Rotterdamský

V oblasti humanitních a sociálních věd patří k největším Nizozemcům dva středověcí filozofové: Erasmus Rotterdamský a Baruch Spinoza. Již ve 13. století patřil k významným filozofům Siger z Brabantu. K významným autorům patří i autor známé Bajky o včelách Bernard Mandeville. V oblasti teologie proslul Jakub Arminius nebo Tomáš Kempenský, autor spisu Následování Krista, jiný duchovní, Cornelius Jansen, v 17. století vytvořil originální nizozemský teologický směr zvaný jansenismus. Labadismus propagovala Anna Maria van Schurmanová, jedna z nejvzdělanějších žen své doby. Klasikem právní teorie je Hugo Grotius. Právník Tobias Asser zase získal Nobelovu cenu za mír za vytvoření Haagského tribunálu. Mezinárodní věhlas získal i kulturní teoretik Johan Huizinga či sociální psycholog Geert Hofstede. Socioložka Saskia Sassenová zavedla známý termín „globální město“. Jan Tinbergen a Tjalling Koopmans získali Nobelovu cenu za ekonomii.

## Sport

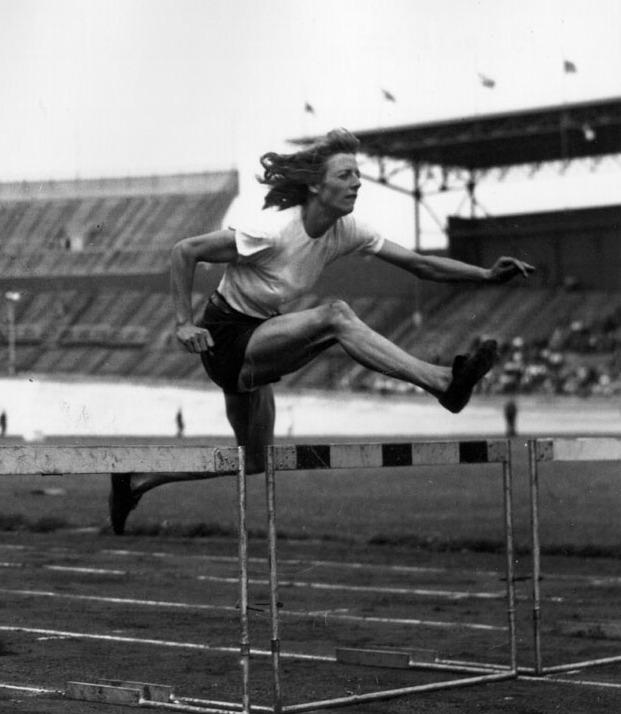
Fanny Blankers-Koenová

Nejúspěšnější nizozemskou atletkou všech dob je běžkyně Fanny Blankers-Koenová, držitelka čtyř zlatých olympijských medailí ze čtyř různých běžeckých disciplín (100 m, 200 m, 80 m překážek, štafeta). Všechny medaile vybojovala na jedněch hrách, v Londýně roku 1948. Velmi úspěšní jsou Nizozemci také v plavání, plavkyně Inge de Bruijnová má čtyři zlata z OH. Další silnou nizozemskou disciplínou je cyklistika. Jan Janssen a Joop Zoetemelk vyhráli Tour de France i Vueltu, Tom Dumoulin triumfoval na Giro d'Italia, Leontien van Moorselová má čtyři cyklistická zlata z olympiád. Ze zimních her vozí Nizozemci medaile především z rychlobruslení. Na olympijských hrách jsou v čele historické tabulky medailistů v této disciplíně. Rychlobruslařka Ireen Wüstová má pět zlatých olympijských medailí, její kolega Sven Kramer čtyři. Nizozemci jedny olympijské hry také pořádaly, roku 1928 v Amsterdamu.

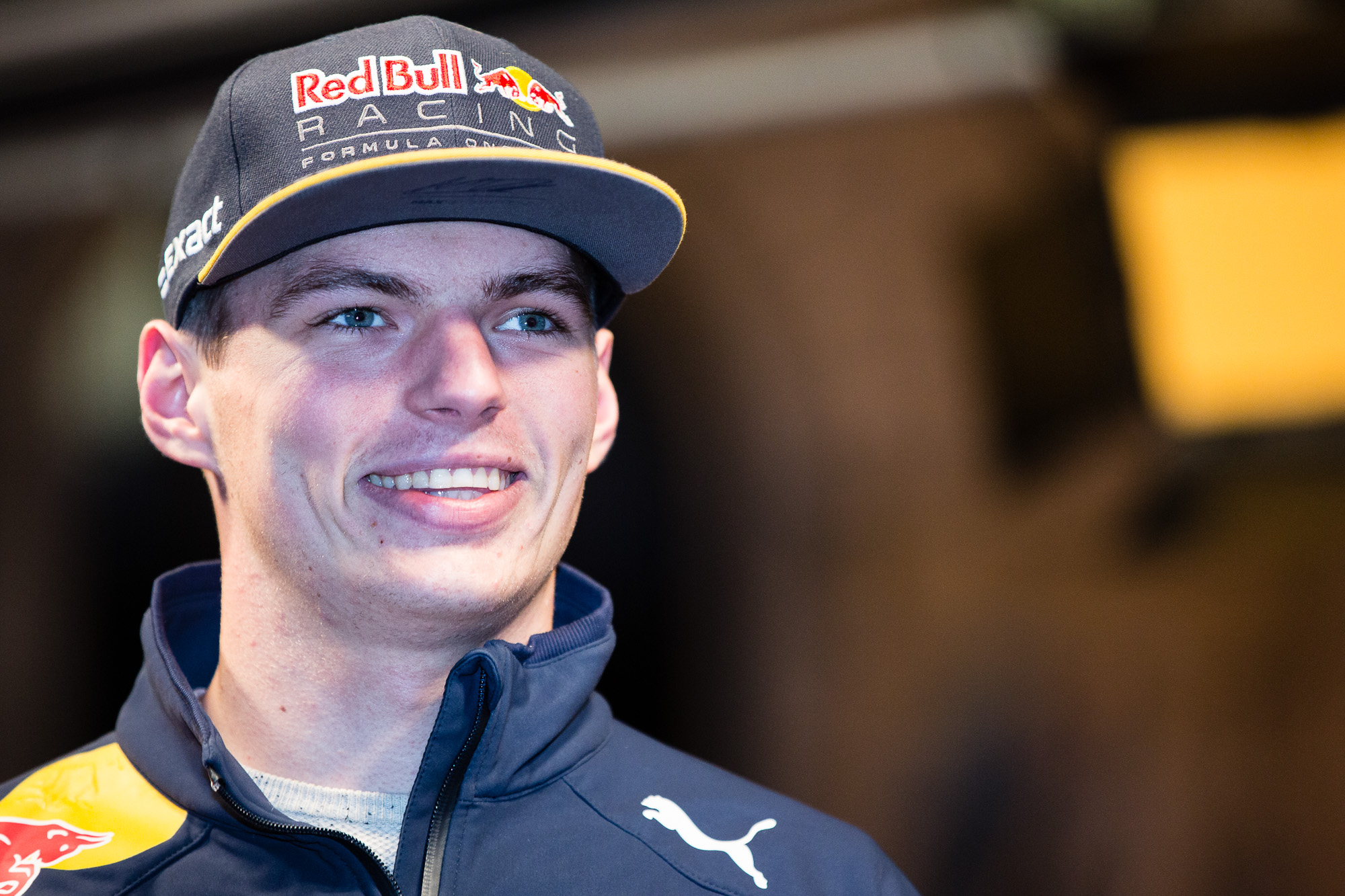
Max Verstappen

Nejúspěšnějším nizozemským tenistou byl vítěz Wimbledonu Richard Krajicek. Šachistou Max Euwe. Henk van Kessel a Jan de Vries se stali mistry světa v závodech silničních motocyklů. Max Verstappen se roku 2021 stal prvním nizozemským mistrem světa ve Formuli 1.
Z kolektivních sportů jsou Nizozemci mimořádně úspěšní v pozemním hokeji, ženy mají tři olympijská zlata, muži dvě. Teun de Nooijer byl třikrát vyhlášen nejlepším pozemním hokejistou světa, Stephan Veen dvakrát. Mezi ženami dvakrát v anketě triumfovaly Naomi van Asová a Maartje Paumenová. Volejbalisté i volejbalistky vyhráli mistrovství Evropy, muži navíc ještě olympijské zlato (1996). Členy síně slávy Mezinárodní volejbalové federace jsou Peter Blangé, Ron Zwerver a Bas van de Goor.

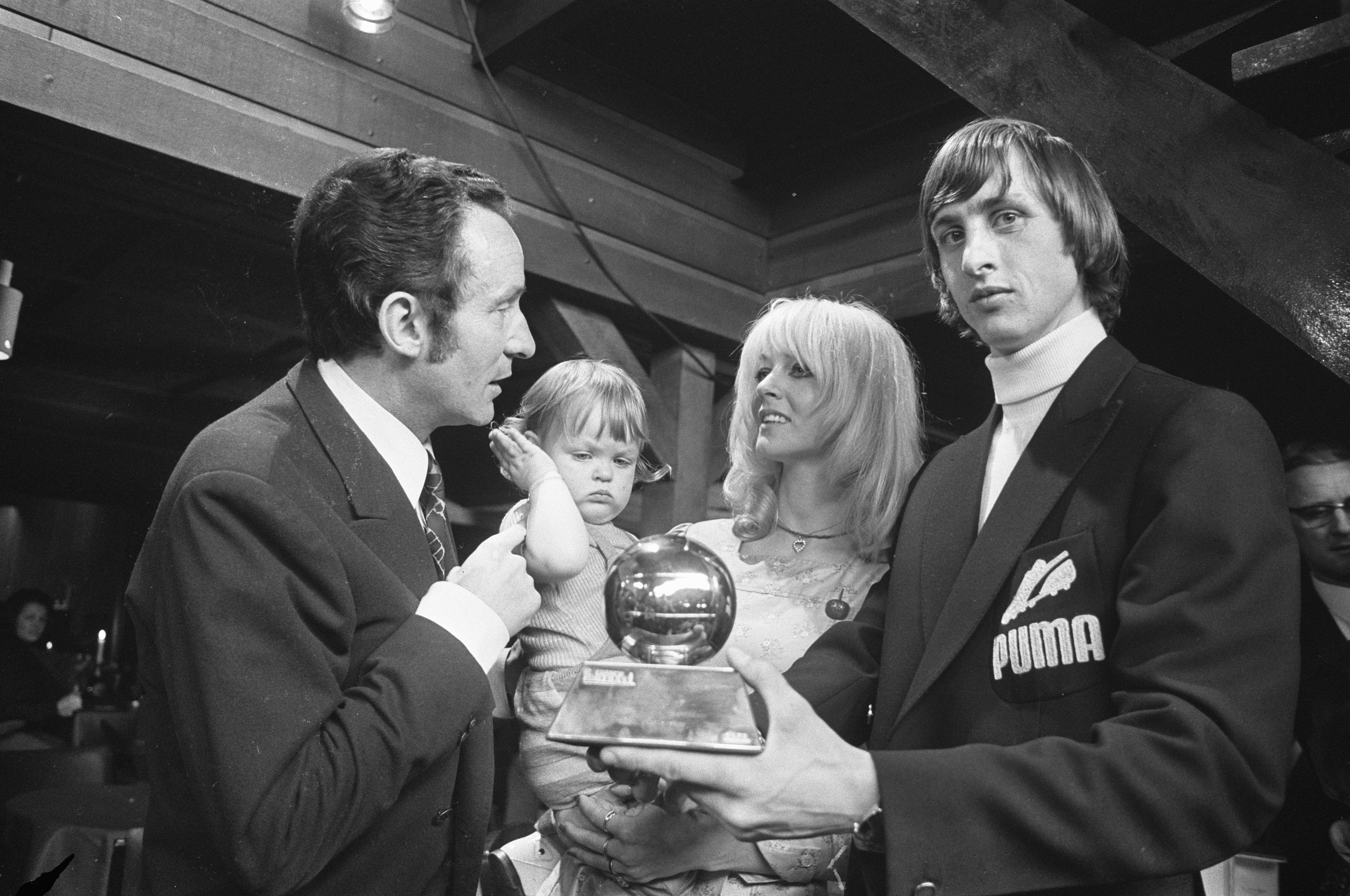
Johan Cruijff se Zlatým míčem 1971

Zdaleka nejpopulárnějším sportem je v Nizozemsku ovšem fotbal. Od 70. let patří Nizozemci k evropské špičce v tomto sportu. Z mistrovství světa přivezli třikrát stříbro (1974, 1978, 2010). Mistrovství Evropy se jim podařilo v roce 1988 vyhrát. Nejúspěšnějším fotbalovým klubem je Ajax Amsterdam, který čtyřikrát vyhrál Ligu mistrů (1971, 1972, 1973, 1995). Jednou se to povedlo i Feyenoordu Rotterdam (1970) a PSV Eindhoven (1988). Tři Nizozemci získali Zlatý míč pro nejlepšího fotbalistu Evropy: Johan Cruijff (1971, 1973, 1974), Marco van Basten (1988, 1989, 1992) a Ruud Gullit (1987). Ke slavným hráčům patřili i Rob Rensenbrink, Ruud Krol, Frank Rijkaard, Dennis Bergkamp, Arjen Robben, Robin van Persie či Wesley Sneijder. V současnosti se prosazuje například Virgil van Dijk a Frenkie de Jong. V roce 2000 Nizozemsko spolupořádalo evropský šampionát. Finále se hrálo na stadiónu De Kuip v Rotterdamu. Také nizozemské fotbalistky patří k evropské špičce a již mají na svém kontě titul mistryň Evropy (2017).

## Životní prostředí

Národní parky v Nizozemsku

Vzhledem k velmi vysoké hustotě obyvatelstva (489/km² v roce 2009) se Nizozemsko potýká s mnohými problémy souvisejícími s ochranou životního prostředí. Již v roce 1875 byly uzákoněny základní principy ochrany životního prostředí, ale teprve v roce 1993 byl tento zákon novelizován a byla stanovena povinná oprávnění omezující možnosti znečištění.
Tento zákon byl postupně formulován od roku 1972, kdy vyšla zpráva Římského klubu (Club of Rome) pod názvem Meze růstu. V této zprávě byl modelován vývoj hlavních globálních ukazatelů a vzájemně se ovlivňujících vztahů mezi nimi. V současnosti jsou prakticky všechny nizozemské zákony související s ochranou životního prostředí sladěny s předpisy Evropské unie. V Nizozemsku spadá ochrana životního prostředí pod ministerstvo VROM (Ministerie van Volkshuisvesting, Ruimtelijke Ordening en Milieubeheer).
Od roku 2009 jsou zavedeny dvě tzv. „čisté oblasti“ v Utrechtu a Eindhovenu. Do těchto oblastí mohou jezdit jenom kamiony s dieselovým pohonem, které mají zabudované filtrování sazí ve výfukovém potrubí.